# Ulmer Münster

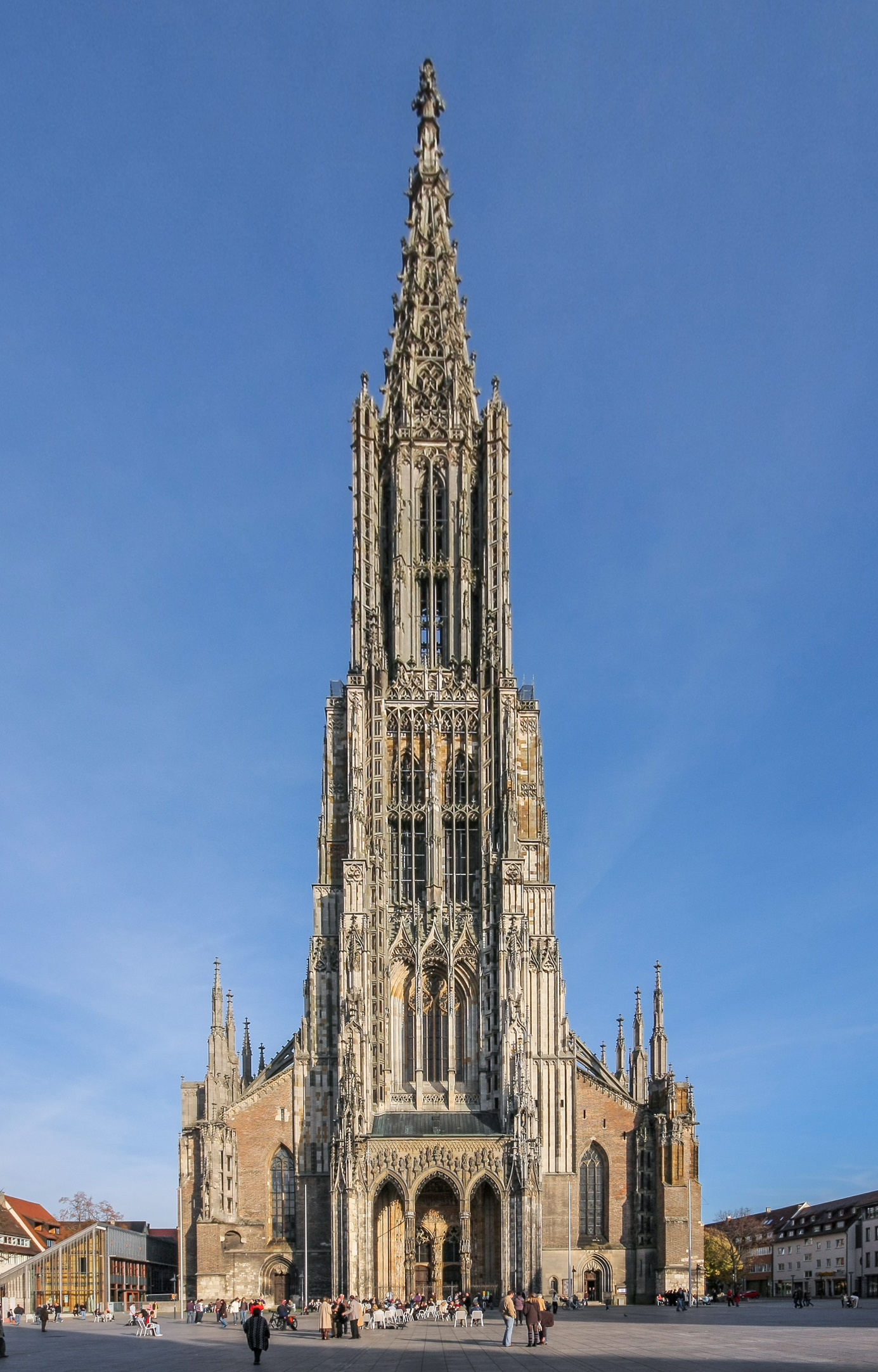
Ulmer Münster

Das Münster Unserer Lieben Frau zu Ulm, kurz Ulmer Münster, ist ein gotischer Sakralbau in der baden-württembergischen Stadt Ulm und Pfarrkirche der dort ansässigen evangelischen Gemeinde. Der 1890 vollendete 161,53 Meter hohe Turm ist der höchste Kirchturm der Welt. Der Grundstein des Münsters wurde 1377 gelegt, als Ulm eine Reichsstadt und noch vorreformatorisch römisch-katholisch war. Die Predigten des Ulmer Reformators Konrad Sam (ab 1524) begleiteten die graduelle Einführung der Reformation in Ulm. 1530 fiel die Entscheidung in einer Bürgerabstimmung zugunsten des evangelischen Bekenntnisses mit einer Mehrheit von sieben Achteln. So wurde das Ulmer Münster ein Gotteshaus der evangelischen Kirche. Es war bis 1894 im Besitz der Stadt Ulm und kam danach in den Besitz der evangelischen Kirchengemeinde Ulm. Das Münster überstand die Luftangriffe auf Ulm 1944/1945 in den letzten Monaten des Zweiten Weltkriegs, vom Einschlag eines Sprengbomben-Blindgängers in den Chorraum abgesehen, weitgehend unbeschädigt.

## Bedeutung

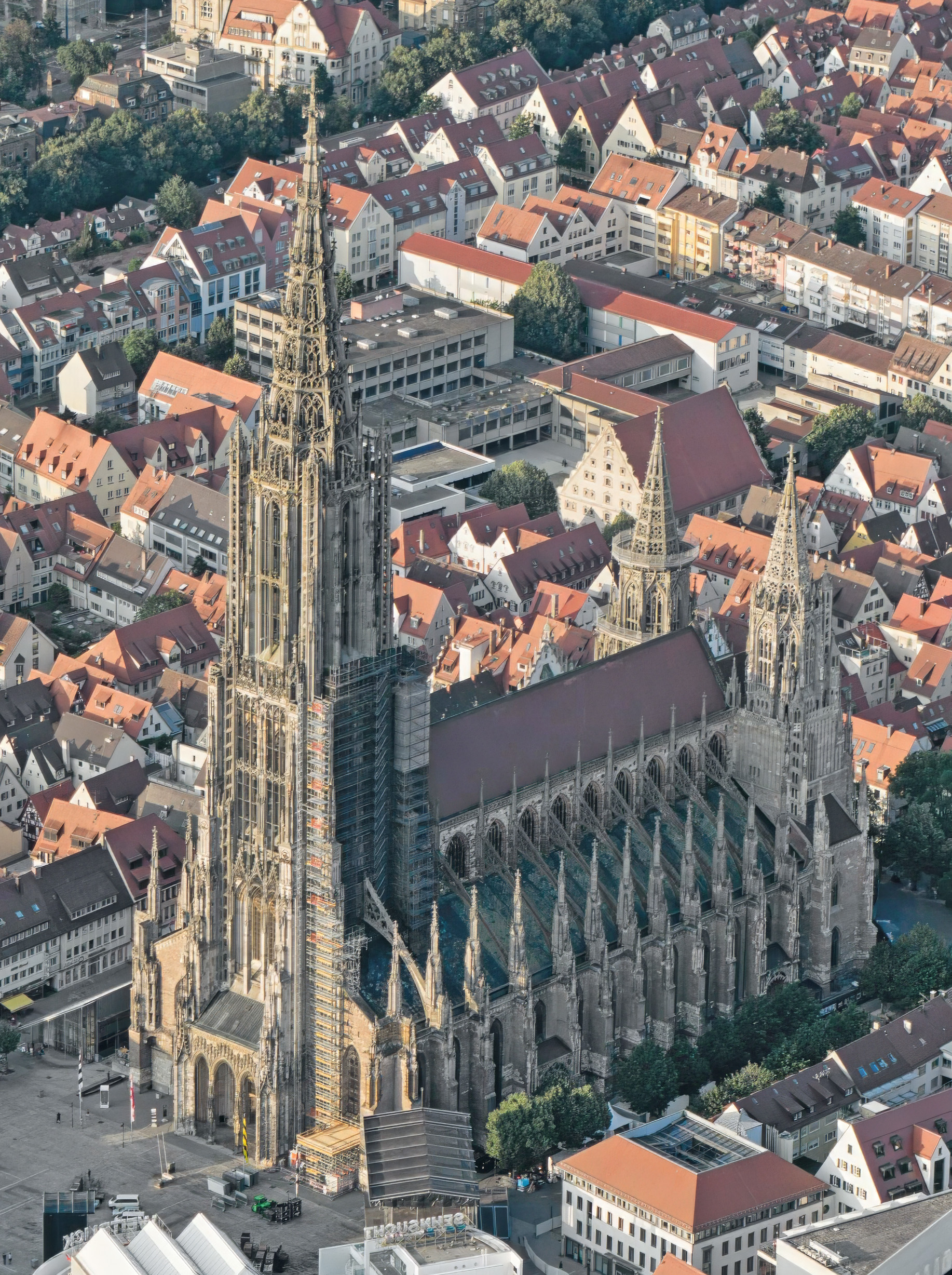
Luftbild des Ulmer Münsters

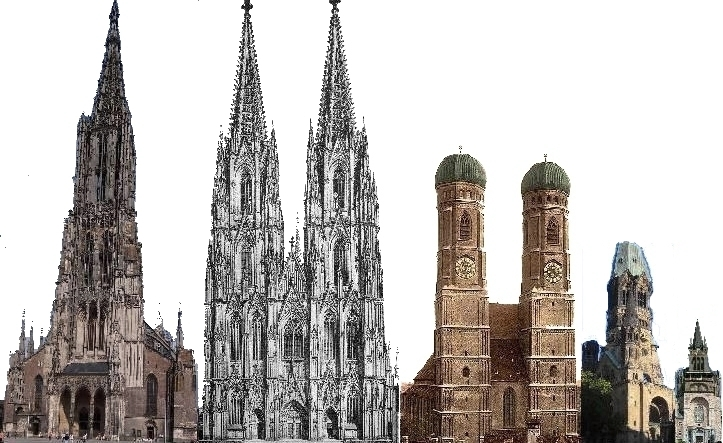
Höhenvergleich: Ulmer Münster, Kölner Dom, Münchner Frauenkirche, Kaiser-Wilhelm-Gedächtniskirche in Berlin, Aachener Dom

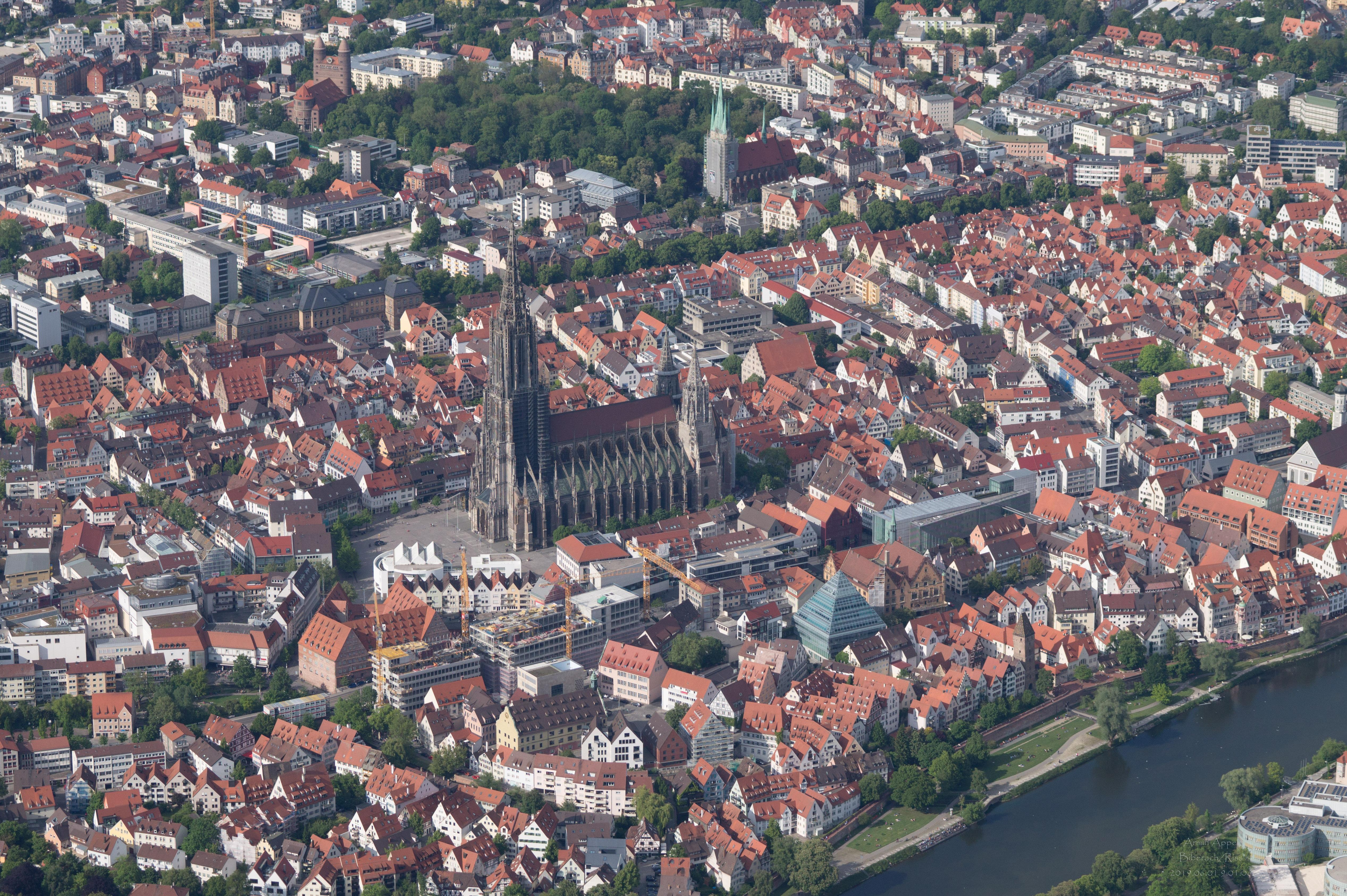
Lage des Münsters in Ulm

Das Ulmer Münster ist die größte gotische Kirche in Süddeutschland und Kulturdenkmal. Es hat mit 161,53 m Höhe den bis heute höchsten Kirchturm der Welt. Der Chor des Münsters wird von den beiden Chortürmen flankiert, die mit ihrer Höhe von 86 m zur Gruppe der besonders hohen Türme gehören. Das Kirchengebäude ist 123,56 Meter lang und 48,8 Meter breit. Das Mittelschiff hat eine Höhe von 41,6 Metern, die Höhe der Seitenschiffe beträgt 20,55 Meter. Das Münster hat ein Volumen von rund 190.000 Kubikmeter, und der hohe Westturm belastet die Fundamente mit einer Masse von 51.500 Tonnen.[A] Bei der Grundsteinlegung 1377 plante man die Pfarrkirche als eine Kirche der Bürger. Sie wurde von den weniger als 10.000 Bürgern der Stadt finanziert. Das Münster war nie ein Bischofssitz. Deswegen waren von Beginn an nur ein zentraler Westturm und zwei Chortürme vorgesehen (vgl. Abbildung des Grundsteinreliefs). Hauptfassaden mit zwei flankierenden Türmen waren im Allgemeinen Bischofskirchen und Abteien vorbehalten. Aus ähnlichem Grund besitzt das Ulmer Münster auch keine Krypta, die als Herrscher- oder Bischofsgrablege hätte dienen können. Als Grablegen dienten im Münster andere Bereiche und zahlreiche an die Kirche angebaute Kapellen für Patrizierfamilien, die heute teilweise nicht mehr erhalten sind.

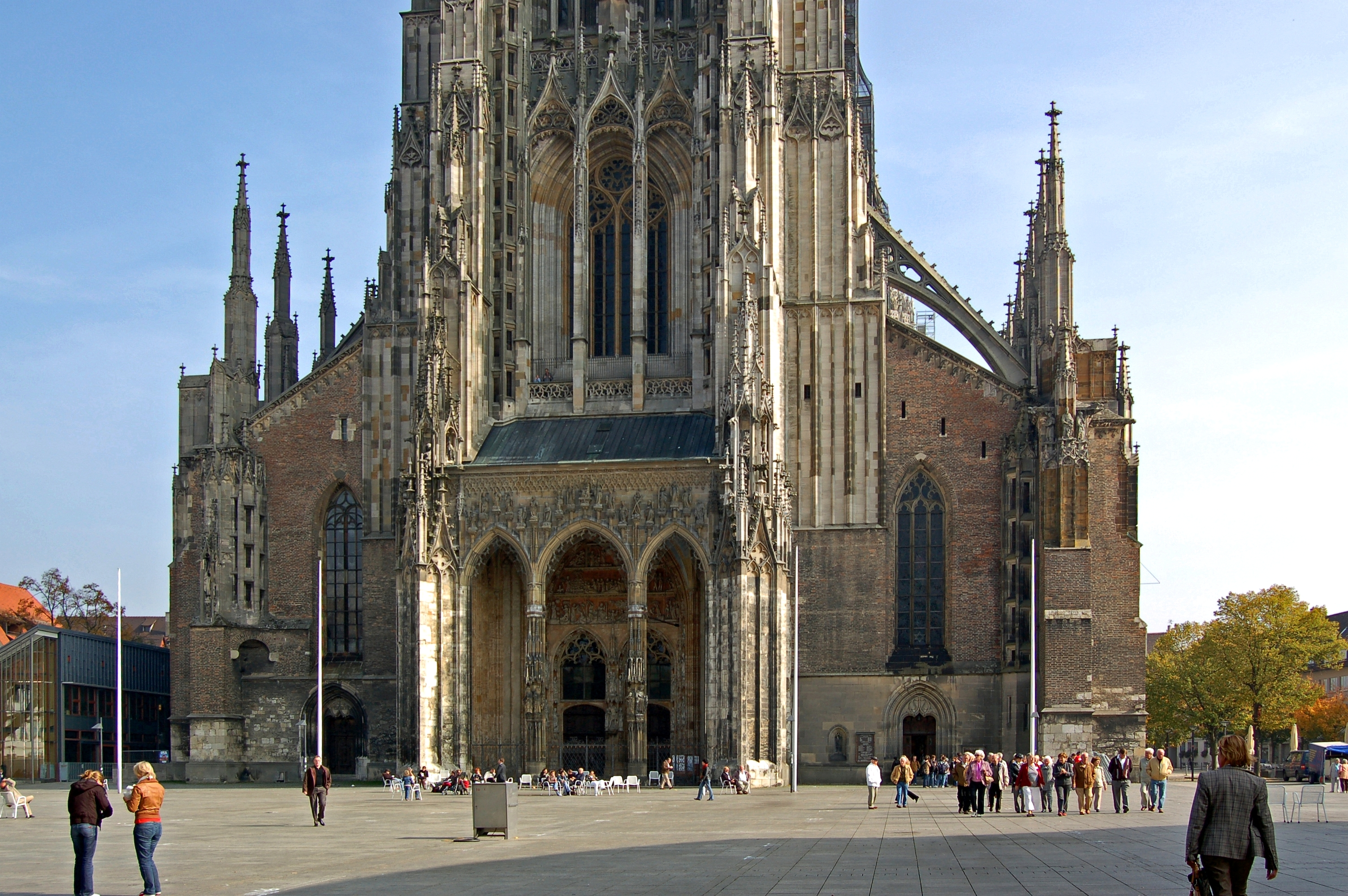
Sandstein und Backstein in der Westfassade

Zweckdienlich sind die verwendeten Baumaterialien: Alle Kanten des Kirchenschiffs und fast alle Teile der Türme sind aus Sandstein (in neugotischen Teilen teilweise auch Kalkstein) mit üppigen Steinmetzarbeiten. Dadurch fällt wenig auf, dass die Außenmauern größtenteils aus Backstein errichtet sind, der auch offen in den Fassaden zutage tritt. Damit steht das Münster einerseits stilistisch den klassischen Werksteinbauten der Gotik der Île de France und der Champagne ebenso nahe wie das Freiburger Münster oder der Frankfurter Dom, lässt sich andererseits aber auch als Backsteinkirche betrachten. Unter diesen liegt sie im Volumen dann hinter San Petronio in Bologna, aber etwa gleichauf mit der Münchner Frauenkirche und der Danziger Marienkirche. Inwieweit diese Backsteinsichtigkeit jedoch ursprünglich als Stilmittel beabsichtigt war, ist aufgrund des ästhetisch wenig absichtsvoll wirkenden, rein bautechnisch bedingten Wechsels zwischen Stein- und Ziegelmauerwerk, der weitestgehend fehlenden plastischen Gestaltung des Ziegelmauerwerks und zahlreicher Putzreste mit aufgemaltem Mauerwerk fraglich. Vielmehr muss – zumindest für den mittelalterlichen Bauabschnitt – davon ausgegangen werden, dass für die Verwendung des Ziegelmauerwerks weniger ästhetische, sondern rein bautechnische bzw. bauphysikalische Gründe entscheidend waren und ein großer Teil des heute offen zutage tretenden Ziegelmauerwerks ursprünglich nicht „auf Sicht“ angelegt war, sondern unter Putz und einem gemalten „Steinquaderwerk“ verborgen lag.
Das Münster bot im Mittelalter ohne Sitzgelegenheiten Platz für 20.000 bis 22.000 Menschen im Stehen. Heute bietet es 2.000 Sitzplätze in der normalen Bestuhlung. Beim Württembergischen Landesposaunentag, der alle zwei Jahre in Ulm stattfindet, haben durch zusätzliche Sitzgelegenheiten 4.500 Bläser mit Instrumenten Platz im Münster.
Der Hauptturm kann normalerweise über 768 Stufen bis zu einer Galerie im oberen Drittel des Turmhelms in einer Höhe von 143 m bestiegen werden.
Aktuell ist ein Aufstieg aus Sicherheitsgründen nur bis zur zweiten Ebene über 520 Stufen auf 102 m Höhe möglich (Stand: September 2024).
Von hier bietet sich ein Panorama der Stadt und ihrer Umgebung. An einigen Tagen im Jahr ist bei Föhn der Blick über ganz Oberschwaben bis zu den Alpen möglich.

## Geschichte

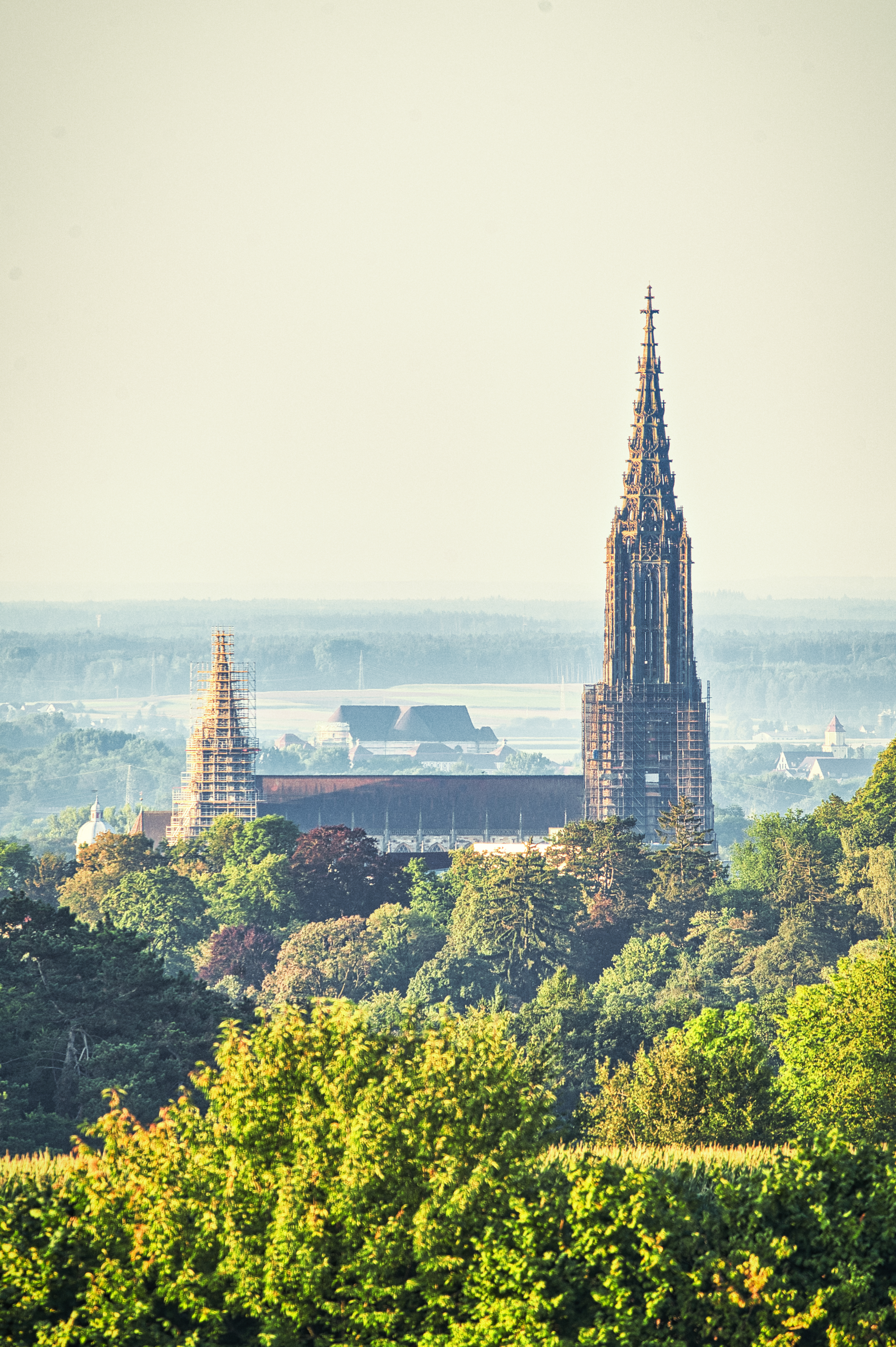
Seitenansicht des Ulmer Münsters, fotografiert aus dem Ulmer Stadtteil Jungingen. Im Hintergrund zu erkennen ist das Kloster Wiblingen

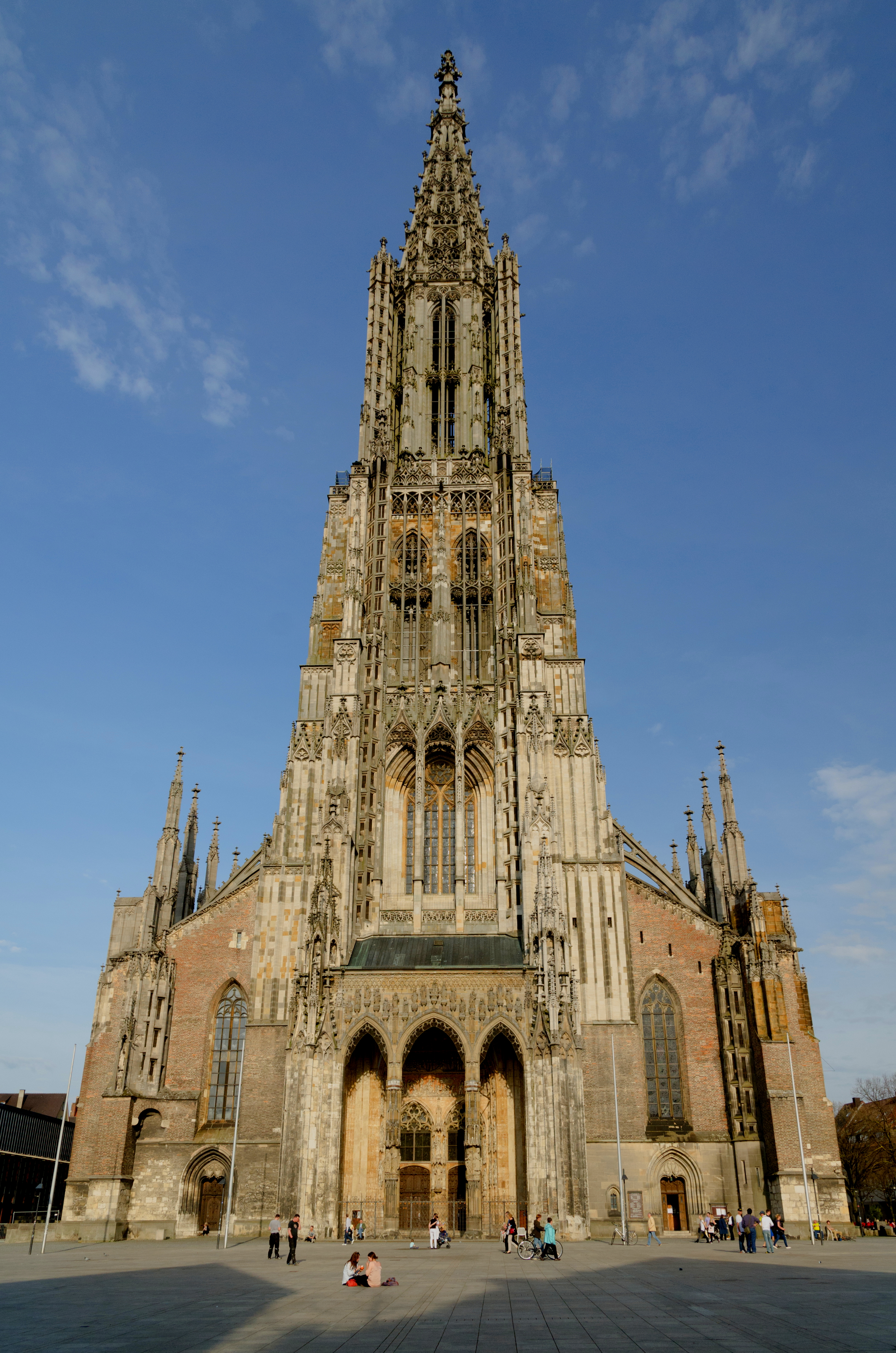
Ulmer Münster von Westen

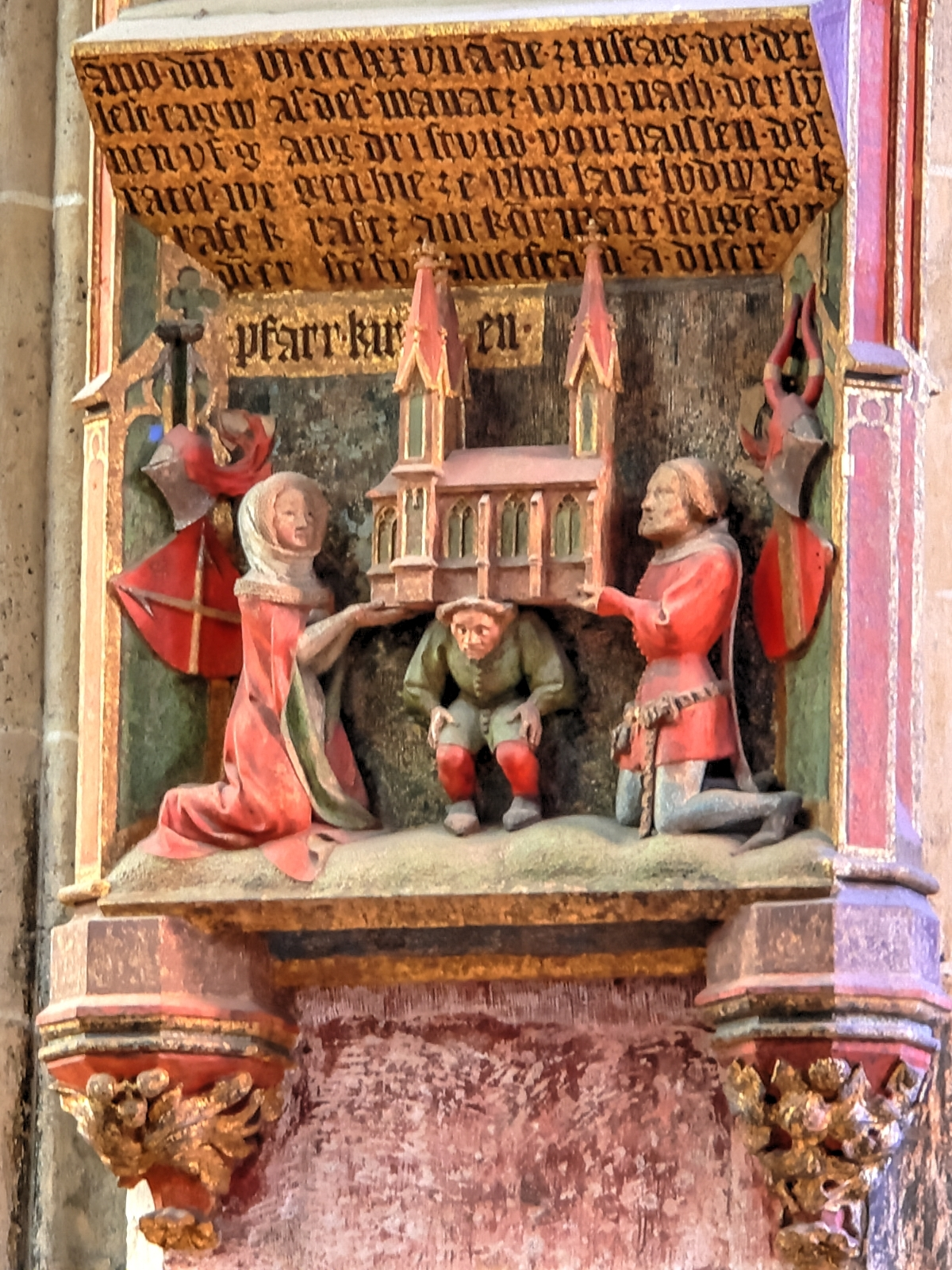
Gründungsrelief im Münster mit dem Datum der Grundsteinlegung: 30. Juni 1377

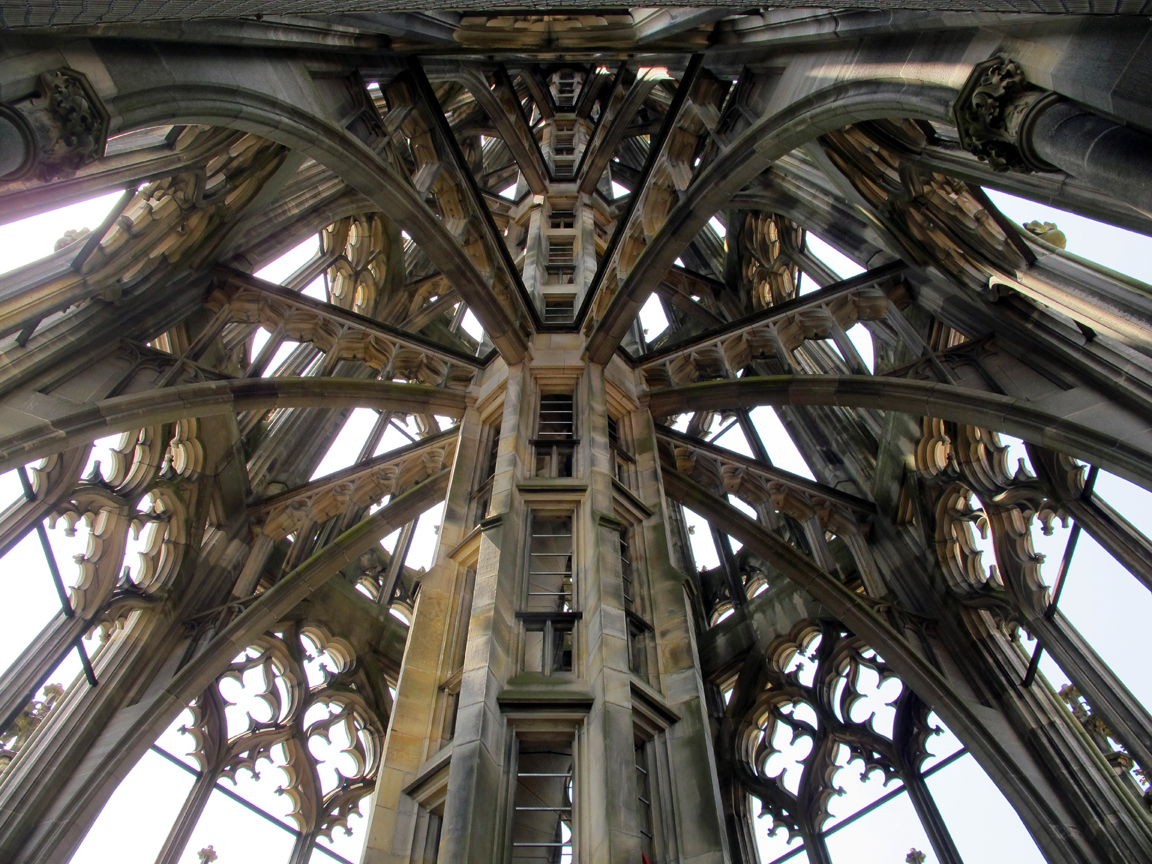
Turmspitze von innen (vom Treppenaufgang zur Aussichtsplattform)

### Pfarrkirche vor 1377
Die alte Stadtpfarrkirche Ulms lag außerhalb der Stadtummauerung nördlich des Michelsbergs, der, wie viele nach dem Erzengel Michael benannte Erhebungen, in vorgeschichtlicher Zeit wahrscheinlich ein Wotansheiligtum trug. Sie war eine Liebfrauenkirche, weshalb die zu ihr hinausführende Straße Frauenstraße und das Tor Frauentor hieß. Der Grund für diese außergewöhnliche Situation ist nicht bekannt. Friedrich Pressel nimmt an, dass die Kirche, die erst 1092 erstmals in einer Urkunde genannt wird, vorkarolingischen Ursprungs war und zu den Mutterkirchen der Region gehörte. Die legendarische Ortsüberlieferung, die die Gründung der Ulmer Pfarrkirche in das Jahr 600 verlegt, habe insofern einen historischen Kern. Erst danach seien weiter südlich die Königspfalz und der Reichenauer Klosterhof als Siedlungskerne der späteren Stadt entstanden.
Felix Fabri († 1502) berichtet, die alte Pfarrkirche sei zeitgleich mit dem Neubau abgerissen und ihre Steine für das Münster verwendet worden. Die Existenz der alten Kirche ist jedoch bis ins 15. Jahrhundert belegt, und erst 1532 schreibt ein Zeitzeuge, sie sei gänzlich verschwunden.

### Erste Bauperiode 1377–1543

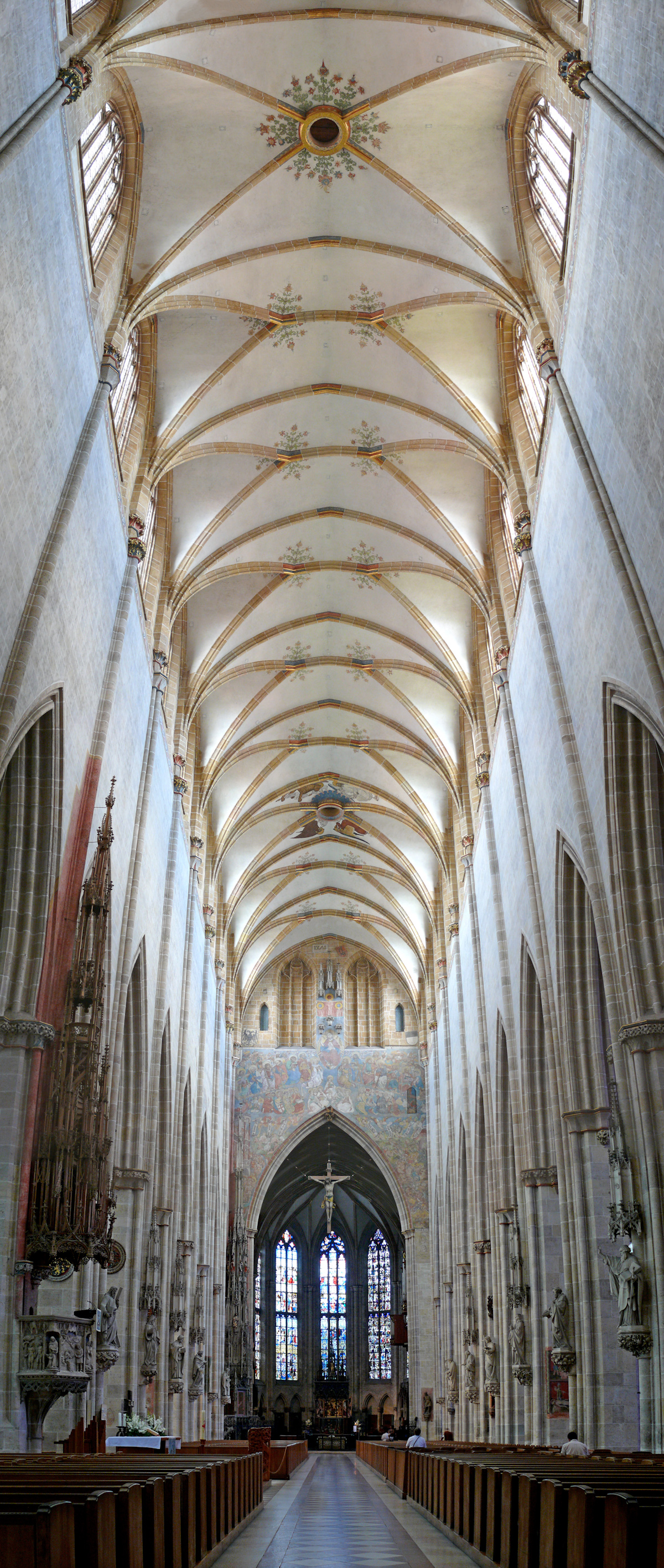
Mittelschiff nach Osten

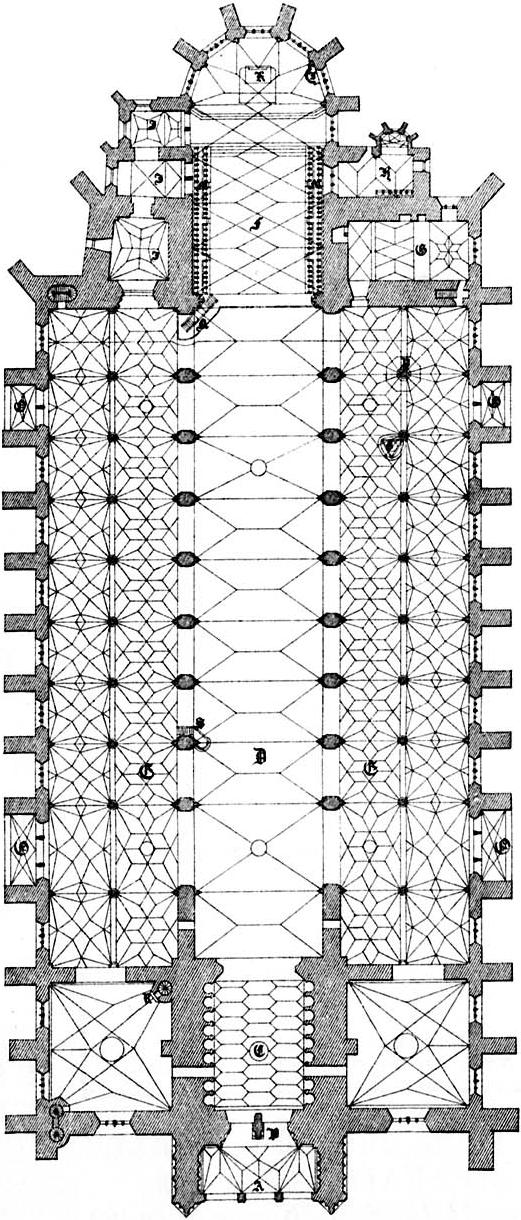
Grundriss

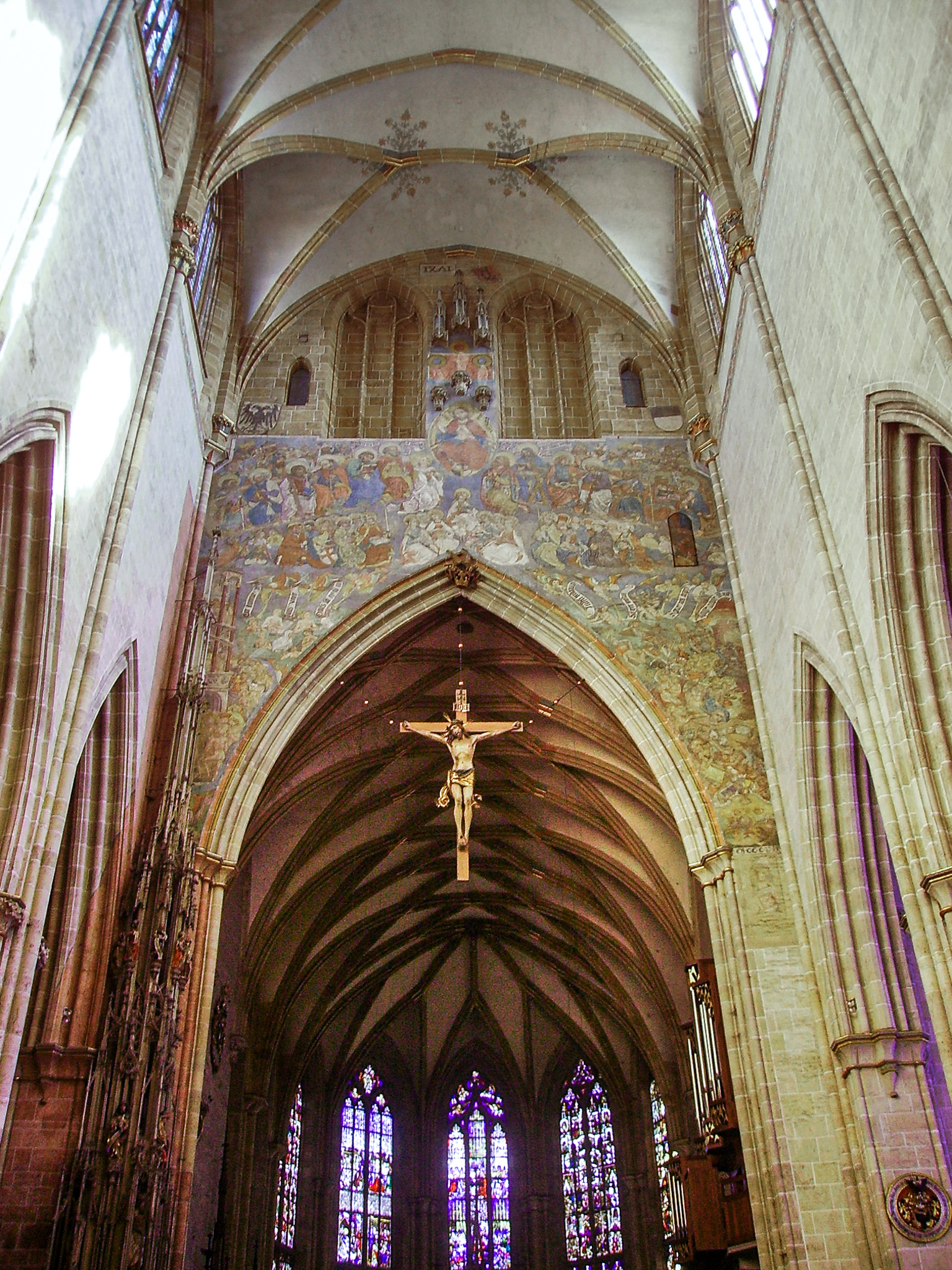
Chor eine Etage niedriger als Mittelschiff, Kämpfer des Triumphbogens knapp unter Scheiteln der Arkadenbögen

Da die Stadt Ulm im 14. Jahrhundert immer wieder in kriegerische Konflikte verwickelt war, ihre Pfarrkirche aber vor den Toren der Stadt stand (heute liegt dort der Hauptfriedhof), strebten die Bürger an, innerhalb der Stadtmauern eine neue Kirche zu errichten. Sie waren es leid, von der Kirche abgeschnitten zu sein, wie es zum Beispiel 1376 bei der Belagerung Ulms durch Kaiser Karl IV. geschehen war. Außerdem wollten sie sich vom Kloster Reichenau unabhängig machen, das sich die Kirche 1327 inkorporiert hatte und von den Einkünften ihrer Güter profitierte, ohne die Baulast zu tragen.
Die Ulmer beschlossen also, die Kirche innerhalb der Stadtmauer neu zu bauen, finanziert durch die Einwohner selbst. Die Stadt hatte zu jener Zeit kaum 10.000 Bewohner. Am 30. Juni 1377 (nach der Inschrift auf dem Gründungsrelief im Münster) fand die Grundsteinlegung durch den Bürgermeister Ludwig Krafft und unter dem Baumeister Meister Heinrich II. Parler statt. Dieser hatte zuvor Erfahrungen am Heilig-Kreuz-Münster in Schwäbisch Gmünd gesammelt. Von Meister Heinrich II. Parler, der bereits vorher an der alten Pfarrkirche Ulms mitgearbeitet hatte, stammt offensichtlich auch der Bauplan für das Ulmer Münster. Dieser Plan beinhaltete eine Hallenkirche mit drei etwa gleich hohen Schiffen, einem Westturm und zwei Chortürmen. Er erbaute den Chor und die unteren Teile der Chorflankentürme.
Der Chor, der eine Länge von 29 Metern und eine lichte Breite von 15 Metern hat, ließ bereits damals die Ausmaße des geplanten Projektes erkennen. An der Grundsteinlegung wirkten auch die Frauen der Ulmer Sammlung mit, was auf einer späteren Darstellung dieses Ereignisses zu sehen ist.
1381 wurde die Baustelle von Meister Michael Parler übernommen, der zuvor an der Dombauhütte in Prag gewirkt hatte. Er führte den Bau im Langhaus weiter, das zunächst als dreischiffige Hallenkirche mit annähernd gleich breiten und hohen Schiffen konzipiert wurde. Von 1387 bis 1391 übernahm Meister Heinrich III. Parler die Leitung der Bauhütte.
1392 wurde Ulrich Ensinger, auch Ulrich von Ensingen genannt, die Bauleitung übertragen, der zuvor in Prag und am Straßburger Münster gewirkt hatte. Er träumte von einem über 150 m hohen Hauptturm. Damit die Proportionen ausgewogen waren, sollte nun das Schiff deutlich höher werden, als die Parlers vorgesehen hatten, also eine Basilika errichtet werden. Die Planänderung ist gut zu erkennen am Höhenunterschied zwischen Mittelschiff und Chor. Am 25. Juli 1405 wurde das Münster geweiht, lediglich bedeckt durch ein provisorisches Notdach. Mit Matthäus Ensinger übernahm 1446 der Sohn von Ulrich die Bauleitung (bis 1463). Er vollendete 1449 das Chorgewölbe und 1452 das Gewölbe des Nordschiffes. Nach Matthäus’ Tod 1463 übernahm dessen Sohn Moritz Ensinger die Bauleitung. Er wölbte das Mittelschiff ein und errichtete bis 1471 das neue Sakramentshaus. Nach dem Konzept seines Großvaters war das Münster nun vollends eine Basilika.
Der neue Baumeister Matthäus Böblinger änderte 1477 die Pläne, vor allem die des Hauptturms. In seine Zeit (bis 1494) fielen die ersten massiven Schäden: Die nun unterschiedlich hohen, aber gleichermaßen ausladenden Gewölbe drohten 1492 die Pfeiler zu verbiegen und das Bauwerk zum Einsturz zu bringen. Die Nordwand des Mittelschiffs weist noch heute eine Abweichung aus dem Lot von bis zu 27 cm auf. Der Baumeister Burkhard Engelberg aus Augsburg übernahm den Bau und führte die notwendigen Sicherungen durch: Verstärkung der Fundamente des Westturms, Abbruch der schweren Seitenschiffgewölbe, Unterteilung der Seitenschiffe durch schlanke Pfeiler und Aufbau von leichteren Gewölben. Die schlanken Gewölbe der neuen paarigen Seitenschiffe liegen etwa in derselben Höhe wie die abgebrochenen breiten. Obwohl man mit einigem Aufwand eine Katastrophe abgewendet hatte, stand das Gemäuer noch dreieinhalb Jahrhunderte lang ohne die bei den meisten gotischen Basiliken üblichen Strebebögen.

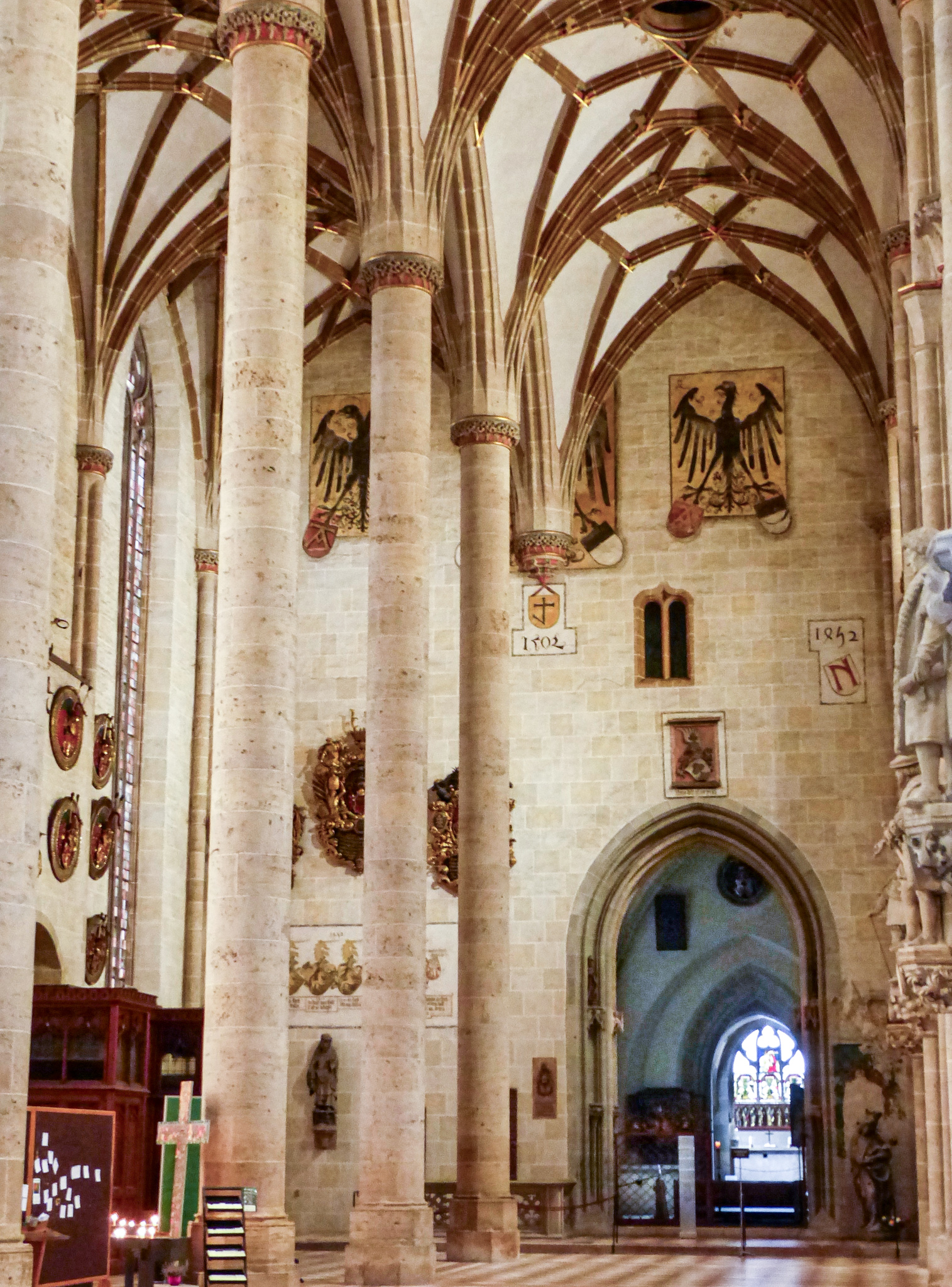
Nördliche Seitenschiffe, mittlerer Reichsadler bei Unterteilung übermauert
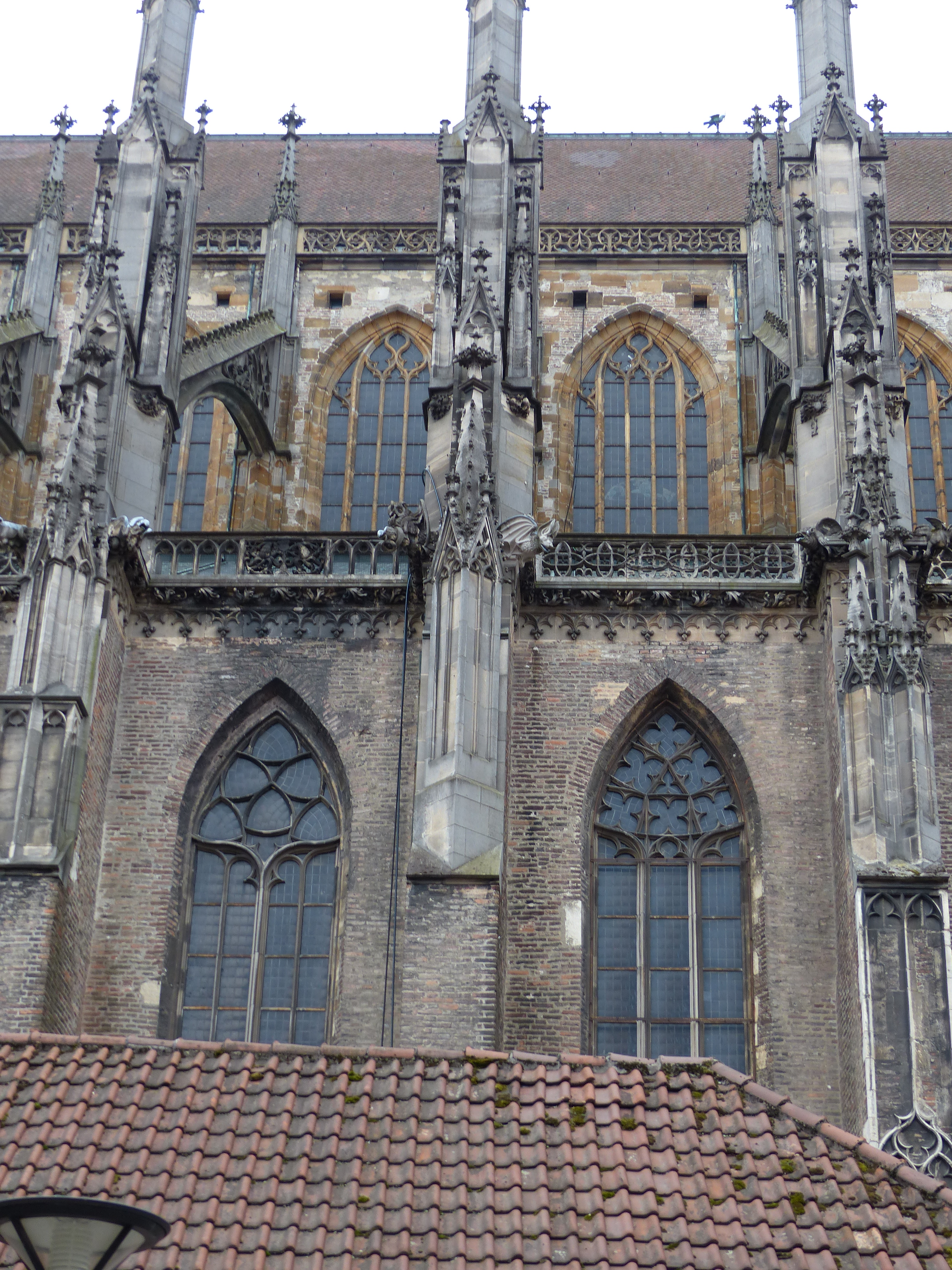
Nördliche Seitenschiffswand und Obergaden
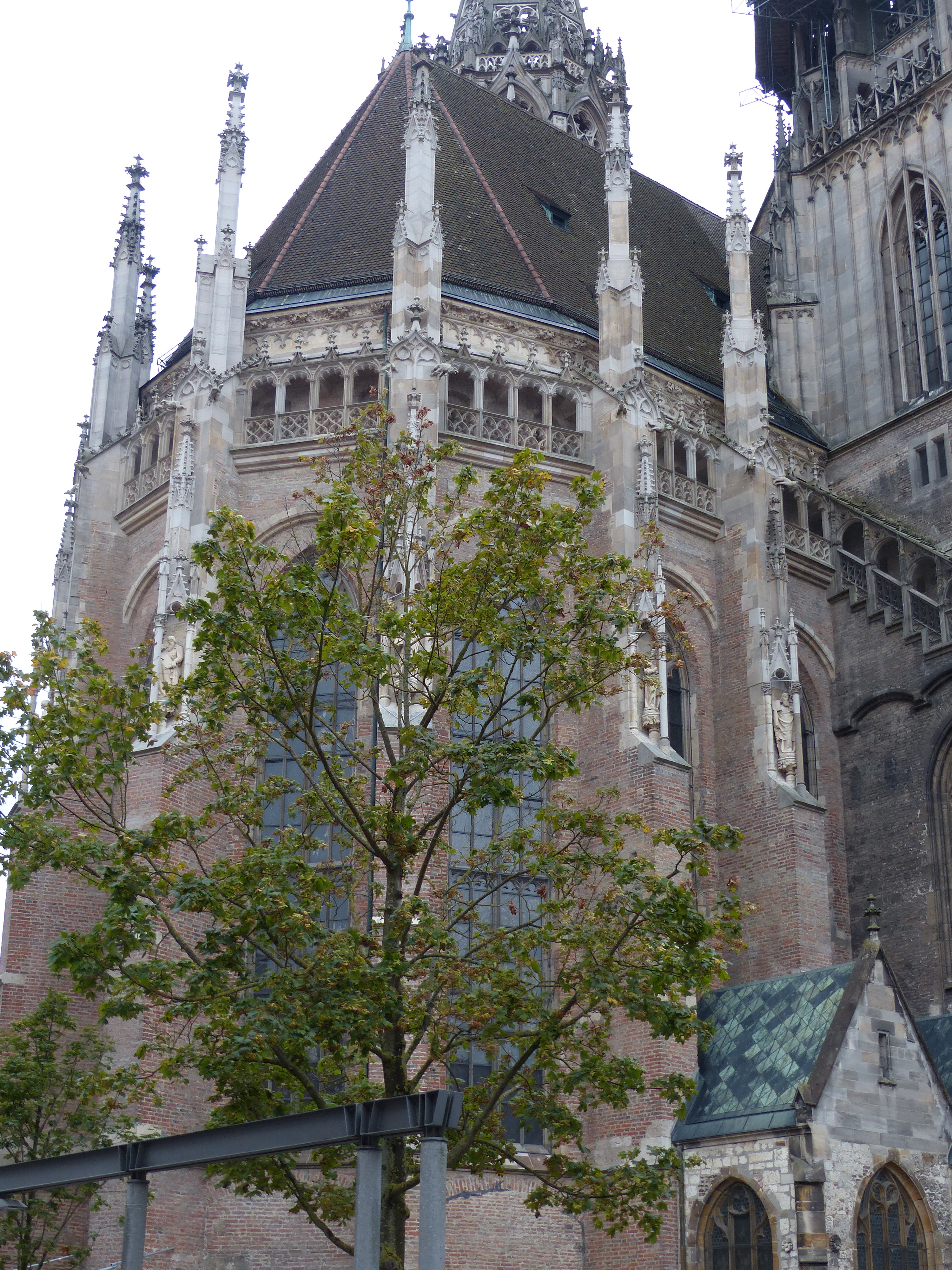
Chor
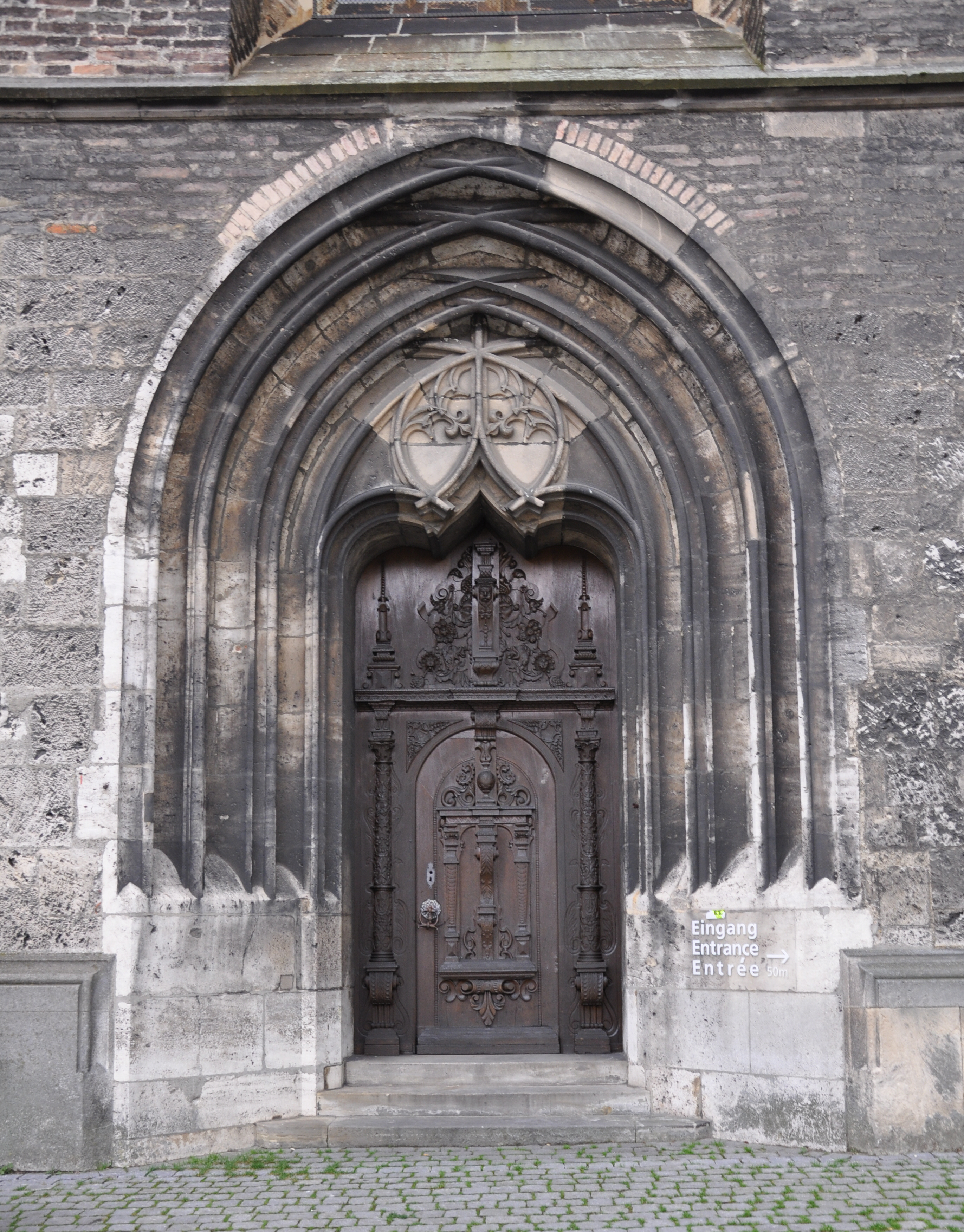
Tür in Nebenportal mit Blattmaske

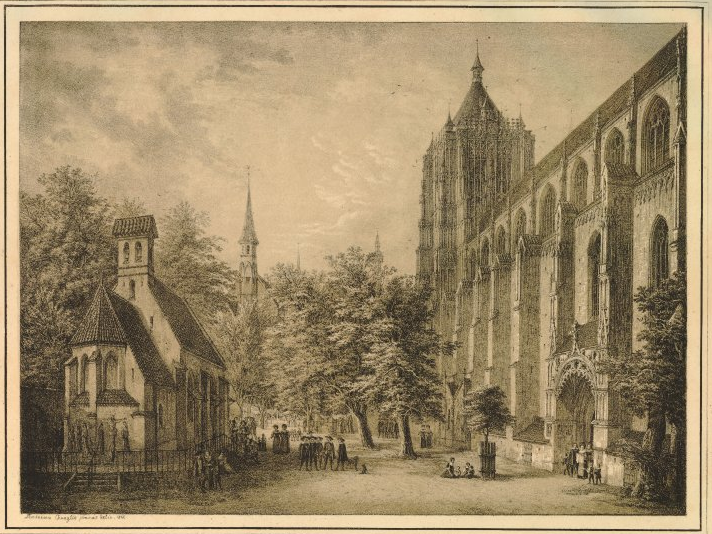
Ulmer Münster 1818 (Lithografie): Vor der neugotischen Bauphase wurde das Schiff noch nicht außen von Strebebögen aus Werkstein dominiert.

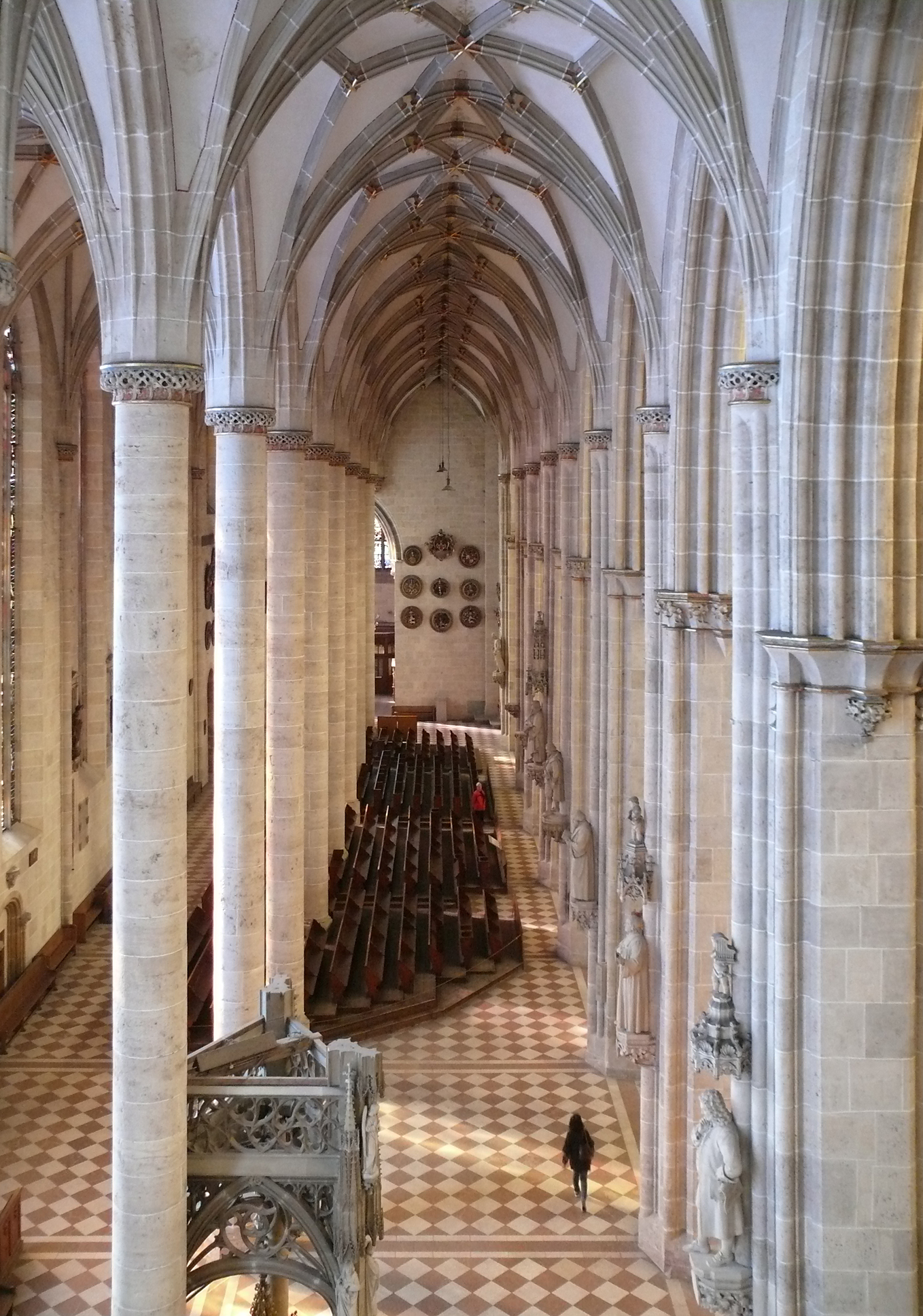
Südschiffe westwärts, Gewölbebasen etwas oberhalb der Kämpfer der Arkaden

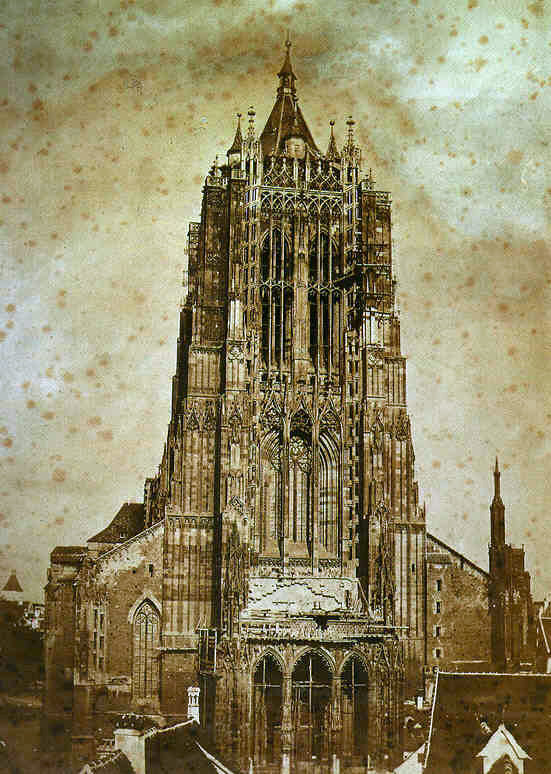
Foto von 1854, vor den neugotischen Zutaten

Während die Mauern des Chors, der Seitenschiffe und der Turmbasis größtenteils in Backstein errichtet worden waren und auch in diesem Material vollendet wurden, besteht das Mauerwerk der durch die Planänderungen hinzugekommenen Obergaden des Mittelschiffs überwiegend aus Werkstein. Der im Mittelalter am Münster verwendete Naturstein ist größtenteils Sandstein aus Steinbrüchen bei Isny. Kalkstein aus der nahen Alb wurde nur in geringem Maße verbaut.
1530/1531 traten die Ulmer Vollbürger bei einer namentlichen Abstimmung mit einer Mehrheit von sieben Achteln zum evangelischen Glauben über. Beim anschließenden Bildersturm am 19. Juni 1531 wurden über 60 Altäre entfernt, auch der Hauptaltar, und die Reliefs am Kanzelkorb zerstört. Zuvor hatte der Rat der Stadt aber den Besitzern der Altäre seine Absicht mitgeteilt, sodass diese ihre Altäre in Sicherheit bringen konnten. Übrig gebliebene Altäre brachte die Stadt in ihr Magazin. Einige davon sind inzwischen in Dorfkirchen der Umgebung aufgestellt, z. B. in Scharenstetten.
1543 kam es aufgrund von innenpolitischen Spannungen, aber auch wegen der Reformation und schlicht durch Geldknappheit zum Baustillstand des fast fertigen Gebäudes. Der Hauptturm hatte zu dieser Zeit eine Höhe von rund 100 m, die Chortürme waren jeweils etwa 32 m hoch. Von 1543 an ruhte der Bau für über 300 Jahre. Im Kupferstich von etwa 1650 in De Merian Sueviae ist der bauliche Zustand am Ende des ersten Bauabschnittes dargestellt.

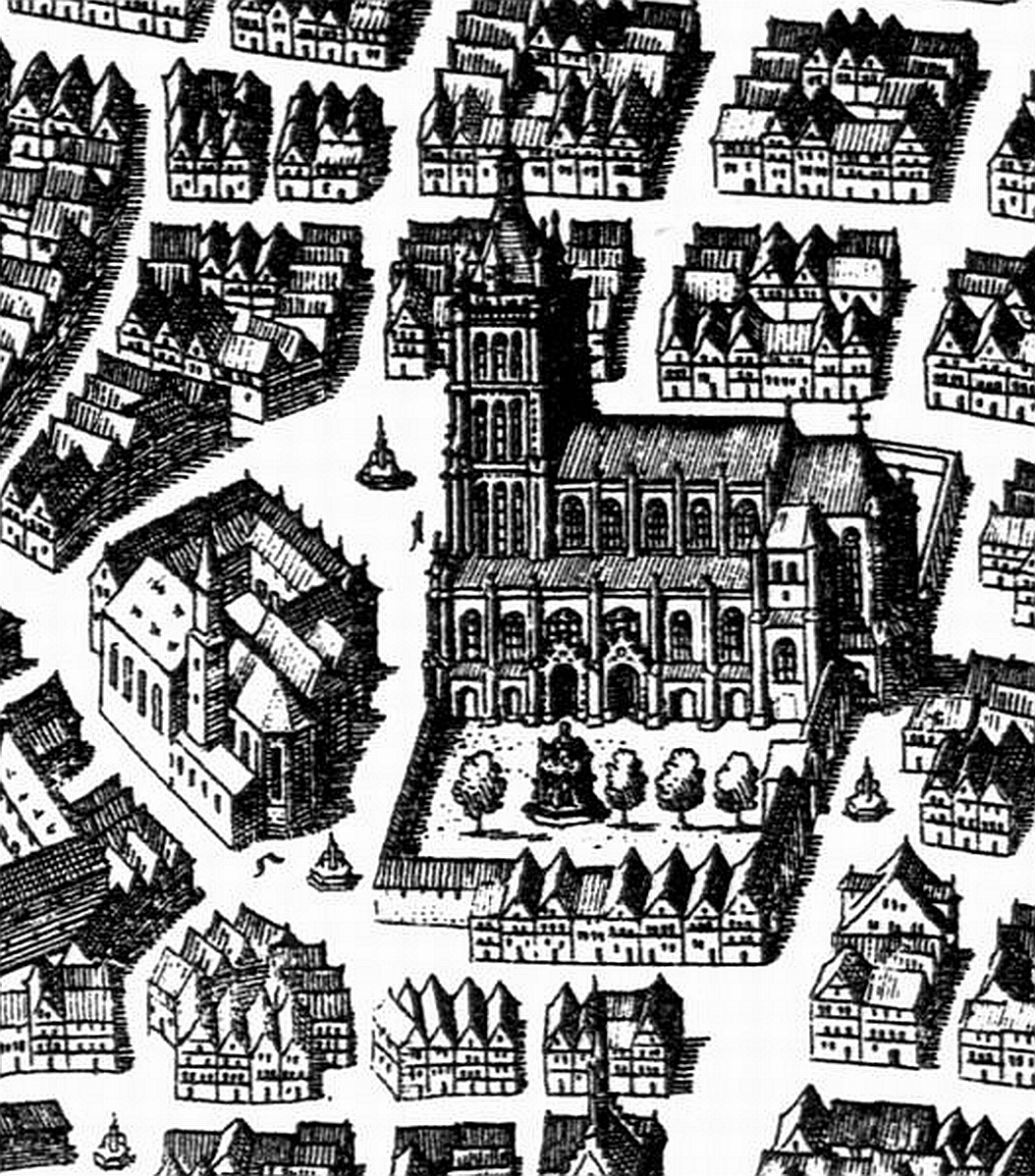
Ulmer Münster um 1643, von Merian
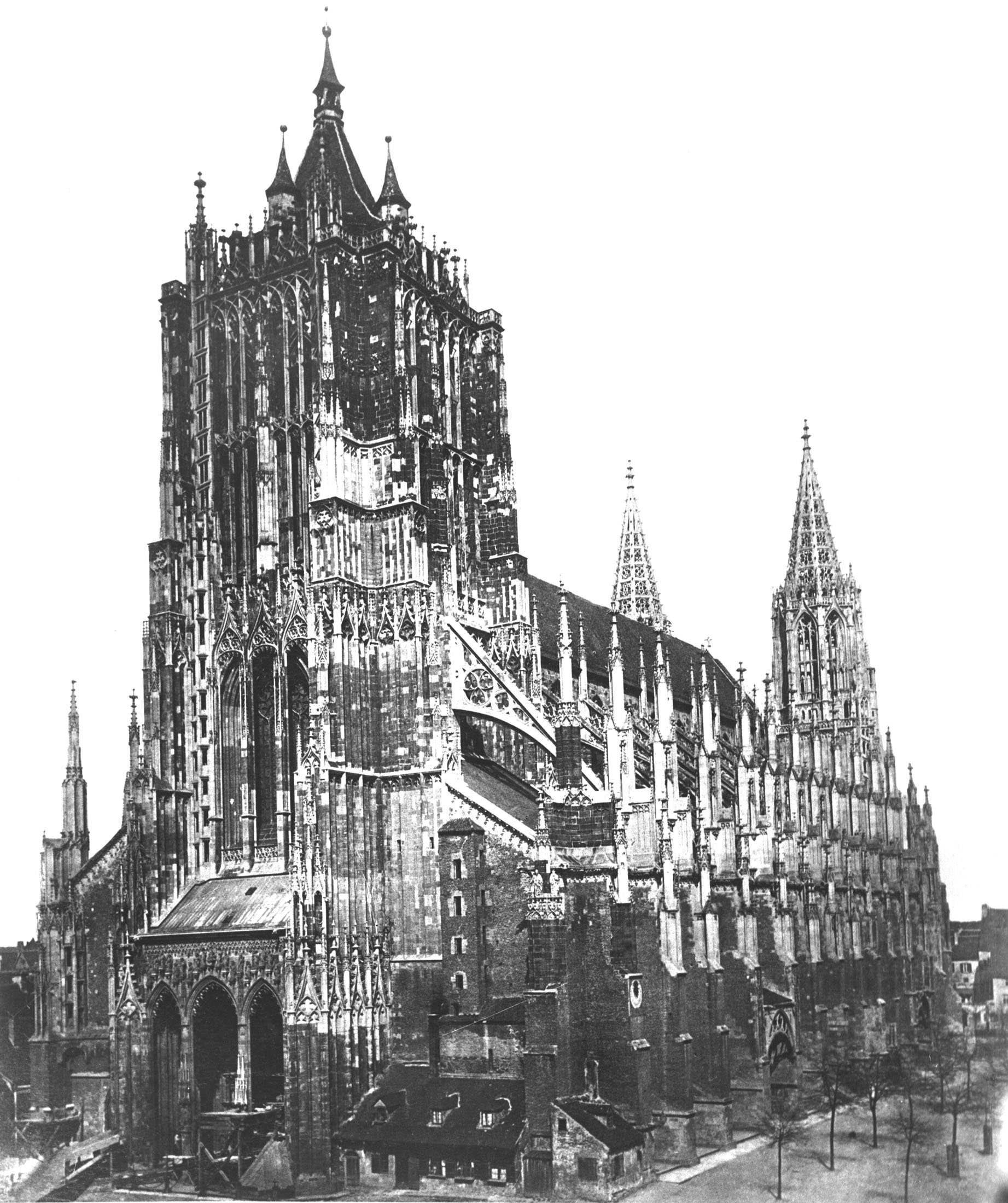
Ulmer Münster 1887, mit neugotischen Strebebögen und Chortürmen
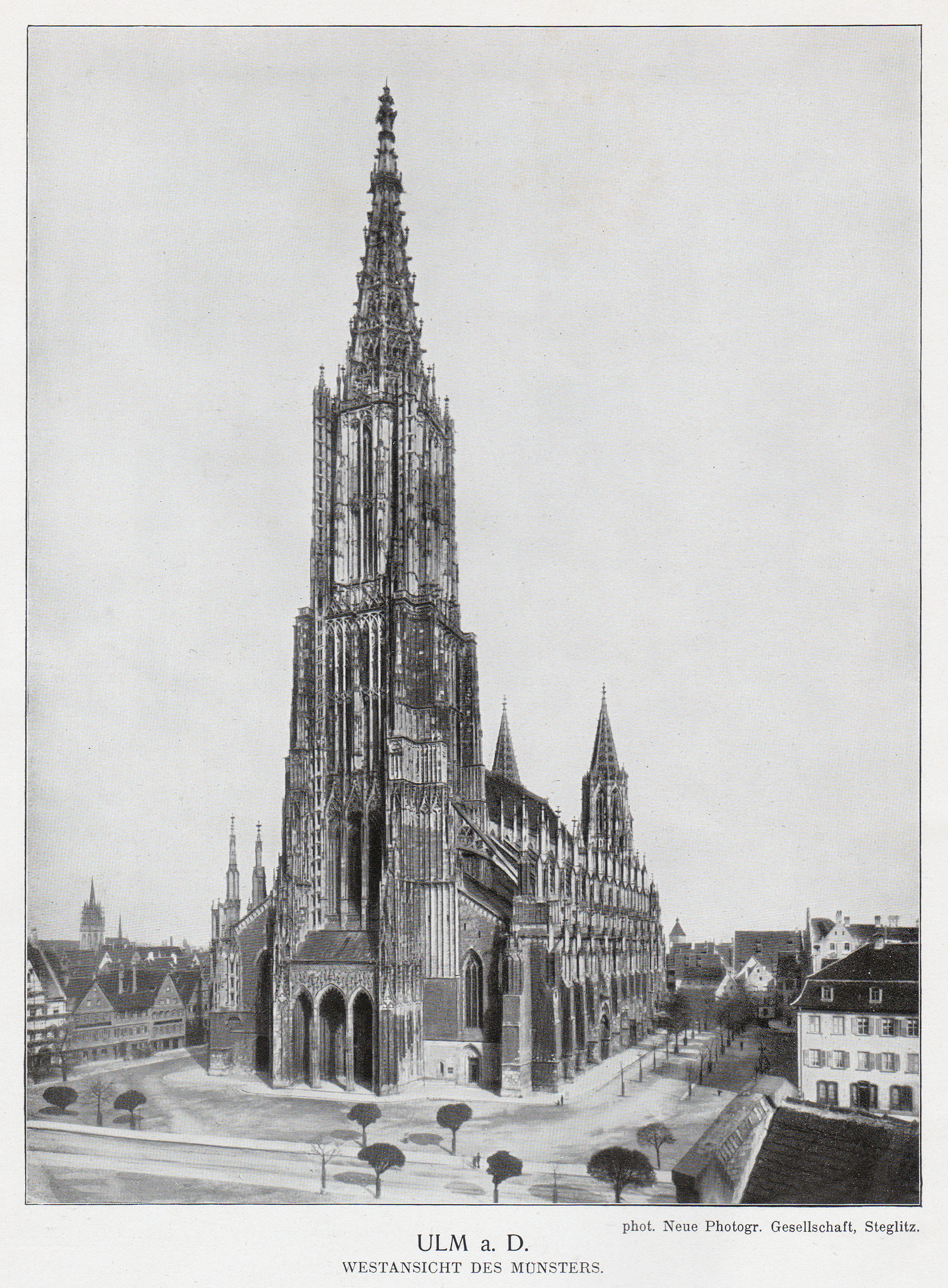
Ulmer Münster mit allen neugotischen Zutaten

### Zweite Bauperiode 1844–1890

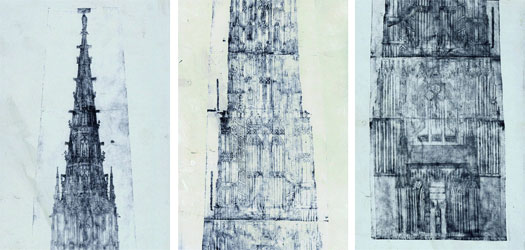
Planskizze für den Westturm aus dem späten 15. Jahrhundert

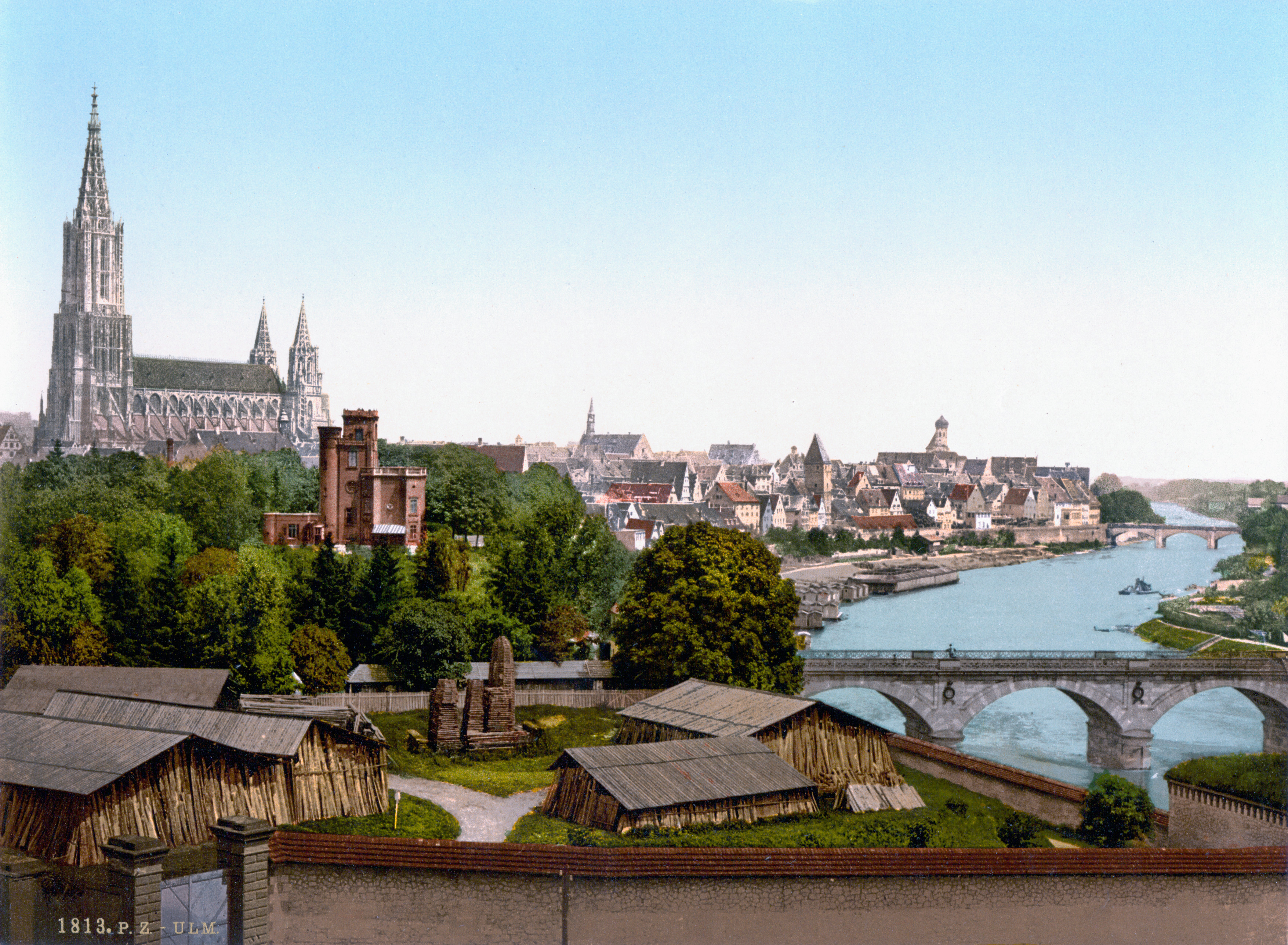
Ulmer Münster kurz nach 1894; die Ansicht entspricht dem heutigen Zustand

1817 wurden bei Malerarbeiten die Fresken im Innern des Münsters hellgrau übermalt. Mit dem Einzug eines neuen Wohlstandes wurde ab 1844 am Münster wieder weitergebaut. Baumeister in dieser Zeit waren bis 1870 Ferdinand Thrän und danach Ludwig Scheu (1871–1880). Die über die Seitenschiffe hinwegführenden neu entworfenen Strebebögen stabilisierten das Mittelschiff. Die Fialen dieses Strebwerkes haben ein historisches Vorbild, die westlichste Fiale der Südseite ist noch mittelalterlich. Auch die Arbeit an den Chortürmen begann mit Sicherungsmaßnahmen. Ihre Vollendung folgte zwar mittelalterlicher Absicht, aber mittelalterliche Pläne lagen hier nicht vor, so dass Obergeschosse und Turmhelme eine Neuschöpfung Scheus sind. Außerdem wurde der Chor äußerlich erhöht und erhielt dabei die als neugotisch zu bezeichnende Zwerggalerie.
Ab 1880 mussten erneut Erhaltungsmaßnahmen eingeleitet werden, bevor 1885 mit der Vollendung des Haupt- bzw. Westturms begonnen wurde. Mit dem Aufsetzen einer Kreuzblume wurde dieser am 31. Mai 1890 vollendet, und das Münster hatte sein heutiges Aussehen erhalten. Die Leitung für diesen Bauabschnitt hatte August von Beyer. Der Hauptturm wurde dabei gegenüber den ursprünglichen Plänen um zehn Meter erhöht. Bei genauer Betrachtung kann man an der höchsten Plattform auch einen leichten Knick feststellen. Es wurde spekuliert, diese Änderung sei vorgenommen worden, damit der Turm mit etwas über 161 Metern den Kölner Dom (157 Meter) überragen sollte. Diese Darstellung wurde von Ulmer Seite jedoch stets bestritten. Während der Turmerhöhung wurde auch der Holzdachstuhl durch einen stählernen ersetzt.
Am 28. Juni 1890 wurde die Fertigstellung mit einem Festakt gefeiert, bei dem 320 Sängerinnen und Sänger unter der Leitung des Münsterorganisten Johannes Graf das Oratorium Elias von Felix Mendelssohn Bartholdy aufführten. Der Chor gründete sich noch im selben Jahr als Verein für klassische Kirchenmusik.

### Ab dem 20. Jahrhundert

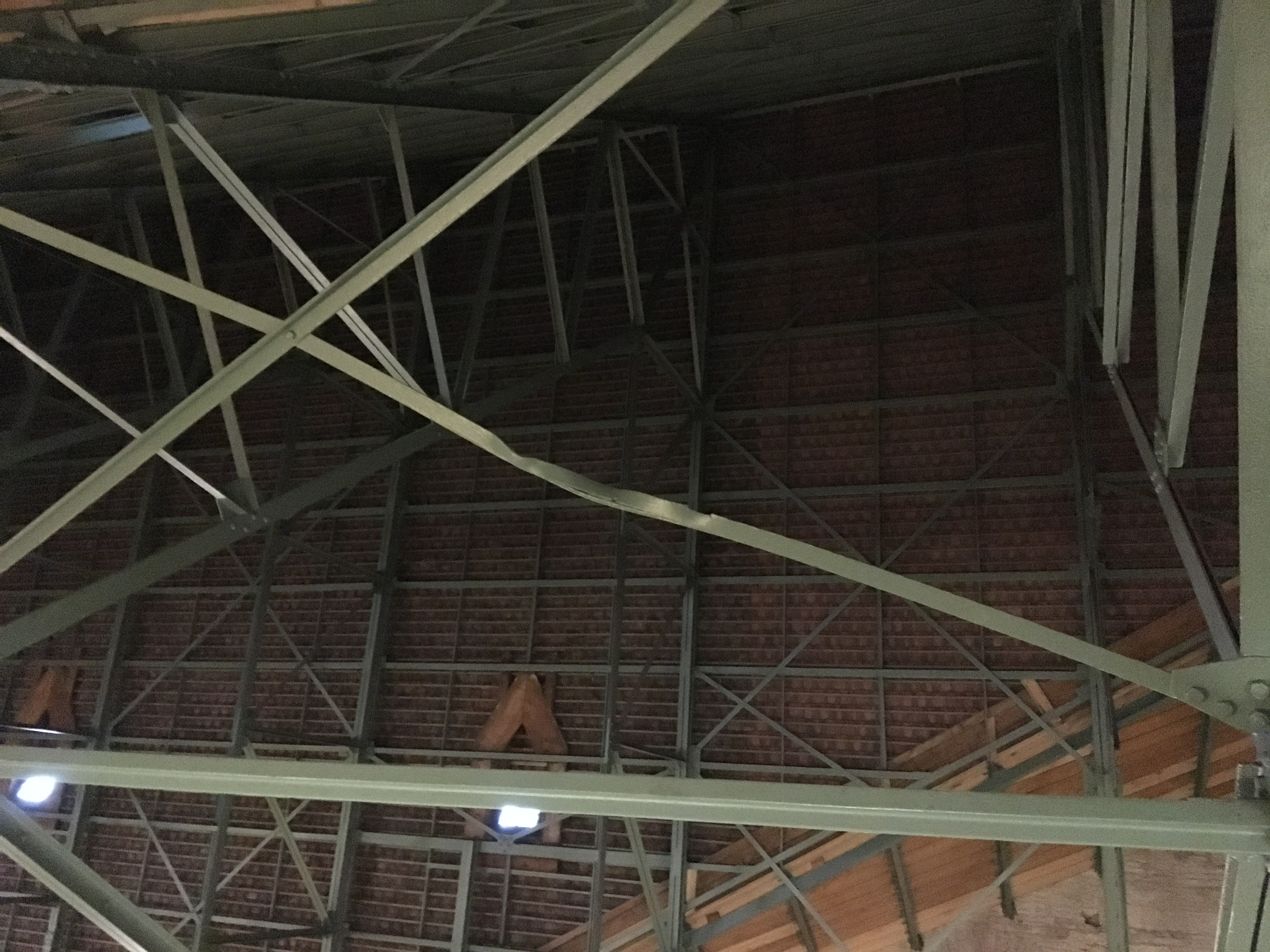
Durch einen Bombentreffer verbogene Metallstrebe im Dachstuhl über dem Chorraum

Bei den verheerenden Fliegerangriffen auf Ulm am 17. Dezember 1944 wurde das Münster kaum beschädigt, obwohl fast sämtliche anderen Gebäude des Münsterplatzes schwer getroffen wurden. Nur die aus dem 19. Jahrhundert stammenden Fenster wurden zerstört; andere kunsthistorisch bedeutende mittelalterliche Chorfenster waren vorher aus der Kirche ausgelagert worden. Am 1. März 1945 durchschlug eine 500-kg-Bombe das Dach und das Chorgewölbe, ohne zu explodieren. Der Blindgänger blieb mehrere Tage in der Kirche liegen, bis mutige Männer ihn hinausschafften. Die zerstörten Sandstein-Gewölberippen wurden mit Stahlbeton rekonstruiert, die reparierten Stellen des Gewölbes mit Kalkzementputz überdeckt. Beide Materialien zeigen ein unterschiedliches Verhalten hinsichtlich thermischer Ausdehnung, so dass seit dieser Reparatur immer wieder Risse auftraten. Nachdem mehrmals Putzbrocken in den Chorraum fielen, wurde das Problem mit einer Ende 2018 begonnenen Sanierung behoben.
Ab 2015 wurden der Brandschutz gründlich überarbeitet und dafür umfangreiche technische Einrichtungen installiert. Dabei erneuerte man auch die größtenteils noch von 1890 stammende Elektrik, für welche damals stoffummantelte Kabel verwendet worden waren.
Um den Bauzustand des Münsters zu erhalten, werden jährlich mehrere hunderttausend Euro ausgegeben. Im Jahr 2015 wurde anlässlich des 125-jährigen Jubiläums der Fertigstellung eine bewegliche LED-Lichtkonstruktion installiert. Damit illuminierten 23 Scheinwerfer die Turmspitze kontrastreich.

## Kunstwerke im und am Münster

### Erster Bauabschnitt: Spätmittelalter (1377–1543)

#### Gestaltung der Portale
Bemerkenswert sind die Darstellungen in den Tympana der Portale des Münsters. Jene weisen ein überaus komplexes und ausgefeiltes theologisches Programm auf. Im Gegensatz zu den meisten Tympana des Hauptportals (Westportal) befindet sich im – in einer dreijochigen Vorhalle gelegenen – Tympanon des Hauptportals des Ulmer Münsters nicht nur eine (sehr im Hintergrund in den drei Ecken des Tympanons angeordnete) Darstellung des Jüngsten Gerichts, sondern als Hauptmotiv eine Darstellung der Schöpfungsgeschichte, welche wohl in den 1380er Jahren entstanden ist. Gott erschafft hier die Erde als eine sich drehende Kugel, welche von „Planetenkugeln“ umgeben ist; ein Hinweis darauf, dass man im Mittelalter schon wusste, dass die Erde eine Kugel ist (vgl. auch das Portal an der Nordseite des Freiburger Münsters).
Wie auch andere Darstellungen im Münster (z. B. die Philosophen des Chorgestühls) verweist auch diese eher auf antike Weltbilder als auf wortgetreu übernommene Schilderungen der Bibel. Die Darstellung des Tympanons vereint somit Anfang und Ende der „Weltgeschichte“, wie sie in der Bibel geschildert sind, und verweist zugleich in sehr komplexer Weise auf Christus, der in der Bibel als Alpha und Omega, Anfang und Ende, Weltenrichter und leidender Mensch bezeichnet wird. Dies spiegelt sich auch in der unterhalb des Tympanons gelegenen Darstellung des Schmerzensmanns von Hans Multscher am Mittelpfeiler zwischen den beiden Portaltüren wider. Der Schmerzensmann ist an der Stelle eine Kopie, das Original befindet sich inzwischen im Innern des Münsters am südwestlichen Chorpfeiler. Die Skulptur des Schmerzensmanns stiftete 1429 der Ulmer Goldschmied Laux Hutz d. Ä. Das Gewände des Hauptportals ist von zahlreichen Heiligenfiguren aus Holz, welche lediglich eine gemalte „Steinfassung“ aufweisen, umgeben. Bemerkenswert sind auch die in der Nachfolge des sogenannten „internationalen Stil“ gehaltenen Figuren an den Pfeilern der Vorhalle, die Meister Hartmann zugewiesen werden.
Am kleinen Marienportal (Nordwestportal) sind die Geburt Jesu und die Anbetung durch die Könige dargestellt. Das Tympanon stammt aus dem Jahre 1356 und wurde von der alten Pfarrkirche „Unserer lieben Frau über dem Felde“ übernommen. Das Passions- oder auch Reformationsportal (Nordostportal, um 1370) zeigt Szenen der Passion Christi. Am Südostportal, dem Braut- oder Gerichtsportal, ist die Darstellung des Jüngsten Gerichts (1360) zu sehen, welche wohl ebenfalls von der alten Pfarrkirche stammt. Das prächtigste und größte Portal ist das große Marienportal (Südwestportal), dessen Darstellungen wahrscheinlich ursprünglich für das Hauptportal vorgesehen waren. Das Tympanon (1380) zeigt Motive aus dem Marienleben. Darunter befinden sich drei Reliefs (wohl von 1400). Das linke Relief zeigt die Anbetung des Kindes durch die Heiligen Drei Könige. Das rechte Relief stellt die Geburt Christi dar, im mittleren Viereckblock ist der Zug der Heiligen Drei Könige zum Kind zu sehen.

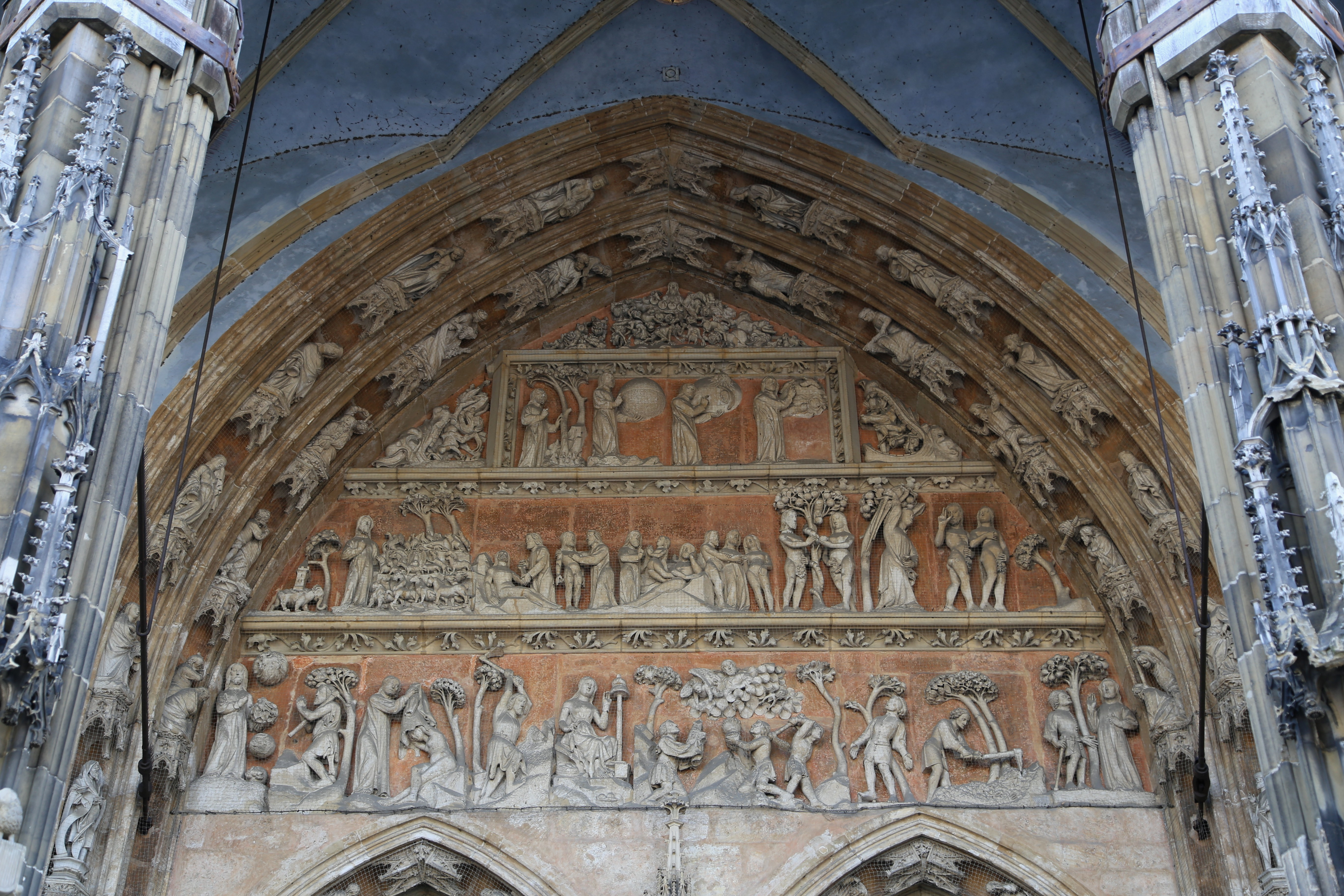
Tympanon des Hauptportals
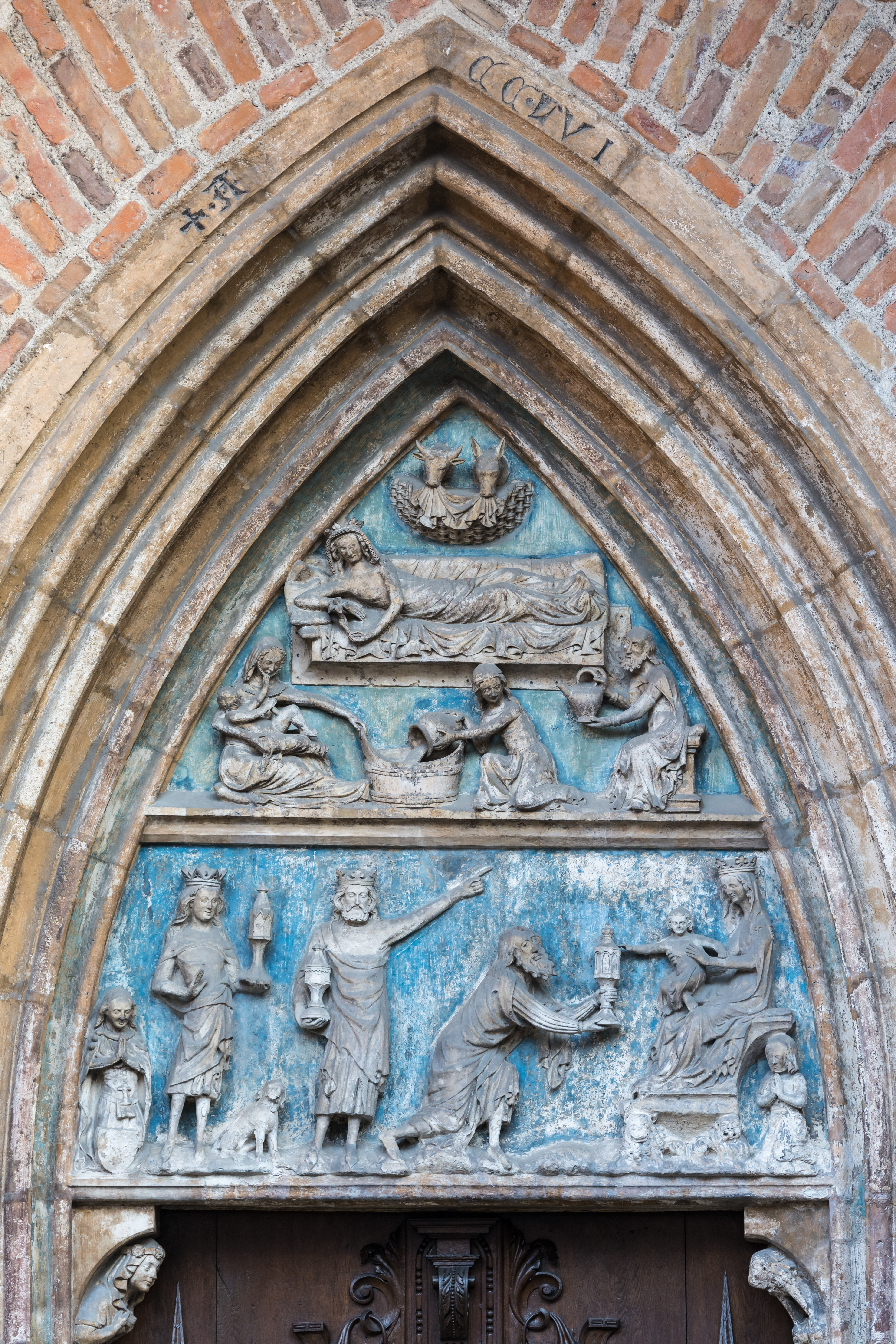
Tympanon des kleinen Marienportals
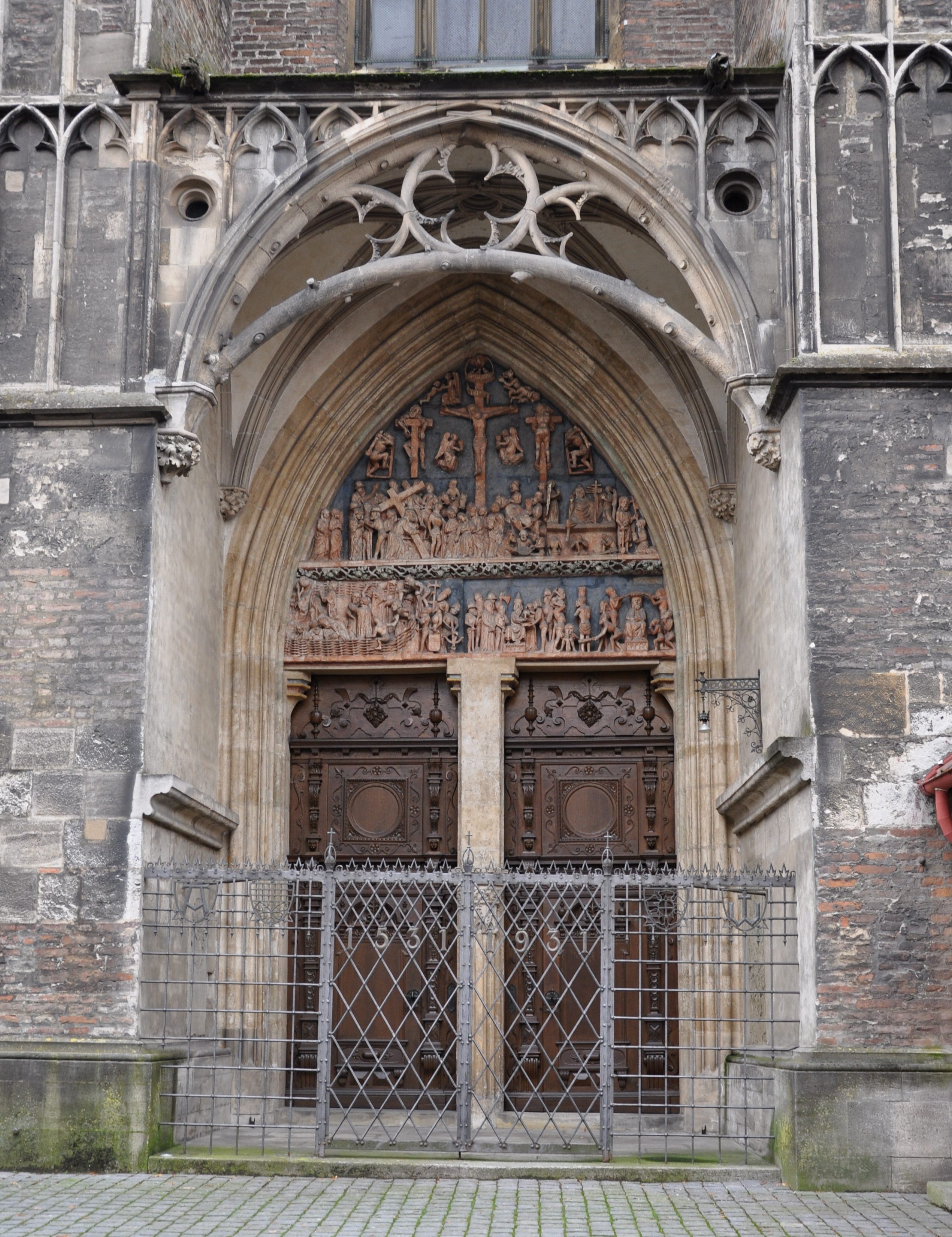
Passionsportal
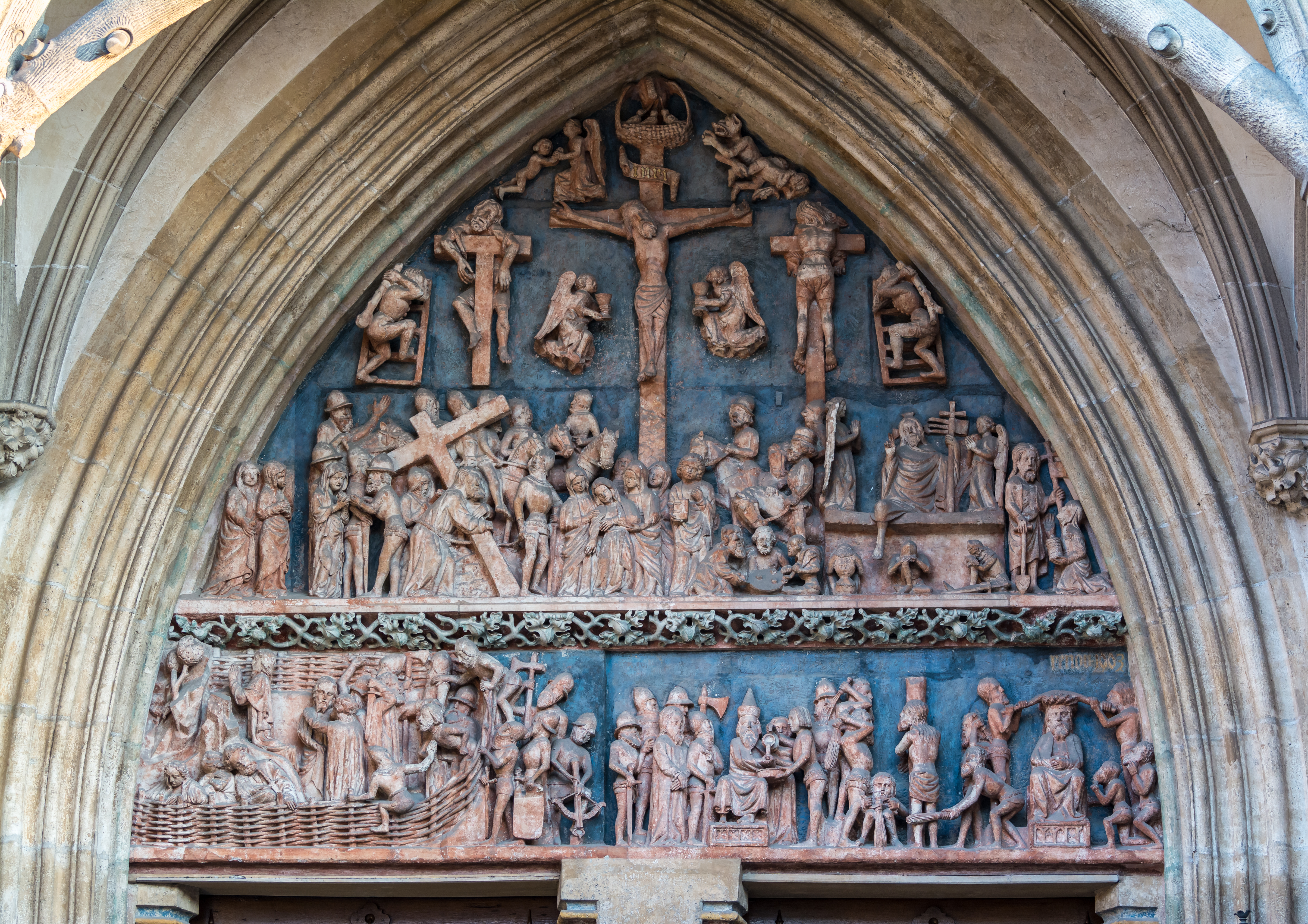
Tympanon des Passionsportals
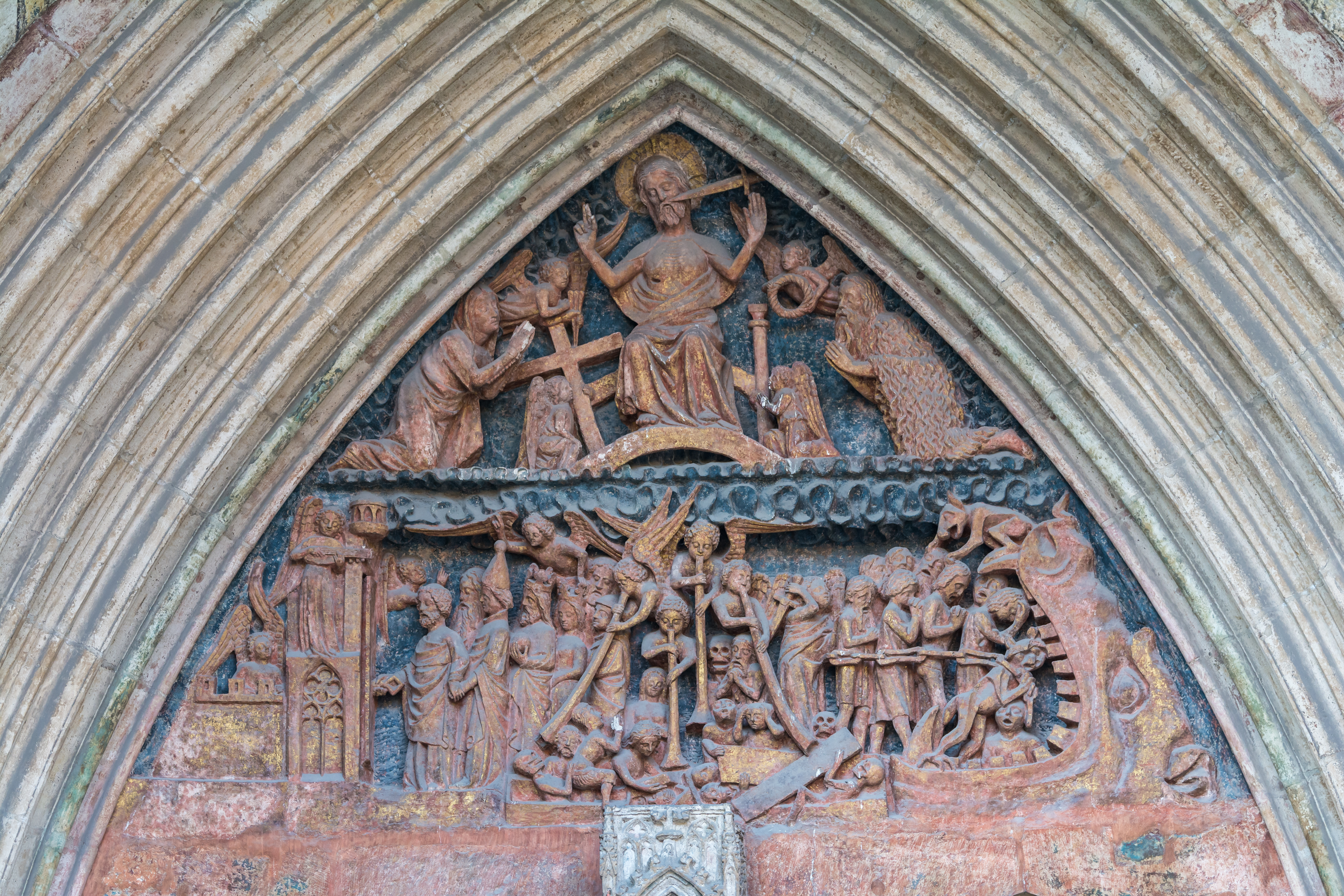
Tympanon des Gerichts- oder Brautportals
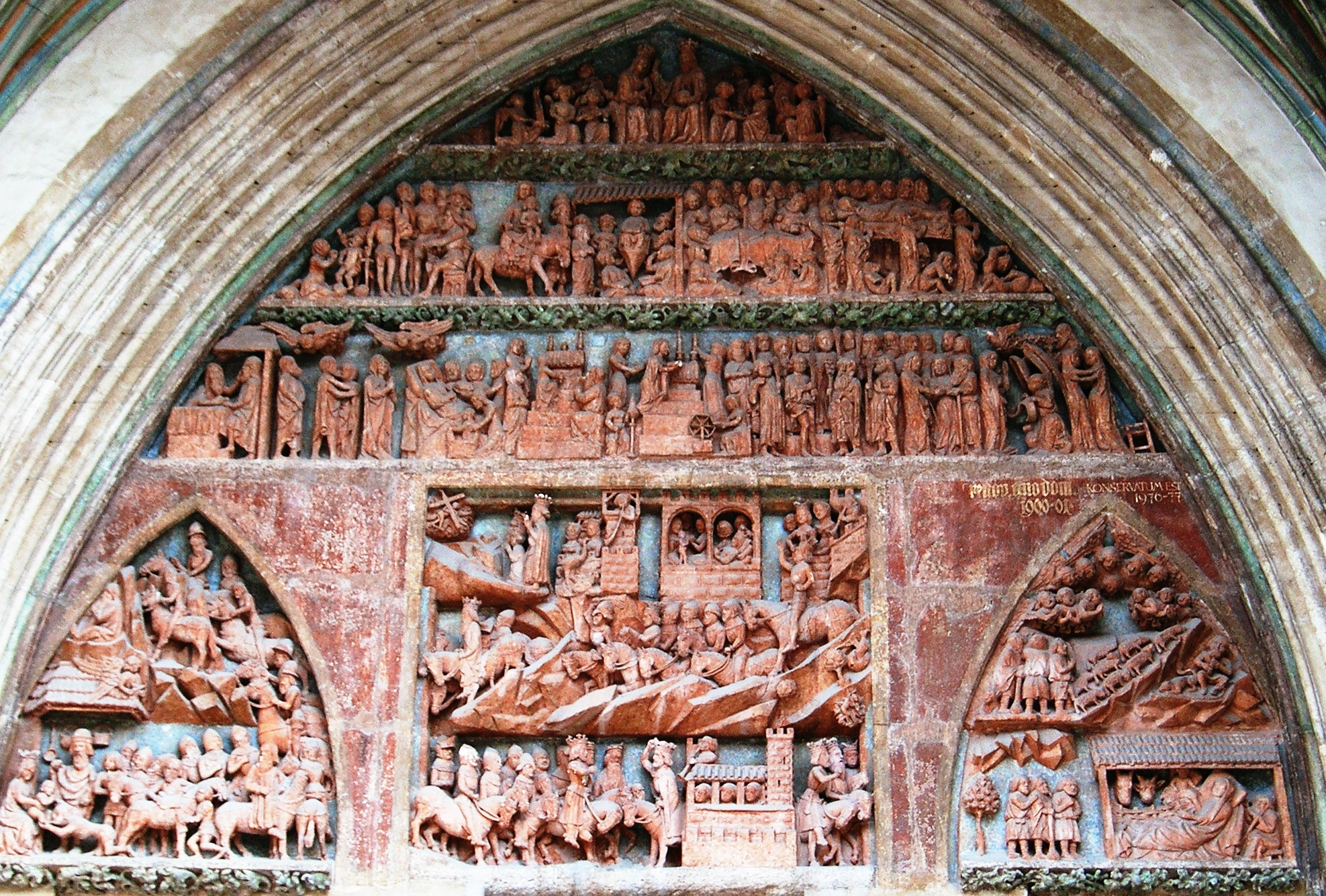
Tympanon des großen Marienportals

#### Chorfenster

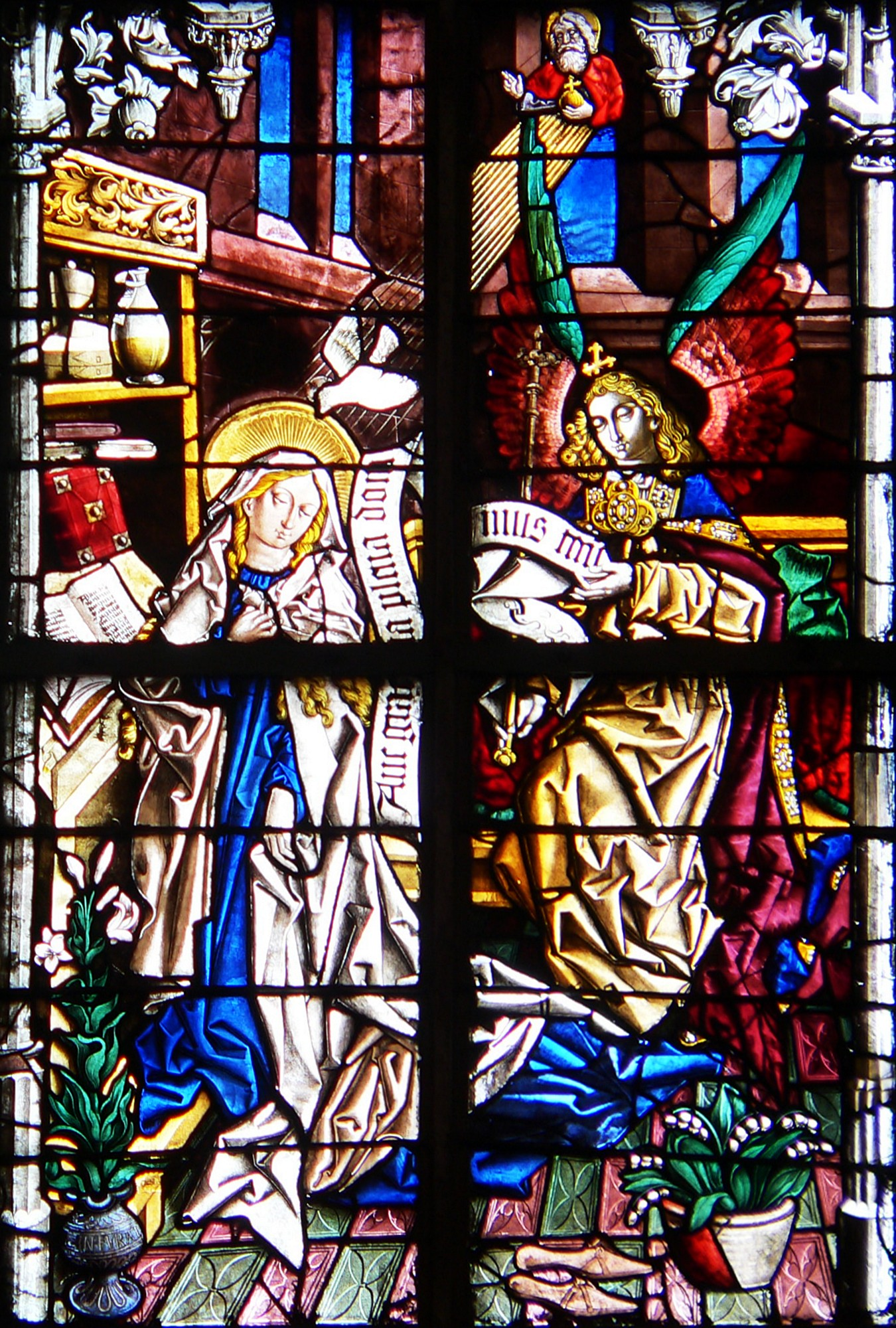
Kramerfenster, um 1480: Mariä Verkündigung

Der Chorabschluss besteht aus fünf Seiten eines regelmäßigen Zehnecks. Die über 15 Meter hohen Fenster im Chor stammen aus dem 14. und 15. Jahrhundert. Diese Fenster sind, wenn man mit Blickrichtung zum Choraltar nach dem halb hohen Fenster von links nach rechts beginnt:

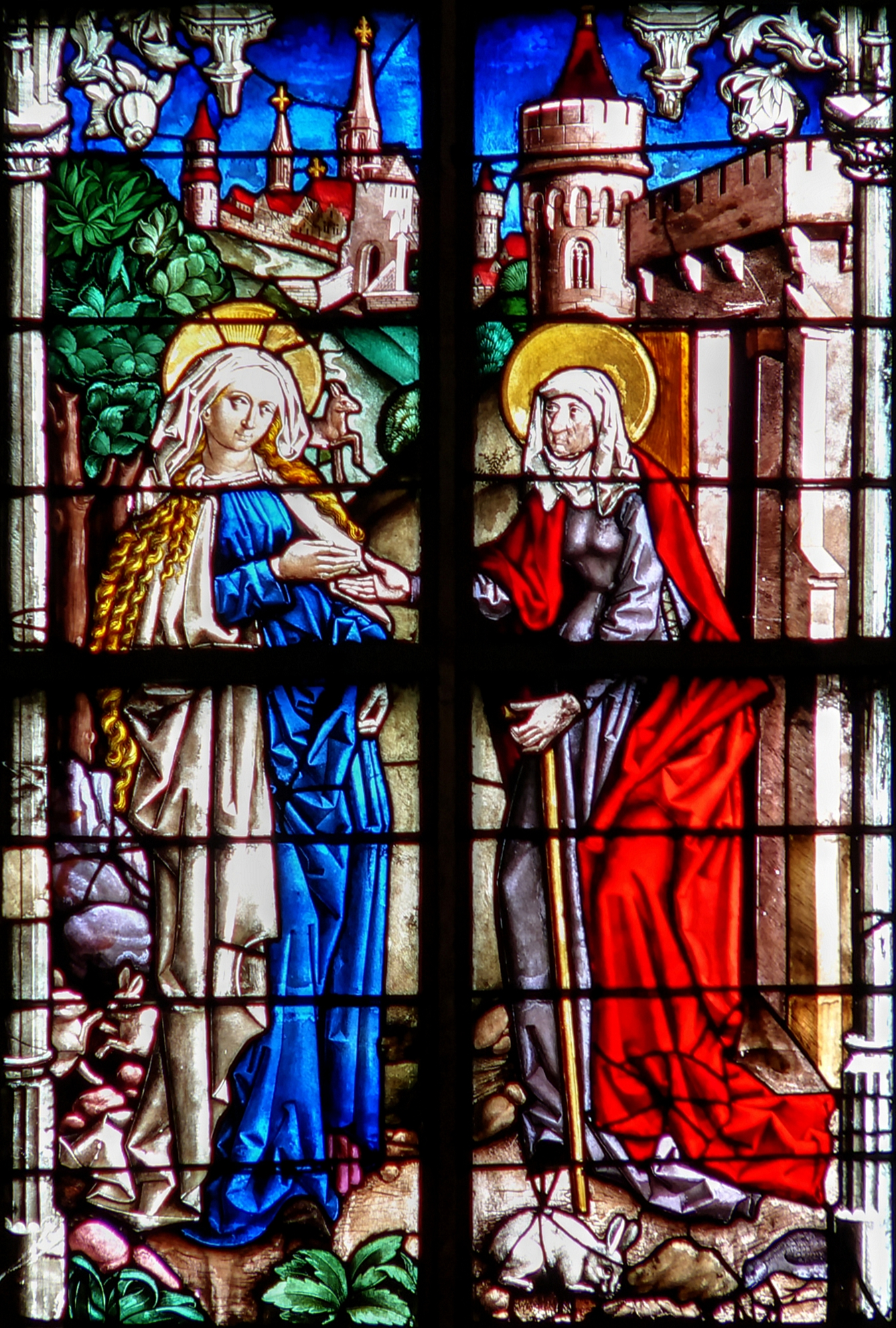
Das Kramerfenster, um 1480: Mariä Heimsuchung

- Fenster der beiden Johannes, Werkstatt Jakob Acker der Ältere Ulm, nach 1385 entstanden, das zweitälteste Fenster des Münsters – Dieses Fenster erzählt im oberen Teil die biblischen Geschichten von Johannes dem Täufer (von oben nach unten): die Taufe Jesu durch Johannes, der predigende Vorläufer, das Gastmahl des Herodes und die Enthauptung und Grablegung des Rufers in der Wüste. Im unteren Teil sind die Legenden des Jüngers Johannes dargestellt.
- Kramerfenster, Straßburger Werkstattgemeinschaft des Peter Hemmel von Andlau, um 1480 – Dieses Fenster wurde von der Kramerzunft (d. h. Krämer bzw. Kaufleute) gestiftet und wurde wohl an Stelle eines älteren Fensters, welches von Jakob Acker stammte, eingebaut. Im unteren Teil sind die Kronenwappen der Stifter zu sehen. Darüber befindet sich eine Wurzel-Jesse-Darstellung. Im oberen Teil sind sechs Bilder der Weihnachtszeit dargestellt: Verkündigung an Maria, die Heimsuchung, Geburt Jesu, die Beschneidung, die Könige und die Darstellung im Tempel.
- Ratsfenster, Straßburger Werkstattgemeinschaft des Peter Hemmel von Andlau, um 1480 – Das Fenster, das vom Rat der Stadt gestiftet wurde, ist wohl ebenfalls an Stelle eines älteren Fensters eingebaut worden. Es steht in der Mittelachse des Chors und ist ein Christusfenster, welches von unten nach oben zu lesen ist: Ganz unten in der Mitte ist der Reichsadler und zwei Ulmer Wappen zu sehen. Links daneben sind die Schutzpatrone Antonius und Vincenz und rechts daneben St. Martin mit dem Bettler dargestellt. Darüber sind von links nach rechts zu finden: die Versuchung Jesu, das kanaanäische Weib und eine Heilung. Darüber sind kunstvolle Baldachine ausgeführt, über denen (von links) zu sehen sind: die Speisung der Fünftausend, die versuchte Steinigung und der Einzug in Jerusalem. Im oberen Teil des Fensters sind dann noch über die gesamte Fensterbreite die Auferstehung und über weiteren Baldachinen die Himmelfahrt des Herrn dargestellt. Die sich früher darüber im Maßwerk befindende Gestalt des Gottvaters und vier musizierende Engel wurden 1945 zerstört.
- Anna-Marienfenster, Werkstatt Jakob Acker, um 1385 – Dieses Fenster gilt als ältestes Fenster des Münsters und wurde durch die Zunft der Weber gestiftet, wohl deswegen, weil Maria eine Tempelweberin war und Anna die Patronin der Weber ist. Es zeigt in 20 vergleichsweise kleinflächigen Szenen Annens Legende sowie Mariens Geburt, die von oben nach unten zu lesen sind: Joachims Zurückweisung vom Tempeldienst, seine Flucht in die Wüste, die Engels-Erscheinung, das Treffen beider an der goldenen Pforte. Darunter dann in der fünften Zeile: Mariens Geburt, der Tempelbesuch und die Tempeljungfrau Maria beim Weben. Weiter dann die Werbung um Maria, die Vermählung, Joseph auf Reisen und Maria allein, die Verkündigung, Mariens Besuch bei Elisabeth, Josephs Traum und die Geburt Jesu. In der untersten 13. Zeile, die wohl erst später hinzugefügt wurde, ist noch das Erscheinen der drei Könige, die Flucht nach Ägypten und der Kindermord dargestellt.
- Fenster der fünf Freuden Mariens, Werkstatt Jakob Acker, um 1400 – Dieses Fenster ist ebenfalls eine Stiftung der Weberzunft und ist von unten nach oben zu verstehen mit folgenden Bildern: Geburt Christi, Anbetung der Könige, Darstellung im Tempel, Mariens Tod und die Aufnahme in den Himmel.
- Medaillonfenster, Werkstatt Jakob Acker, um 1404 bis 1408 – Dieses Fenster befindet sich an der geraden Südwand und beinhaltet Themen aus den Evangelien der Fastenzeit, wie zum Beispiel: die Speisung der Fünftausend oder die Auferweckung des Lazarus.

#### Chorgestühl

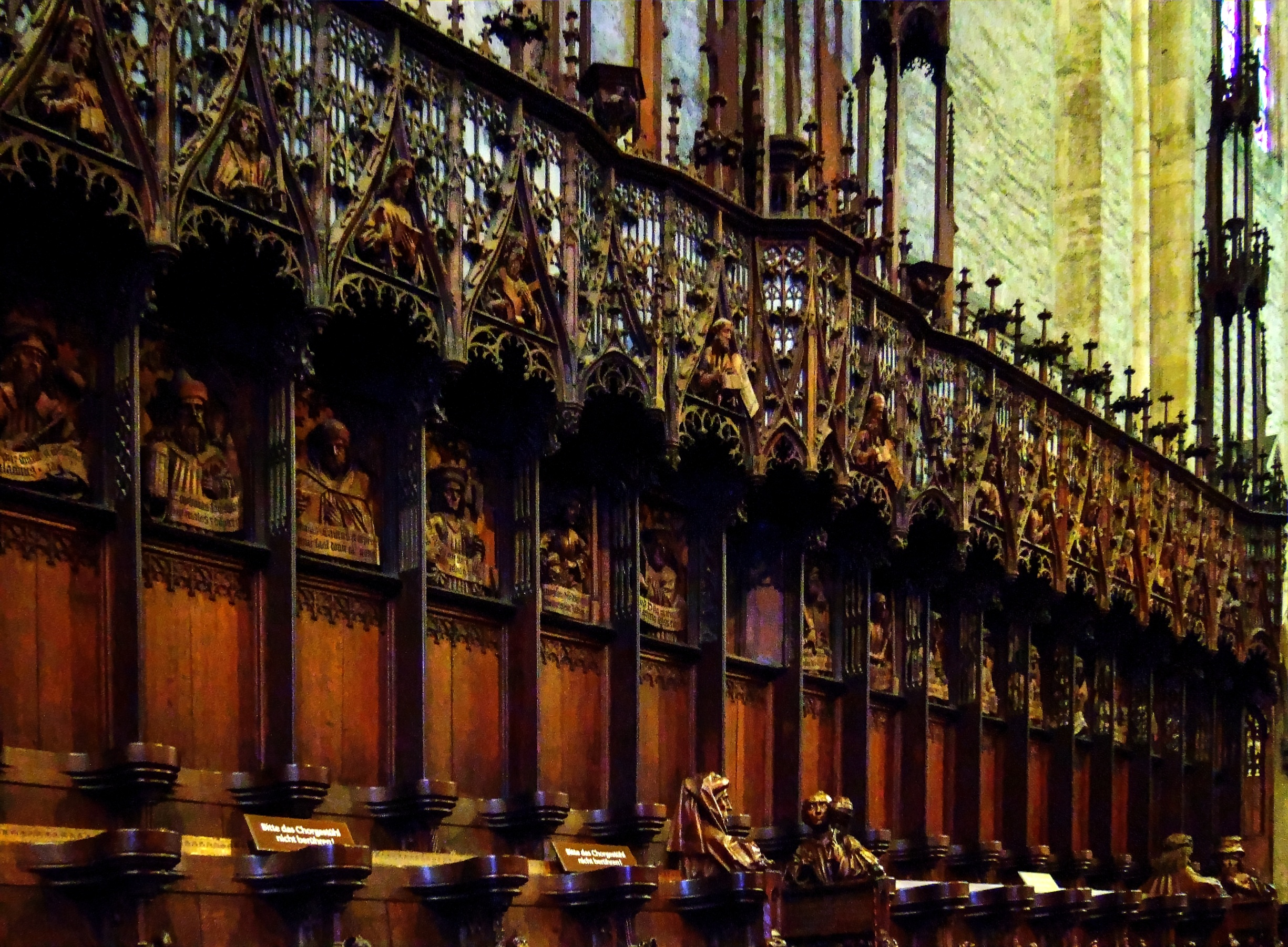
Chorgestühl von Jörg Syrlin d. Ä. (um 1470) auf der Nordseite

Der Dreisitz und das Chorgestühl mit Hunderten aus Eichenholz geschnitzten Figuren ist eines der berühmtesten und schönsten Gestühle der deutschen Gotik. Es wurde zwischen 1469 und 1474 von dem Schreiner und Bildhauer Jörg Syrlin d. Ä. unter Mitarbeit des Bildhauers Michel Erhart (besonders die Büsten auf den Seitenwangen) angefertigt. Es zählt neben dem Chorgestühl in St. Martin zu Memmingen zu den bedeutendsten gotischen Gestühlen in Deutschland. Der Dreisitz von 1468 unter dem Chorbogen ist ein Probestück Jörg Syrlins d. Ä., bevor der Rat der Stadt ihm den Auftrag für das komplette Chorgestühl gab. Charakteristisch und untypisch für die Gotik ist, dass das Chorgestühl eher die Waagerechte betont. Die 18 Meter langen Seitenteile sind klar gegliedert und mit reich verzierten Baldachinen überspannt.
Die Büsten auf den Pultwangen der Nordseite zeigen dabei berühmte Männer des Altertums: Pythagoras, Cicero, Terenz, Ptolemäus, Seneca, Quintilianus und Secundus den Schweigsamen. Auch dies stellt eine Neuerung am Übergang von Gotik und Renaissance dar. Die erste Büste auf der Männerseite ist ohne Beschreibung, die bei allen anderen Büsten zu finden ist. Diese Büste soll nach Meinung von Kunsthistorikern den antiken Dichter Vergil darstellen. Manche vermuten, dass Jörg Syrlin d. Ä. sich hier ein Selbstporträt geschaffen hat. Da aber nach neueren Erkenntnissen Michel Erhart als Schöpfer der Büsten angesehen wird, ist dies nicht sehr wahrscheinlich.
Den antiken Gelehrten gegenüber sind auf den Pultwangen der Südseite weise Frauen des Altertums dargestellt, die Sibyllen: Phrygische, Cumanische, Cimerische, Tiburtinische, Hellespontische, Delphische und Libysche Sibylle. Auch die erste Büste auf der Frauenseite ist ohne Beschreibung, die bei allen anderen Büsten zu finden ist, sie soll nach Meinung von Kunsthistorikern die Persische Sibylle darstellen. Zwei weitere Sibyllen sind am Dreisitz zu sehen.
Sicher ist, dass Meister Syrlin das Chorgestühl mindestens viermal signiert hat. Aus diesem Grund wurde ihm früher das Chorgestühl künstlerisch allein zugeschrieben. Es setzt sich aber die Erkenntnis durch, dass mehrere weitere Meister in seiner Werkstatt mitgearbeitet haben. Wer außer Michel Erhart am Chorgestühl beteiligt war, ist bisher noch ungeklärt.
Eine Besonderheit am Chorgestühl des Ulmer Münsters sind die Inschriften in einer Gotico-Antiqua-Schrift. Dies ist eine vergleichsweise seltene Schriftklasse aus der Inkunabelzeit, die eine Mischform aus gotischer und humanistischer Schrift ist, und verweist auf die Typografie in der Entstehungszeit des Gestühls.

Bildschnitzereien im Chorgestühl
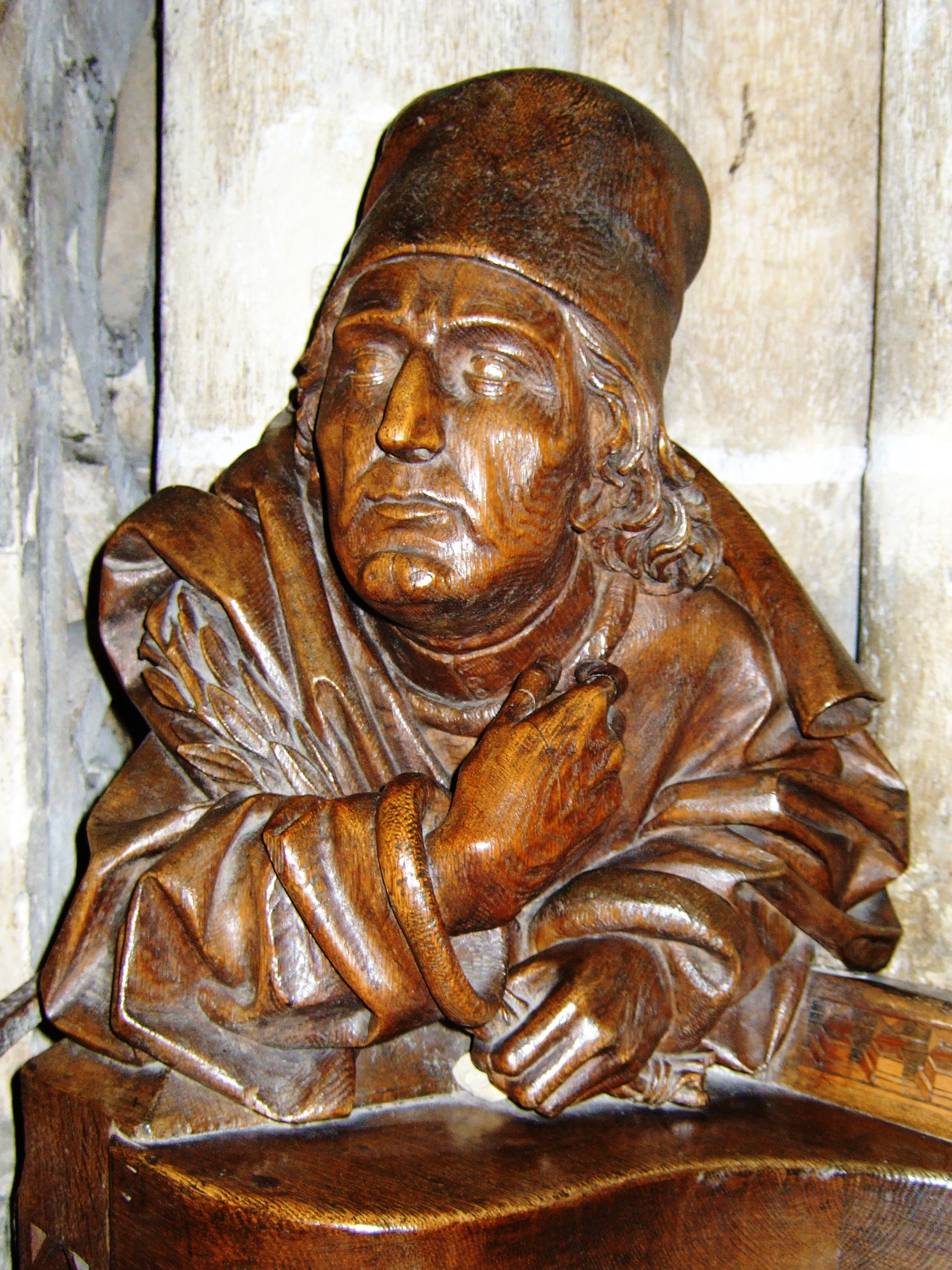
Büste Vergils von Michel Erhart, um 1470
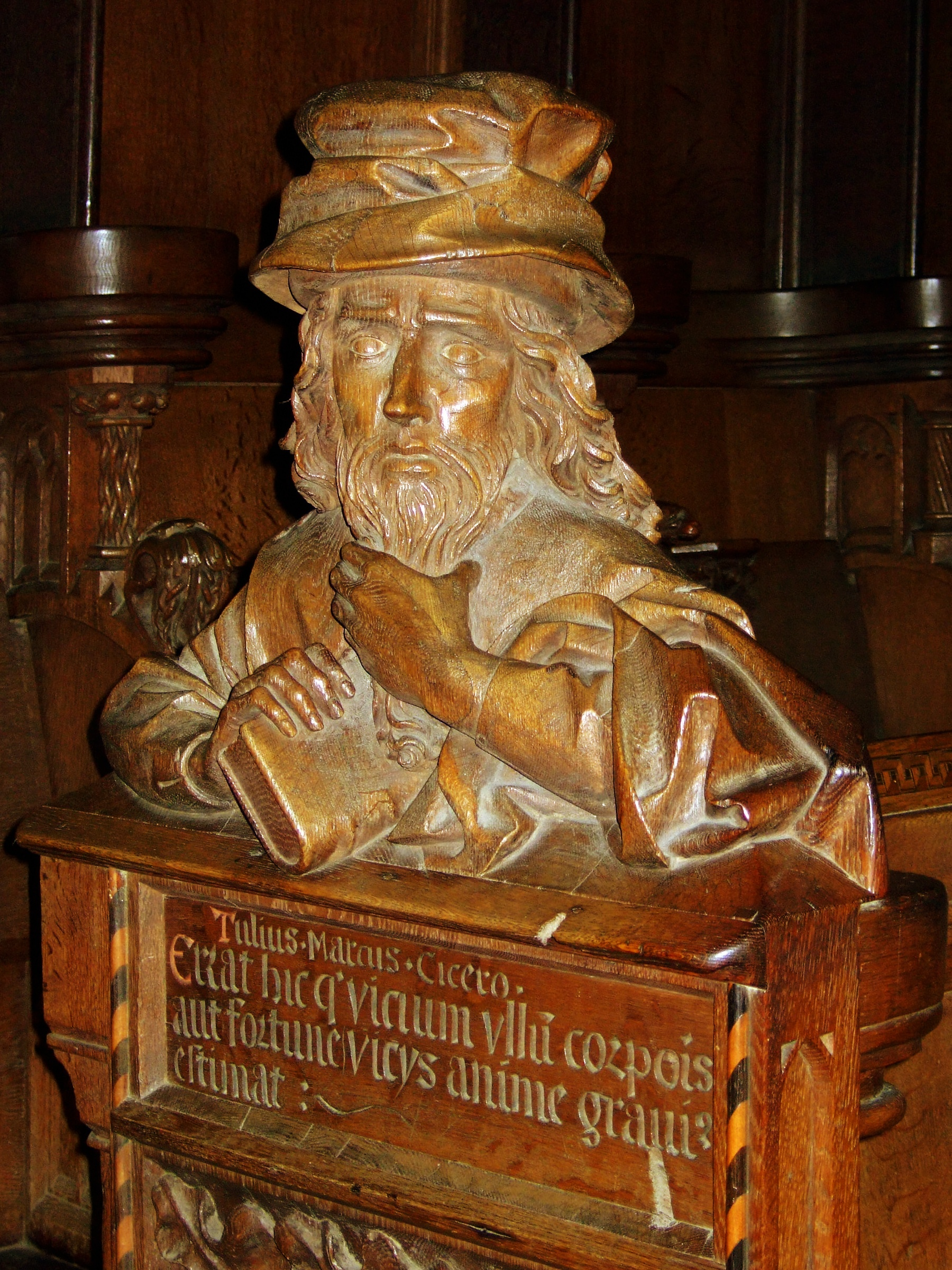
Büste Ciceros
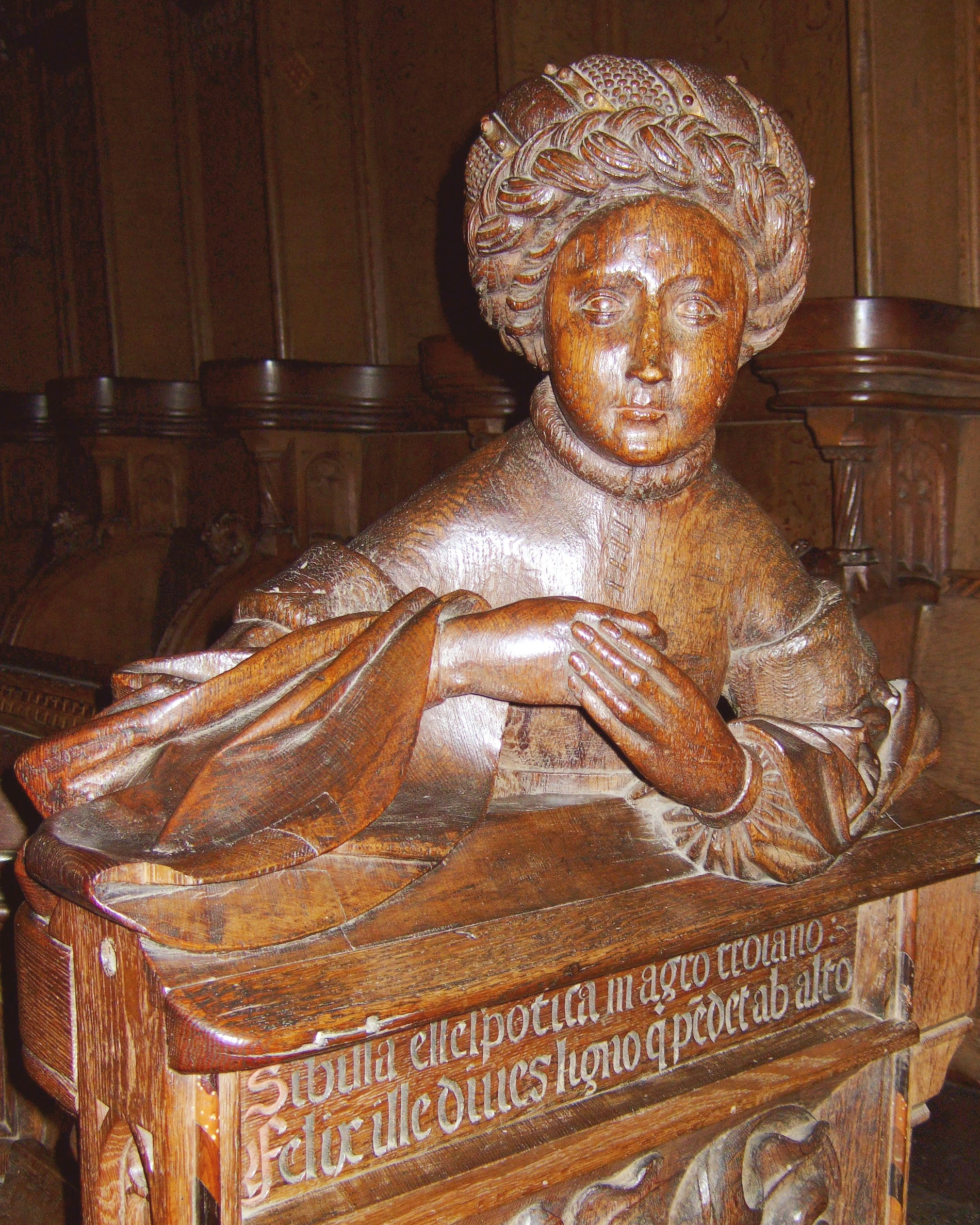
Hellespontische Sibylle
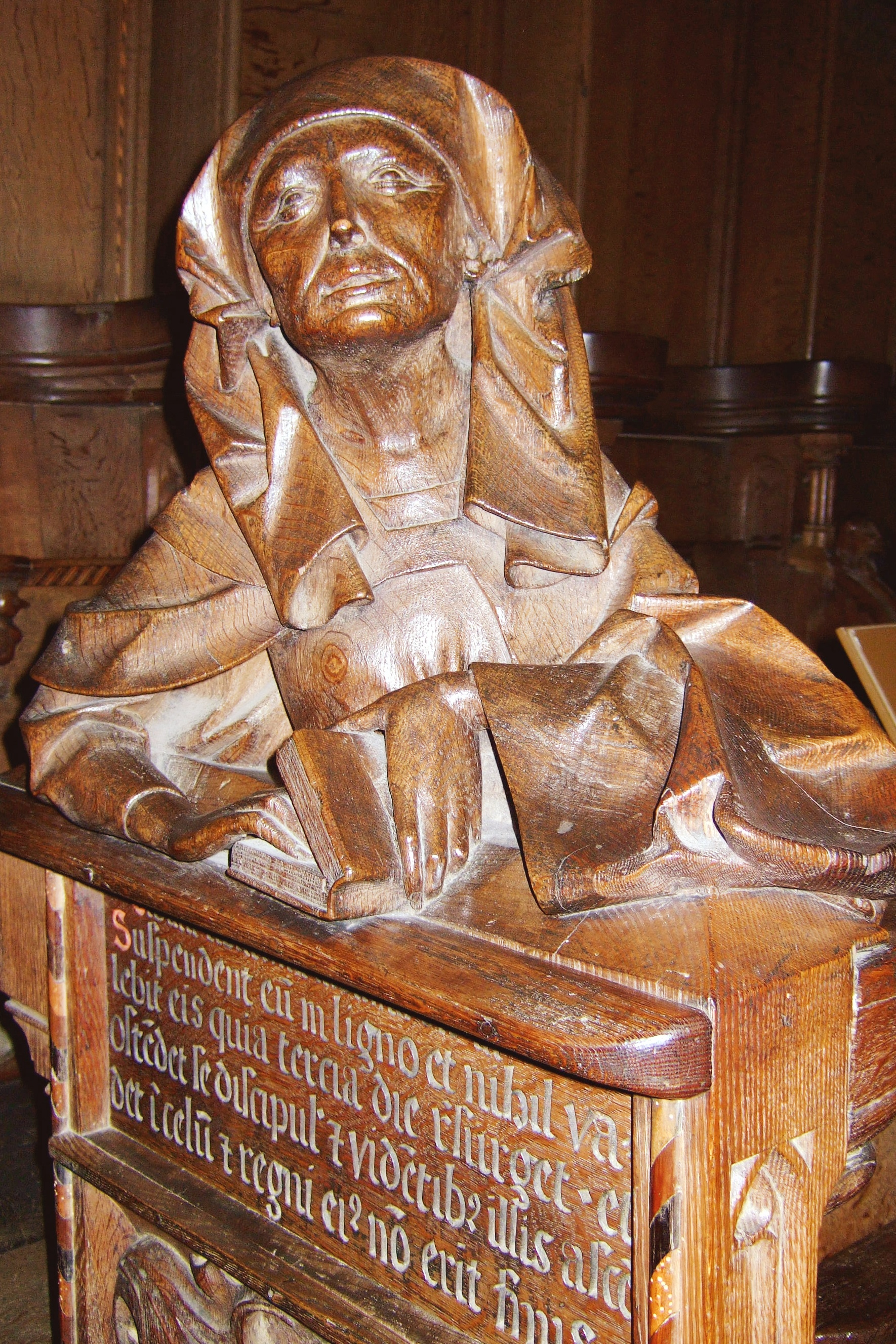
Tiburtinische Sibylle

#### Choraltar

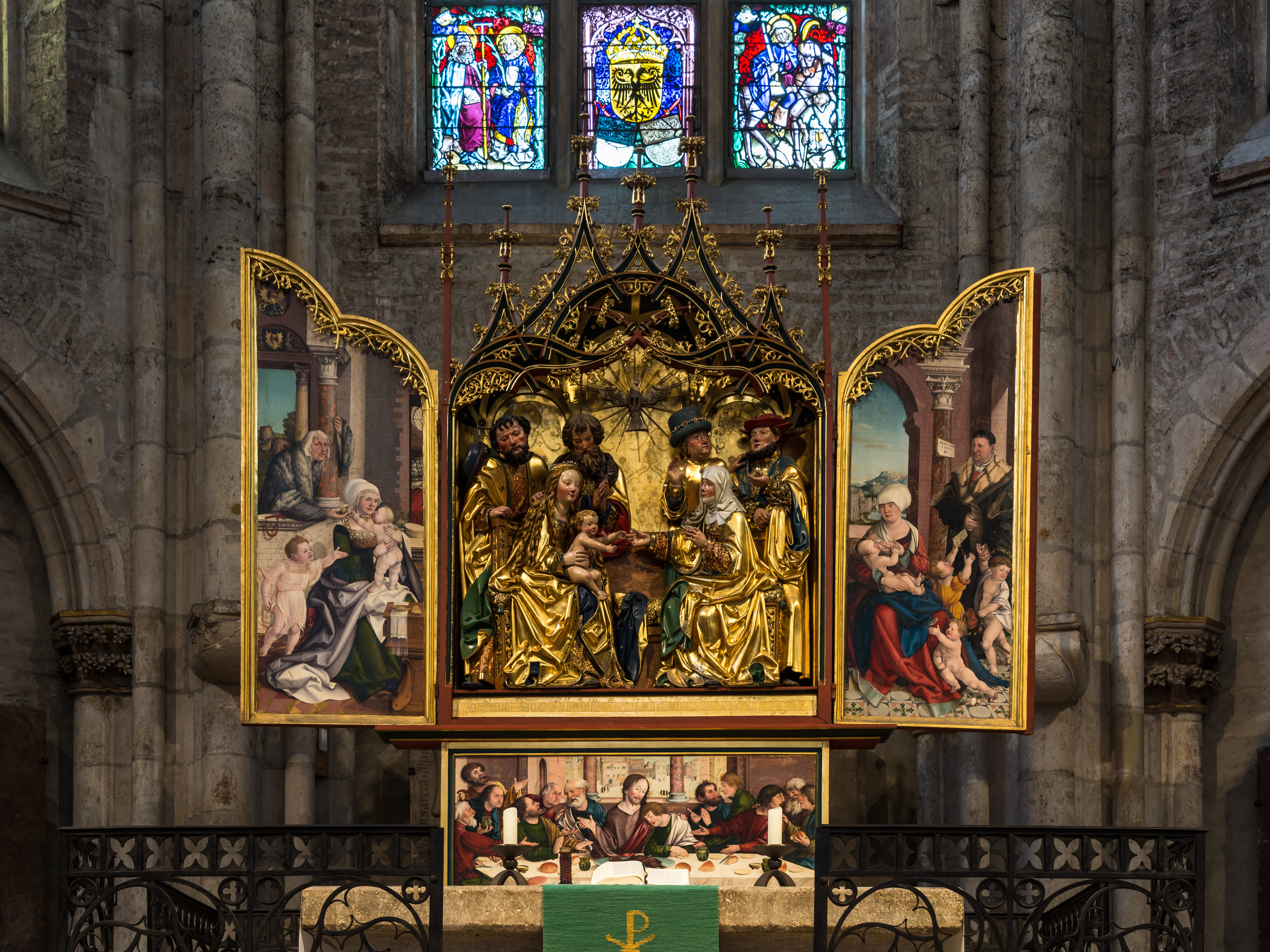
Hochaltar von Martin Schaffner, 1521

An Stelle des im 16. Jahrhundert verlorengegangenen Hochaltars steht der Heilige-Sippen-Altar, der nach seinem Stifter Laux Hutz (der „Junker Lukas“) auch als Hutzaltar bezeichnet wird. Ursprünglich stand der Altar in der Turmvorhalle. Die Malereien des Altars stammen von Martin Schaffner aus dem Jahre 1521. Die Werkstatt Niklaus Weckmanns (um 1450/44–1528 Ulm) hat den Schrein mit der Sippe Christi geschaffen. Reich an Gold ist der Schrein mit seinen Figuren noch der Spätgotik verhaftet. Dagegen gehören die Malereien von Martin Schaffner zur Renaissance. Die Predella zeigt das Abendmahl Jesu, wobei die Komposition verrät, dass Schaffner das Abendmahl von Leonardo da Vinci mindestens durch Druckgrafik gekannt haben muss. Auf den Altar-Malereien werden von Martin Schaffner drei noch lebende Verwandte der Goldschmiede-Stifterfamlie Hutz als Heilige porträtiert, was seit dem Jahrzehnt vor der Reformation öfter vorkam, aber dennoch gewagt war (Manuel Teget-Welz). Es sind dies die Großnichte des verstorbenen Goldschmieds Laux Hutz, zu dessen Gedächtnis der Altar gestiftet wurde, Katharina Gienger und auf dem rechten Altarflügel der Neffe des Verstorbenen, der Ulmer Kaufmann Matthäus Lupin, und dessen Ehefrau Ursula Gienger.

#### Kapellen am Chor
Südlich und nördlich am Chorraum befinden sich drei Kapellen, die nach Persönlichkeiten der Stadtgeschichte benannt sind. Es sind dies die Besserer-, die Neithart- und die Konrad-Sam-Kapelle (ehemalige Sakristei).
Die interessanteste ist wohl die kleinste Kapelle, die Bessererkapelle, die vom Chor aus nach rechts – auf der Frauenseite des Chorgestühls in dessen hinterem Teil – zu erreichen ist. Sie wurde etwa 1429 unter Werkmeister Hans Kun erbaut. Diese Kapelle war eine Privatkapelle und hat ihren Namen nach der Patrizierfamilie Besserer erhalten, die über mehrere Generationen in Ulm nachweisbar ist. So war zum Beispiel ein Bernhard Besserer (1471–1542) Bürgermeister in der Reformationszeit. Über der Eingangstür ist die Jahreszahl der Stiftung 1414 und an der Wand ist der Doppelbecher, das Wappen der Familie Besserer, zu finden. Bemerkenswert sind zuerst die Glasmalereien im Chörlein von 1429, im Jahr 1430 geschaffen von Hans Acker, dem Sohn von Jakob Acker der Ältere. In den fünf Chorfenstern ist in jeweils acht Bildern die Heilsgeschichte dargestellt. Diese wird im Südfenster durch das Jüngste Gericht abgeschlossen. In diesem Fenster soll in der zweiten Reihe der dritte Apostel ein Selbstporträt Hans Ackers sein. Kunsthistoriker bezeichnen Hans Ackers Glasmalereien als handwerklich vollkommen und von größter zeichnerischer Meisterschaft. Das Kruzifix neben dem Südfenster stammt aus der Werkstatt Michel Erharts (um etwa 1490/1500). Ludwig Dehio rühmt seine „vorzügliche Fassung“. Zwei Scheiben nördlich vom Chörlein wurden 1480 in der Straßburger Werkstatt des Peter Hemmel von Andlau gefertigt. In der Nahsicht kann an ihnen all das betrachtet werden, was in der Fernsicht bei den großen Chorfenstern (Ratsfenster und Kramerfenster) zu rühmen ist, v. a. Ausschliff zur Erhöhung der Strahlkraft und virtuose Binnenzeichnung mit Bleilot auf den Scheiben.

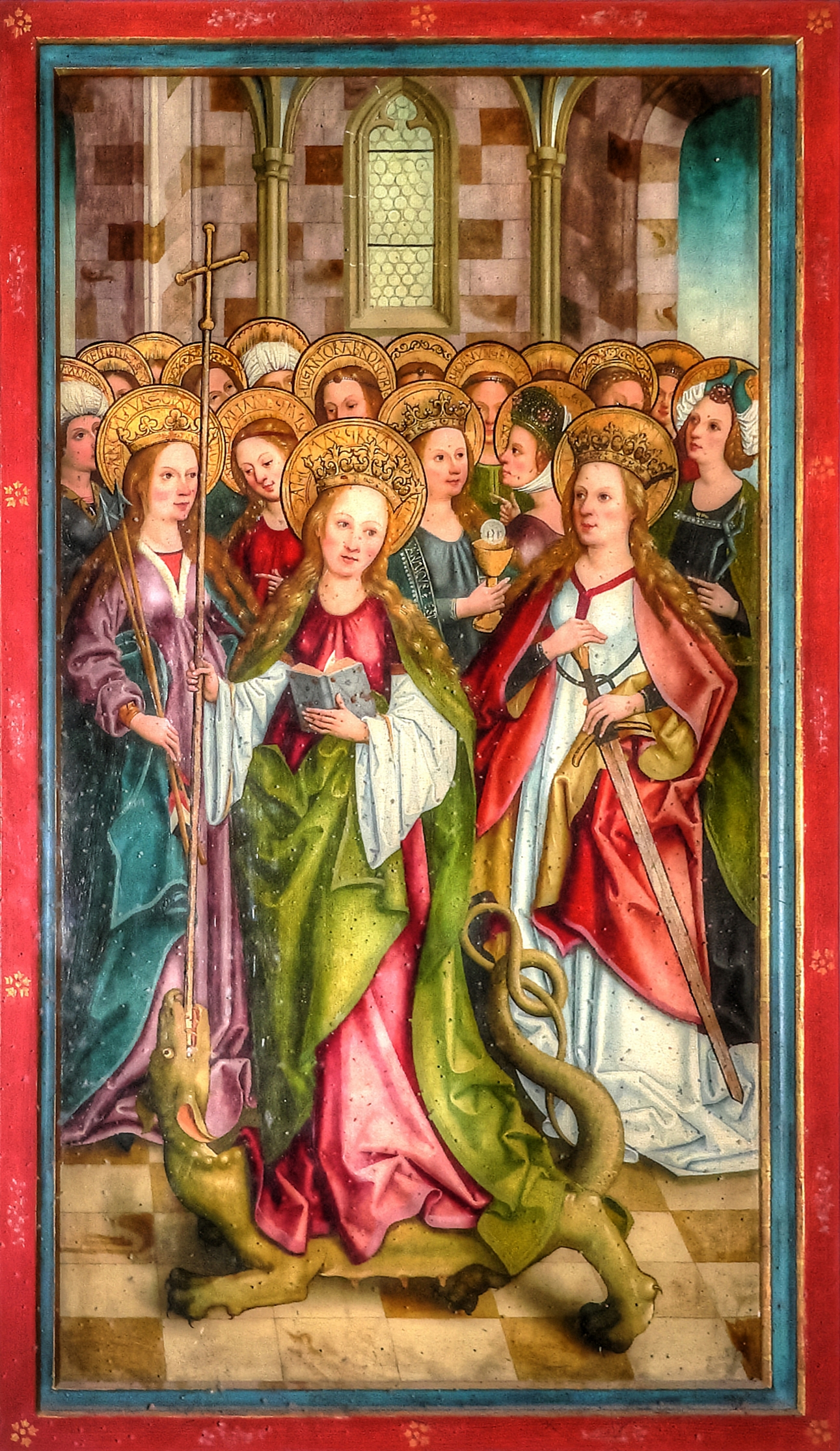
Altartafel von Bartholomäus Zeitblom (um 1489–1497)
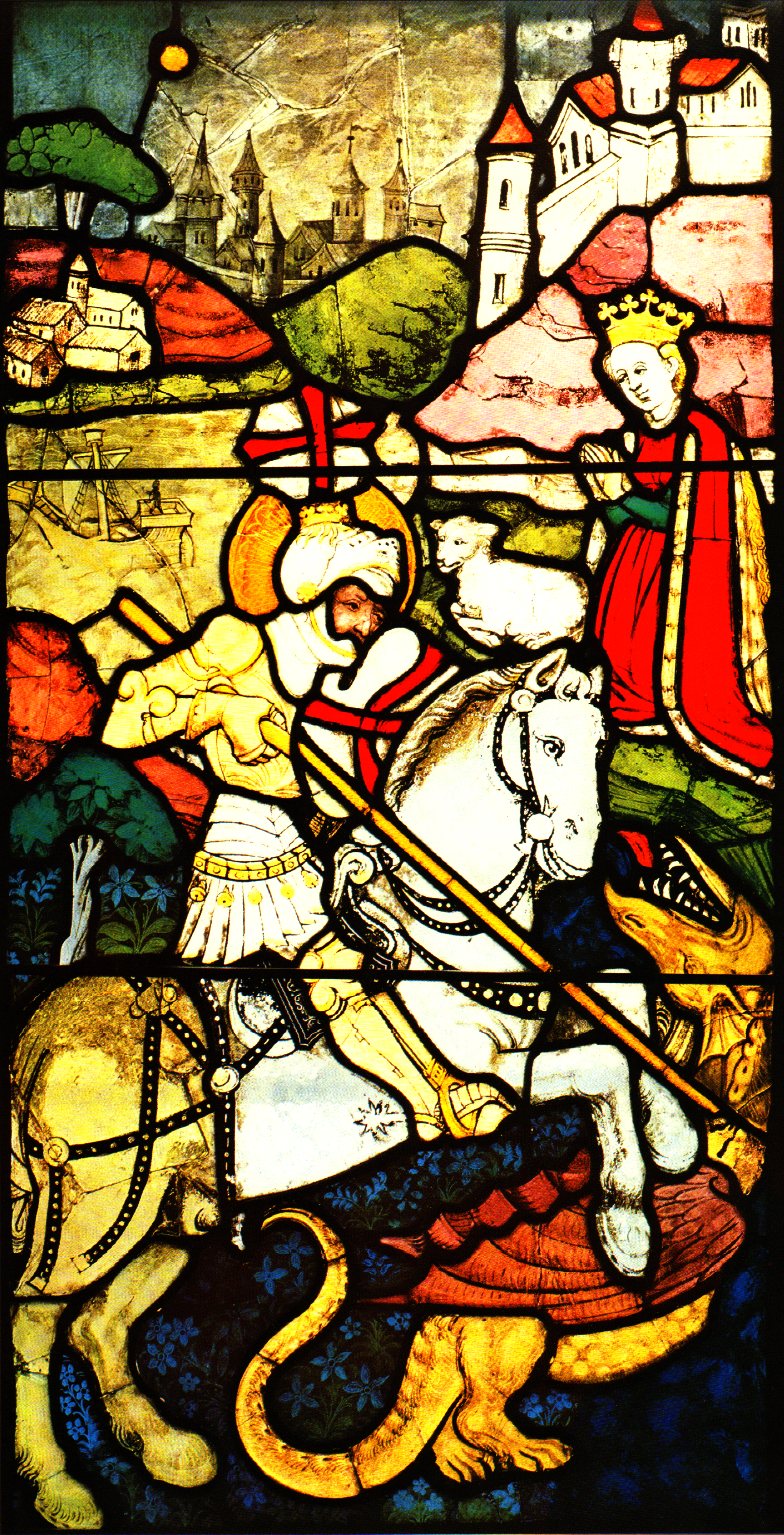
Glasscheibe St. Georg von Hans Acker, um 1440

Die Neithartkapelle befindet sich im Erdgeschoss des nördlichen Chorturms und wurde nach Osten hin um zwei weitere Räume erweitert. Sie wurde 1437 als Privatkapelle von Heinrich Neithart gestiftet. Über dem Eingang ist die Jahreszahl 1444 zu lesen – das Jahr ab dem sie bis 1450 durch Matthäus Ensinger gebaut wurde – sowie das Wappen der Familie Neithart zu sehen: ein Kleeblatt über drei Bergen. Sie enthält mehrere Altäre und weitere Altartafeln:
- Sebastians-Altar, um 1500,
- Barbara-Altar, um 1520,
- Marien-Altar von 1491 mit Bildnissen der Stifter der Kapelle beiderseits des Marienbildes,
- Altar von 1491 mit Predella unter dem Ostfenster,
- „St. Georg“-Scheibe von Hans Acker, um 1440,
- Tafeln mit der Hl. Margarete und einer Gruppe heiliger Jungfrauen aus der Klosterkirche zu den Wengen, geschaffen um 1489–1497 in Werkstatt des Bartholomäus Zeitblom.

Die Konrad-Sam-Kapelle unterhalb des südlichen Chorturms ist die ehemalige Sakristei und wurde nach dem ersten reformatorischen Prediger (ab 1524) des Münsters benannt. Sie stammt zum Teil noch aus der Zeit der Parler. Ihr Passionsfenster wurde jedoch 1957 von Hans Gottfried von Stockhausen geschaffen. Unter diesem Fenster befindet sich das sogenannte „Schongau-Altärchen“ (um 1480). Weitere Altartafeln in der Kapelle sind die Aposteltafel von Bartholomäus Zeitblom (um 1489–1497) sowie von Martin Schaffner (um 1525) die heilige Elisabeth mit dem Bettler und Anna Selbdritt, beide im Stil der Renaissance.

#### Weitere Kunstwerke
- Wandmalereien mit einköpfigen Reichsadlern (bis 31. Mai 1433) und zweiköpfigen Reichsadlern (nach Krönung von Sigismund zum Kaiser in Rom): Die neue Version des Reichswappens wurde angebracht, ohne die alte zu beseitigen.[23]

- Das 26,5 m hohe Sakramentshaus von 1467/1471, welches sich am linken Chorbogen befindet. Unter der Freitreppe sind die Figuren der Heiligen Sebastian und Christophorus. An der Geländerbrüstung sind sechs Statuetten von Päpsten und Bischöfen zu sehen.
- Die 29 alten Konsolen an den Mittelpfeilern sind Zeugnisse ausgezeichneter Steinmetz-Kunst, welche zwischen 1383 und 1391 entstanden sind. Bemerkenswert sind dabei die sechs Konsolen in der Nähe der Kanzel des unbekannten Bildhauers, der seine Werke mit zwei gekreuzten Reißnadeln signiert hat und der deshalb als „Reißnadelmeister“ bezeichnet wird.
- Über der im Mittelschiff befindlichen Kanzel ist der etwa 20 Meter hohe Schalldeckel von Jörg Syrlin dem Jüngeren aus dem Jahre 1510. Trägerkonsole und Aufgang stammen von etwa 1498, wobei ältere Teile Verwendung fanden.
- Das Weihwasserbecken (1507) ist im südlichen Seitenschiff nahe dem Chor zu finden.
- Unweit westlich davon befindet sich das achteckige Taufbecken (1474) unter einem Baldachin mit sechs Propheten, zwei Königen und den Wappen der sieben Kurfürsten und des Reiches am Sockel.

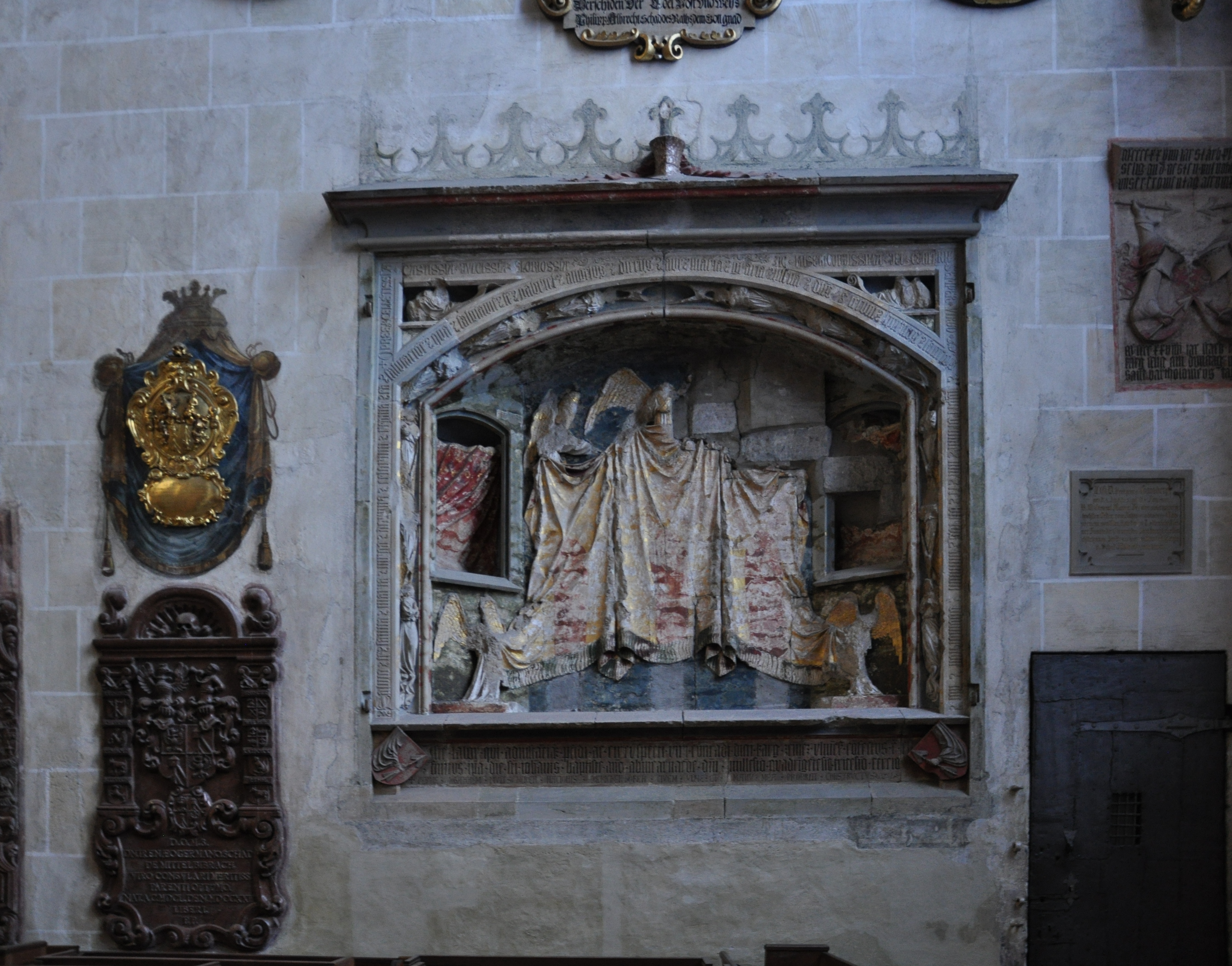
„Kargnische“

 Der Aufbau wurde nicht weiter nach oben gebaut, weil das Gewölbe der Seitenschiffe niedriger eingezogen war als ursprünglich geplant.
- In der Nähe davon ist am siebten Mittelschiffpfeiler das Relief der Grundsteinlegung. Dieses zeigt, wie der Bürgermeister Lutz Krafft und seine Frau dem gebückten Baumeister Heinrich Parler symbolisch das Kirchenmodell auf den Rücken heben. (Siehe Bild unter „Erste Bauperiode 1377–1543“)
- Am Ende des südlichen Seitenschiffes befindet sich die Kargnische, der Rest eines 1433 von Hans Multscher im Auftrag der Familie Karg angefertigten Wandaltars. Die Steinfiguren, welche die Verkündigung an Maria darstellten, wurden beim Bildersturm 1531 zerstört, daher ist nur der prachtvolle Hintergrund erhalten.
- Über dem Chorbogen befindet sich ein 145 m² großes Fresko aus dem Jahre 1471, welches das Jüngste Gericht darstellt und möglicherweise von Hans Schüchlin geschaffen wurde. Es ist eine der größten Wandmalereien nördlich der Alpen.
- Unterhalb des Chorbogens – vor dem Dreisitz – befindet sich der Kreuz- und Seelenaltar mit einer Darstellung des Abendmahls vom Dürerschüler Hans Schäufelein aus dem Jahre 1515.Relief mit Stammbaum Christi im Südseitenschiff

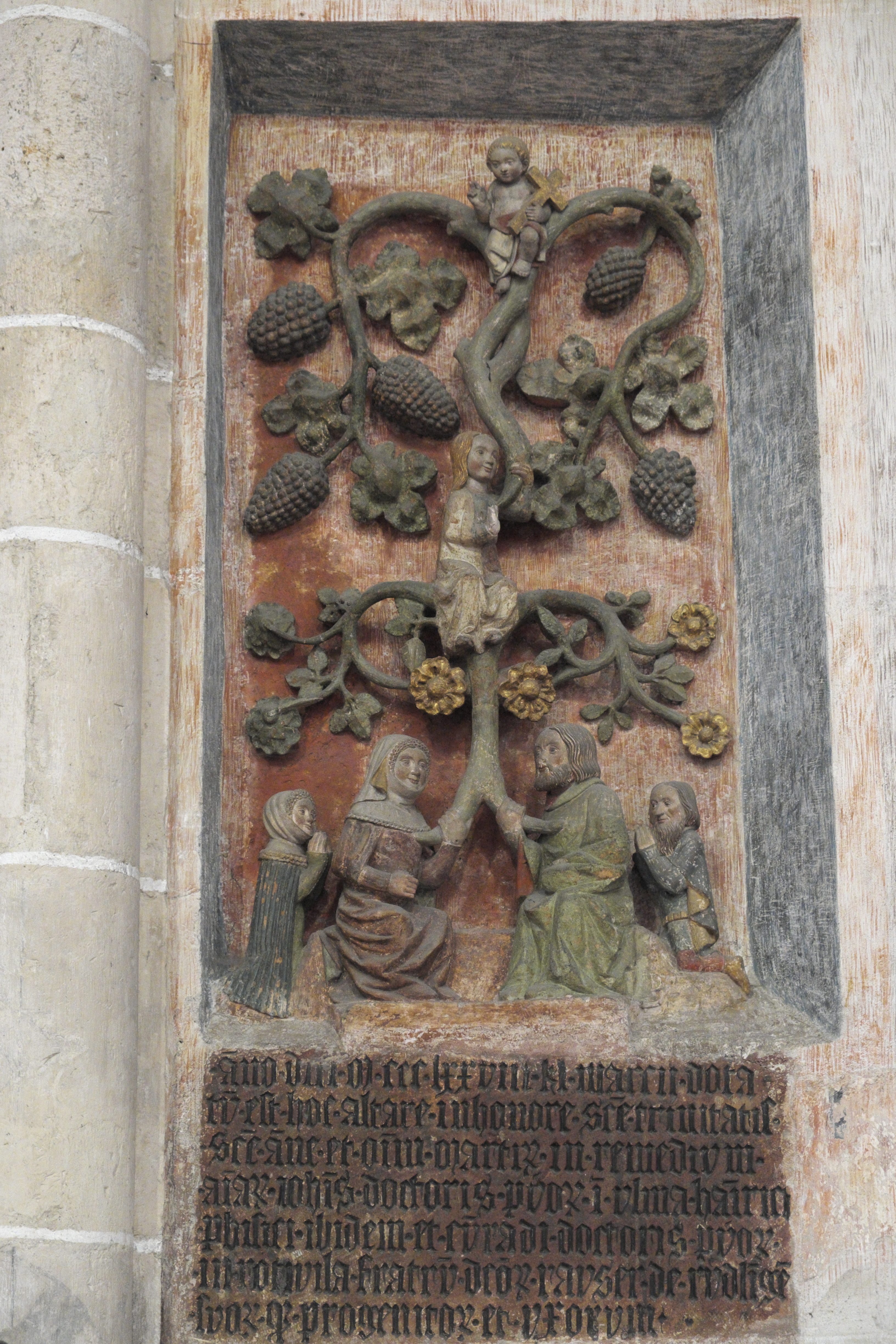
Relief mit Stammbaum Christi im Südseitenschiff

- Im Münster befinden sich außerdem 133 historisch wertvolle Wappen- oder Totenschilde; es ist die größte Wappensammlung Deutschlands.

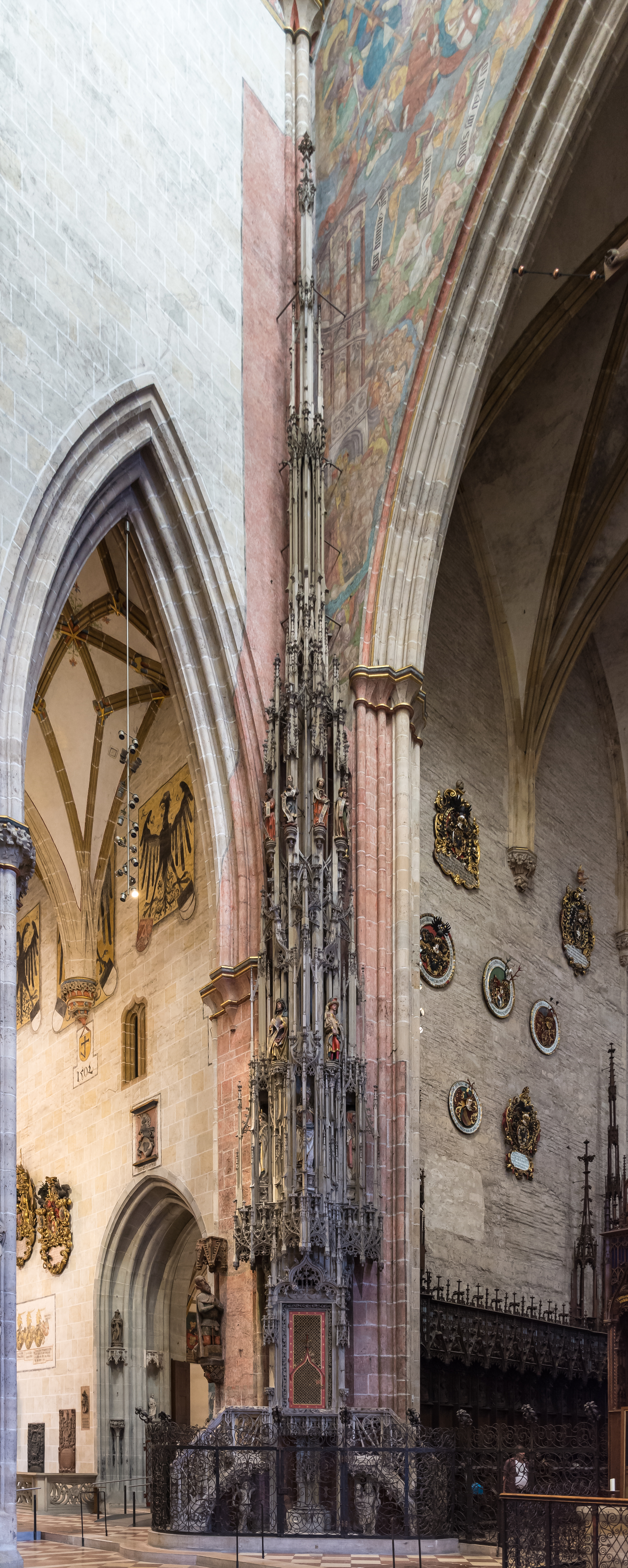
Sakramentshaus am Choreingang
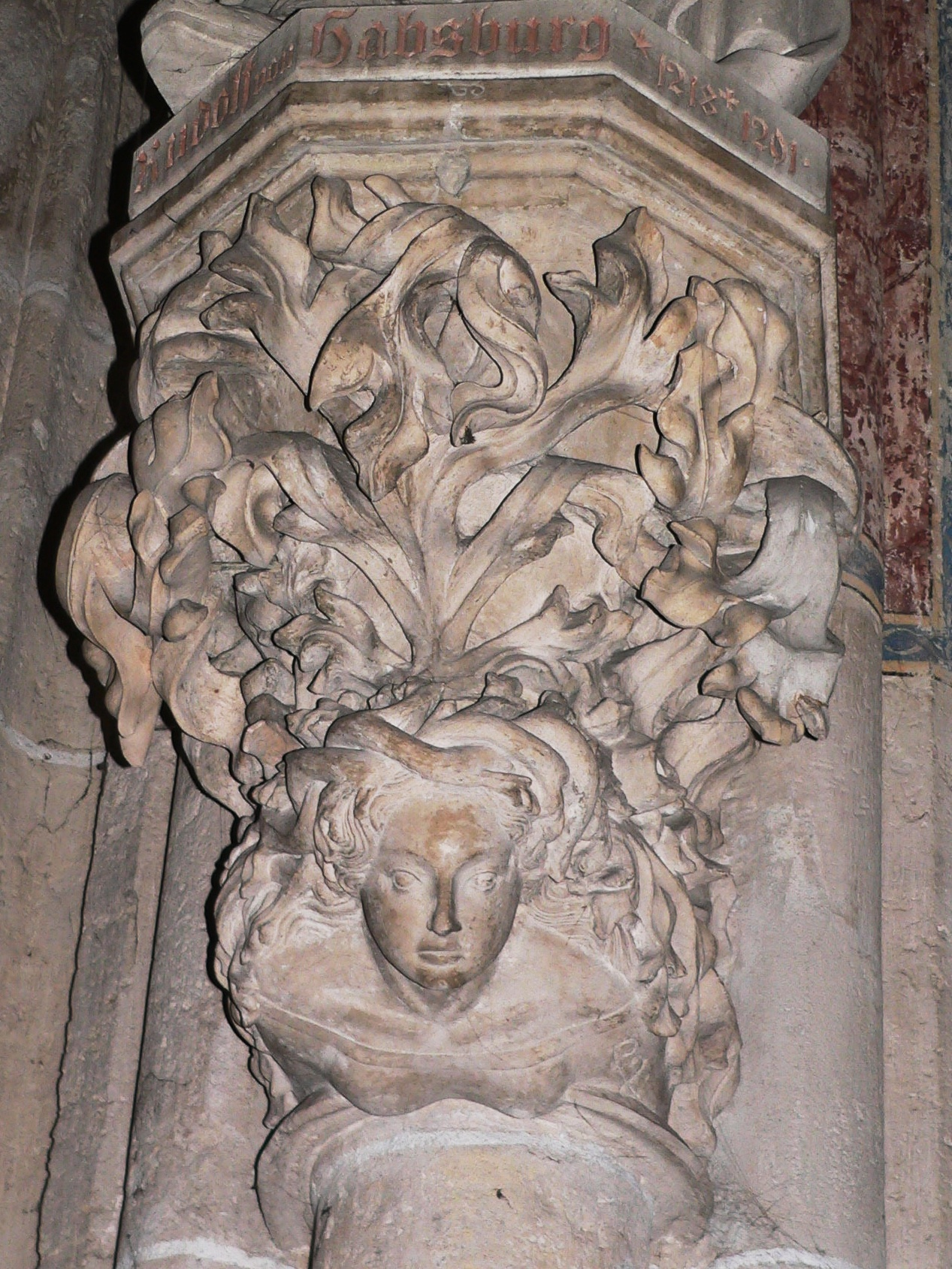
Konsole mit Blattmaske des „Reißnadelmeisters“ mit Signatur unten rechts
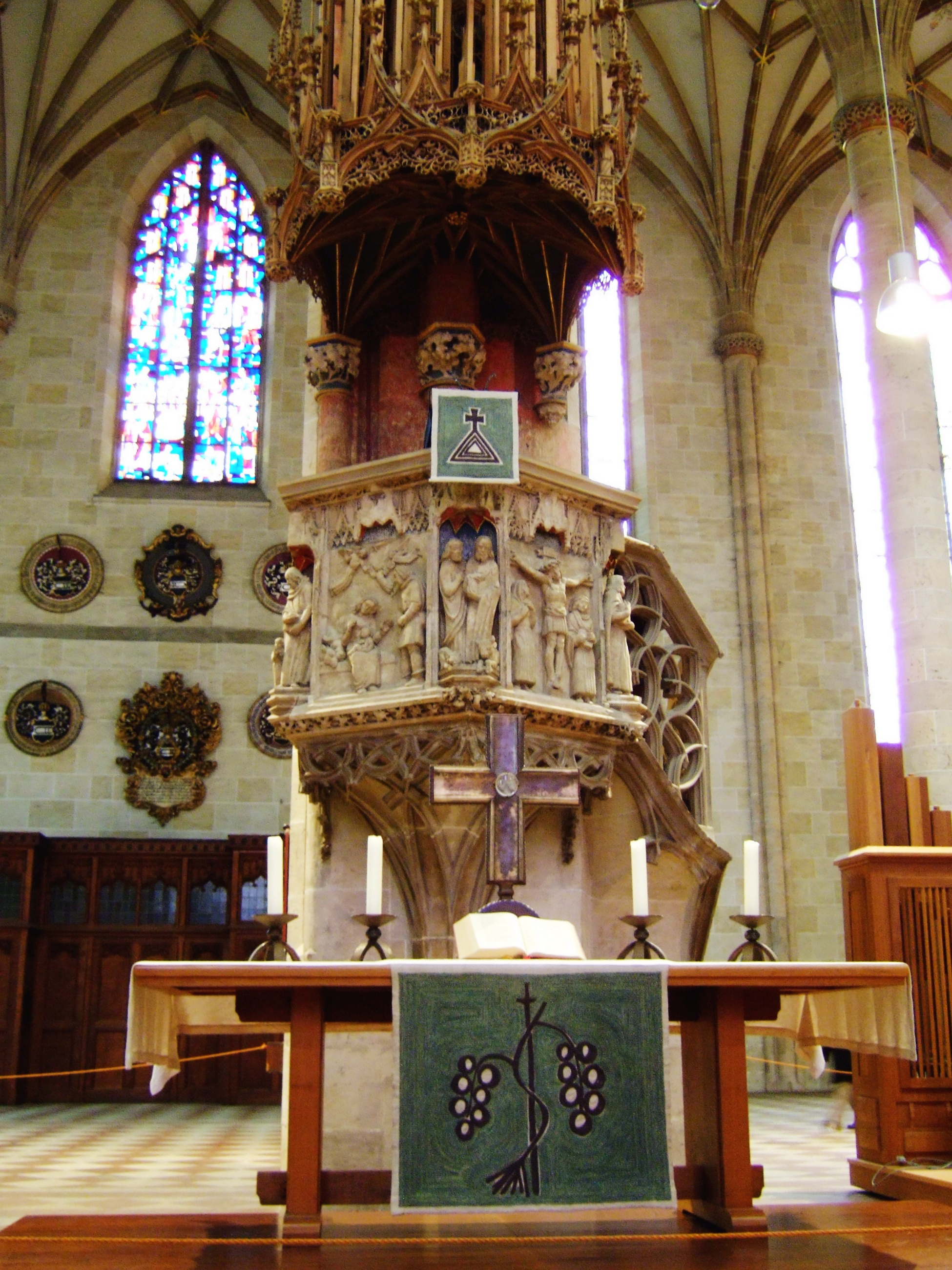
Kanzelkorb im Mittelschiff
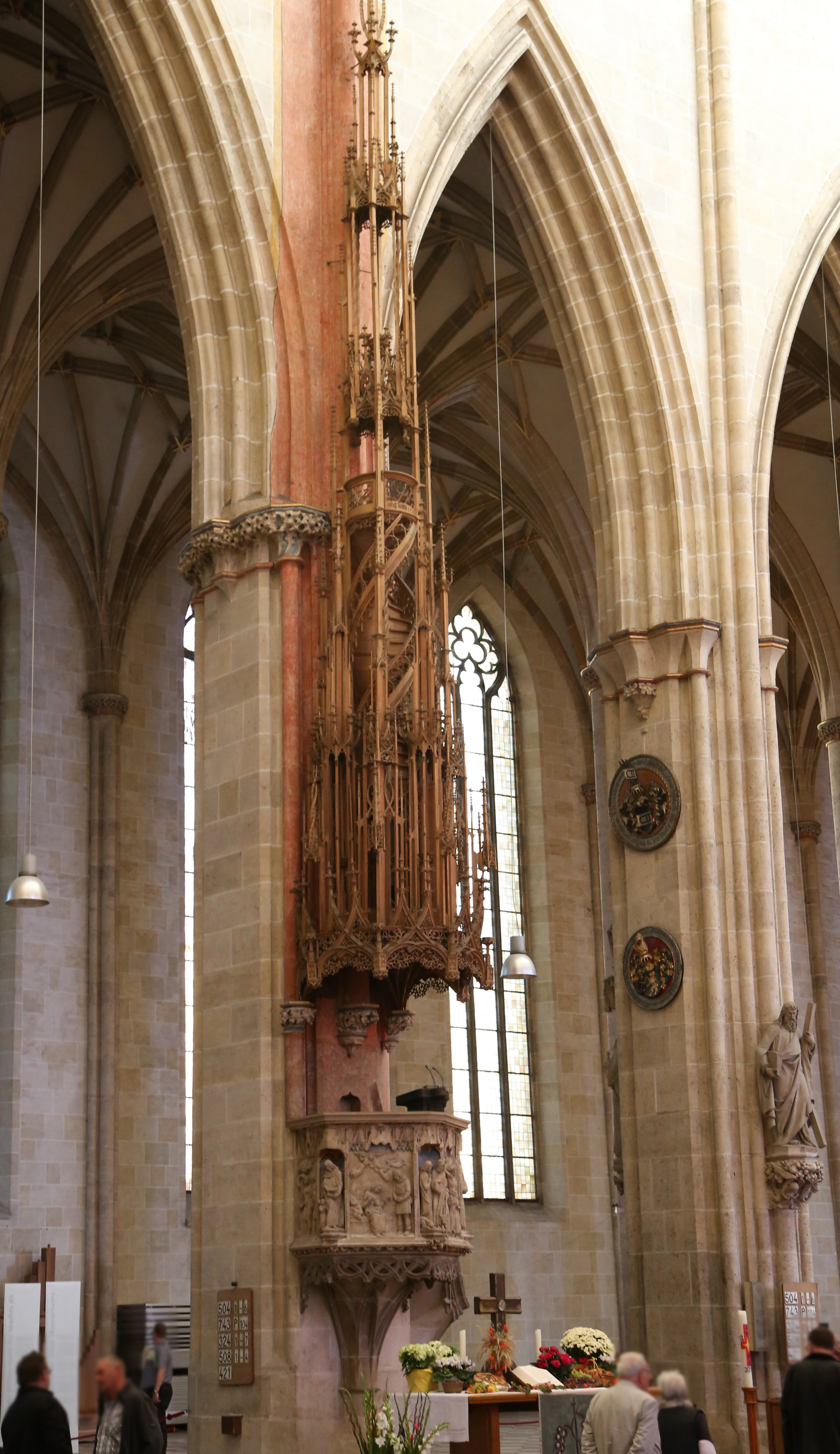
Turmartig überhöhter Schalldeckel der Kanzel
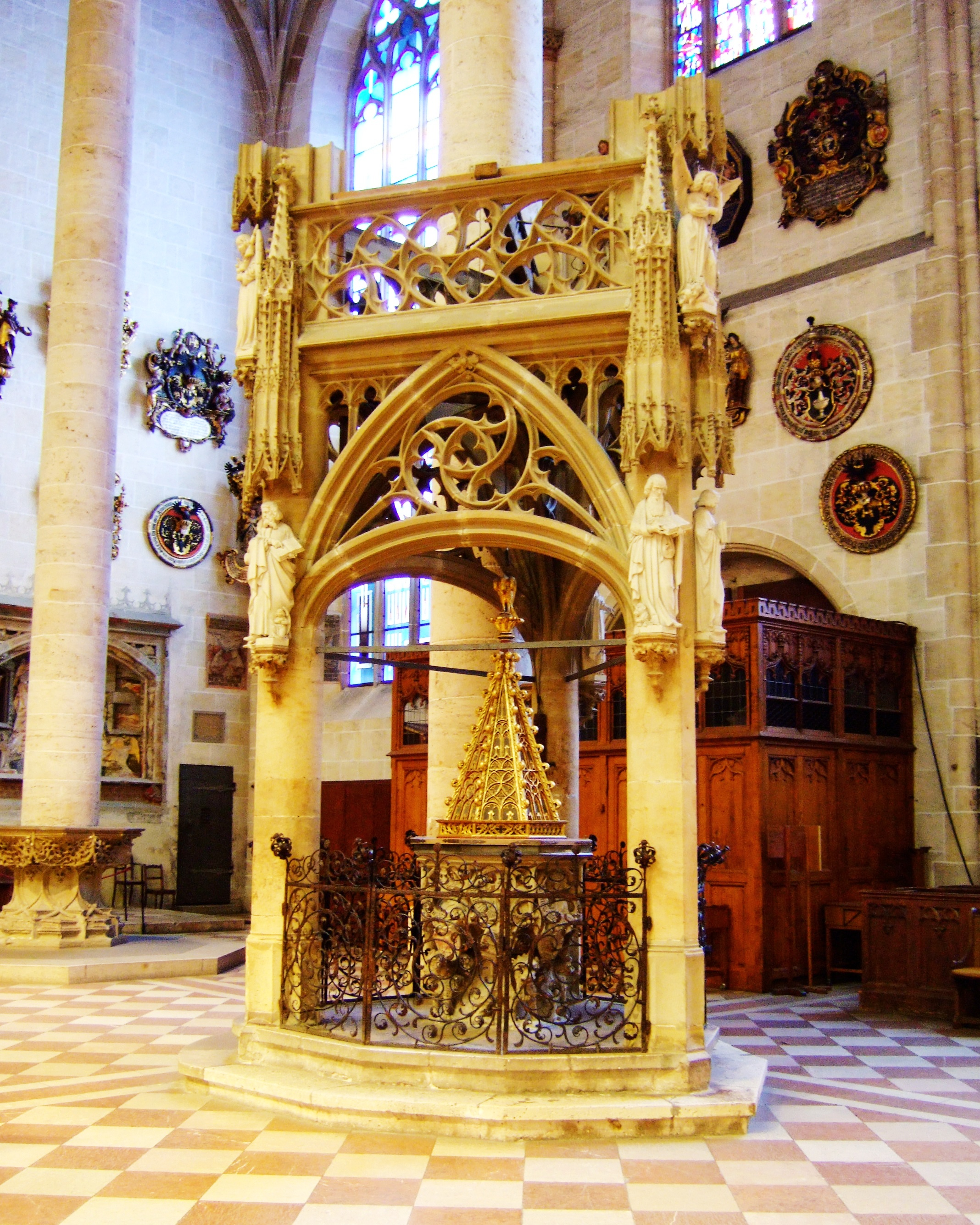
Taufstein unter einem Baldachin und Weihwasserbecken (hinten links)

### Zweiter Bauabschnitt: Neuzeit (1844–1890)

#### Skulpturen

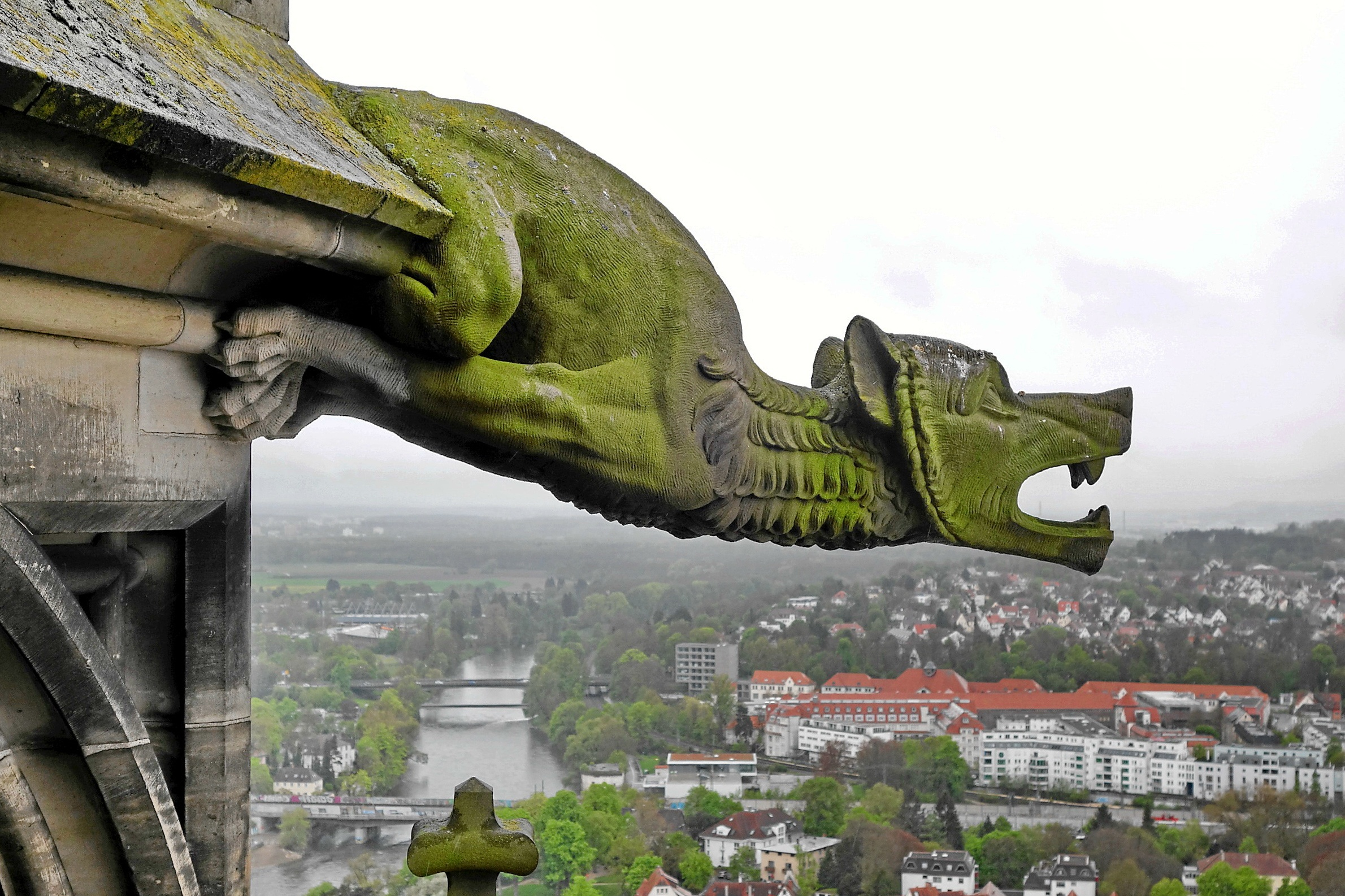
Wasserspeier an der Westseite des Münsters

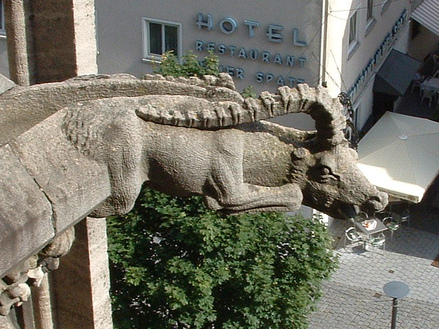
Wasserspeier an der Südseite des Münsters

Beim Bau der Strebepfeiler am Münster, die dem Haus Stabilität verleihen, wurden Wasserspeier geschaffen, phantasievolle Figuren aus Stein, durch die das Wasser nach außen „gespuckt“ wird. Unter den Figuren befinden sich Tiere wie Elefanten, Fische und Vögel sowie menschliche Gestalten und Drachentiere. Von einem Vogelstrauß ist allerdings nur das Hinterteil zu sehen. Der Legende nach soll sich diesen Gag ein Geselle ausgedacht haben: Er hatte sich in die Tochter des Meisters verliebt, die er nach der Zunftordnung aber nicht heiraten durfte. Nun sollte der Geselle eine Tierskulptur erschaffen – und frei nach dem Motto von Götz von Berlichingen zeigte der Strauß den Hintern direkt in die Richtung, wo der Meister wohnte. Ob der Geselle sein „Schätzle“ bekam oder nicht, ist unbekannt.
Zum 500. Jubiläum der Grundsteinlegung des Münsters im Jahr 1877 stifteten Mitglieder der Synagogengemeinde von Ulm (unter anderen auch der Vater Albert Einsteins) die Statue des alttestamentlichen Propheten Jeremia. Es ist die einzige Statue mit verhülltem Haupt. Die Statue, die sich auf der Kanzelseite des Hauptschiffes unterhalb der großen Orgel findet, wurde vom Hofbildhauer Karl Federlin geschaffen, von dem auch die 16 überlebensgroßen Skulpturen auf den Pfeilerkonsolen stammen.

#### Fenster
Die Fenster des Münsters, die aus dem 19. Jahrhundert stammten, wurden im Zweiten Weltkrieg nicht ausgelagert und infolgedessen 1944 zerstört. (Siehe: Fritz Birkmeyer)

#### Restaurierung
Eine heute sehr fragwürdige und deshalb inzwischen weitgehend rückgängig gemachte „Restaurierung“ widerfuhr dem Inneren des Münsters 1817. Man überzog alle Wände mit einer „alterthuemlich grauen Farbe“, um das Münster „in jenem einfach erhabenen Gewande darzustellen, wie es der alte deutsche Baugeist forderte“.

### Ergänzungen vom 20. und 21. Jahrhundert

#### Kanzelkorb
Durch Martin Scheible wurden 1937 die 1531 im Bildersturm zerstörten Steinreliefs an der Kanzelbrüstung erneuert.

#### Skulpturen
Im westlichen Bereich des Südschiffs steht ein 1981 ausgeführter Guss der 1930 geschaffenen Bronzeskulptur „Der Bettler“ von Ernst Barlach.

#### Fenster
Die Mehrzahl der Fenster in den Kirchenschiffen ist sehr einfach gehalten, weil sie aus dem 19. Jahrhundert stammen und 1944 zerstört wurden; nach und nach werden diese „Notfenster“ allerdings durch Fenster mit Kunstbemalungen ersetzt.
Münsterfenster, die sowohl die Kunstgeschichte als auch die Entwicklung der Glasmalerei des 20. und 21. Jahrhunderts widerspiegeln, sind (kleine Auswahl):
- Rudolf Yelin der Jüngere: Versuchsfenster (1952, nördliches Seitenschiff)[26]
- Wilhelm Geyer: Brautfenster (1953, über dem Südostportal)
- Hans Gottfried von Stockhausen:
  - Die sechs Werke der Barmherzigkeit (1956, Südseite),
  - Freiheit (In fellowship 47. US-Inf. Regiment, 1958, Seitenschiff, Stiftung der in Ulm stationierten US-Soldaten)
  - Israelfenster (1986, über dem südlichen Ausgang der Westfront)
- Wolf-Dieter Kohler:
  - Heimkehrerfenster (1959, Nordseite),
  - Himmelfahrtsfenster (1962, über dem Marientor)
- Valentin Peter Feuerstein:
  - Predigtfenster (1981),
  - Fenster der Verheißung (1985, dargestellt ist darin die Entwicklung der modernen Naturwissenschaft mit den Köpfen von Nikolaus Kopernikus, Galileo Galilei, Johannes Kepler, Sir Isaac Newton und dem in Ulm geborenen Albert Einstein samt dessen bahnbrechender Einsteinscher Formel E=mc2),
  - Fenster der Erfüllung (1985; alle drei figürlichen Fenster befinden sich auf der Südseite)
- Johannes Schreiter:
  - Weltgefährdungsfenster,
  - Weltvollendungsfenster (beide 2001, östlicher Teil der Südseite).

## Münsterkantorei

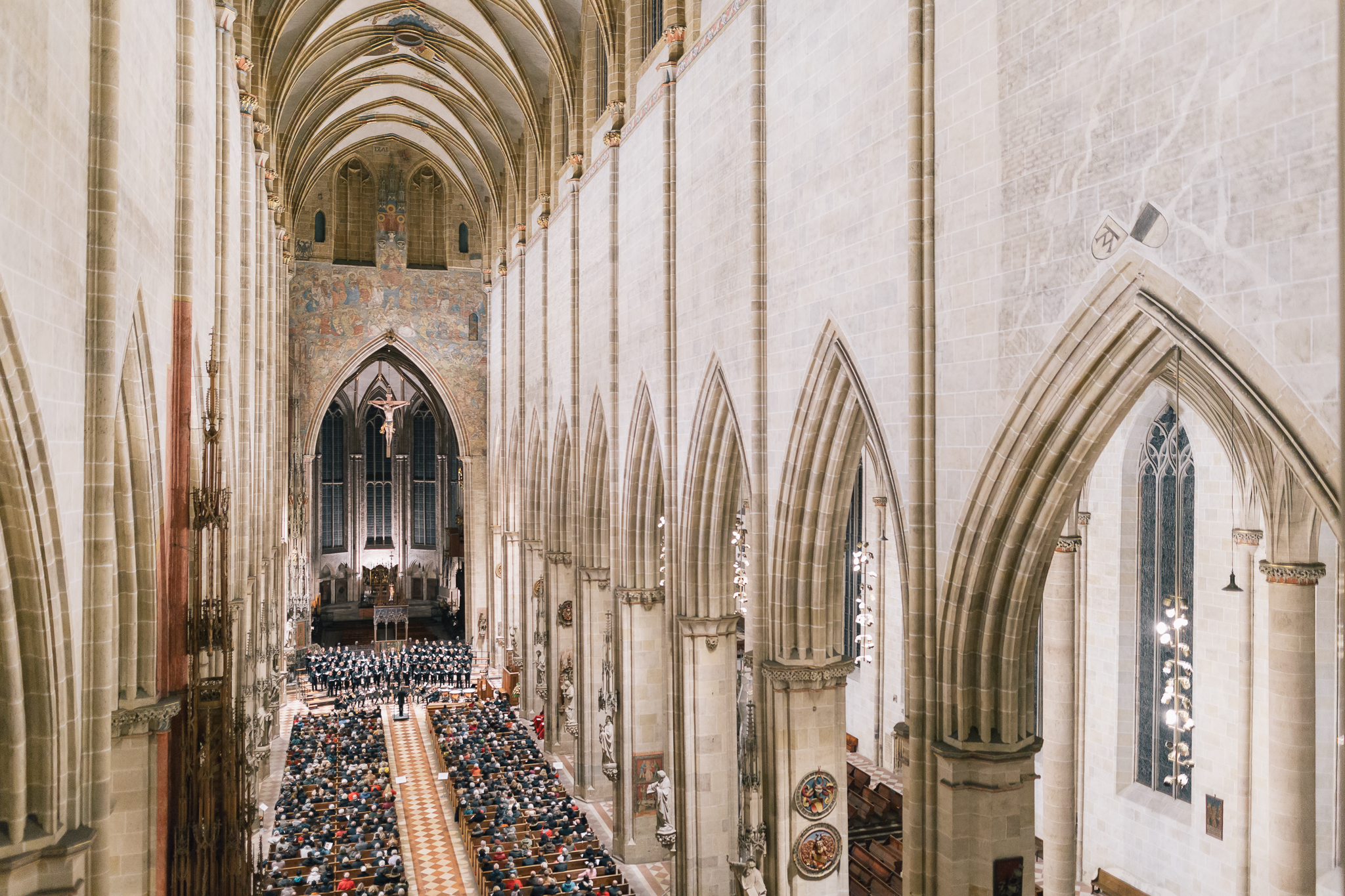
Konzert der Münsterkantorei im Hauptschiff des Ulmer Münsters

Unter dem Begriff Münsterkantorei werden alle Chöre des Ulmer Münsters zusammengefasst. Die Münsterkantorei in ihrer heutigen Form wurde 1956 vom damaligen Münsterorganisten Hans Jakob Haller gegründet. Sie umfasst heute den Motettenchor (als Hauschor des Ulmer Münsters) sowie den Jugendchor, die Kinderkantorei, die Kinderchöre und das vokalensemble ulmer münster, ein seit 2011 bestehender Kammerchor. Die musikalische Gesamtleitung der Münsterkantorei obliegt traditionell dem Ersten Organisten und Kantor am Ulmer Münster. Seit 2010 ist dies Friedemann Johannes Wieland.
Zu den Aufgaben der Chöre am Ulmer Münster gehören sowohl die musikalische Mitgestaltung diverser Gottesdienste (z. B. der Weihnachtsgottesdienste) als auch regelmäßige konzertante Aufführungen im Münster und in der Pauluskirche (z. B. das Schwörkonzert zu Beginn des Schwörwochenendes oder das Passionskonzert an Karfreitag) sowie Konzertreisen.

## Orgeln

### Geschichtliche Entwicklung

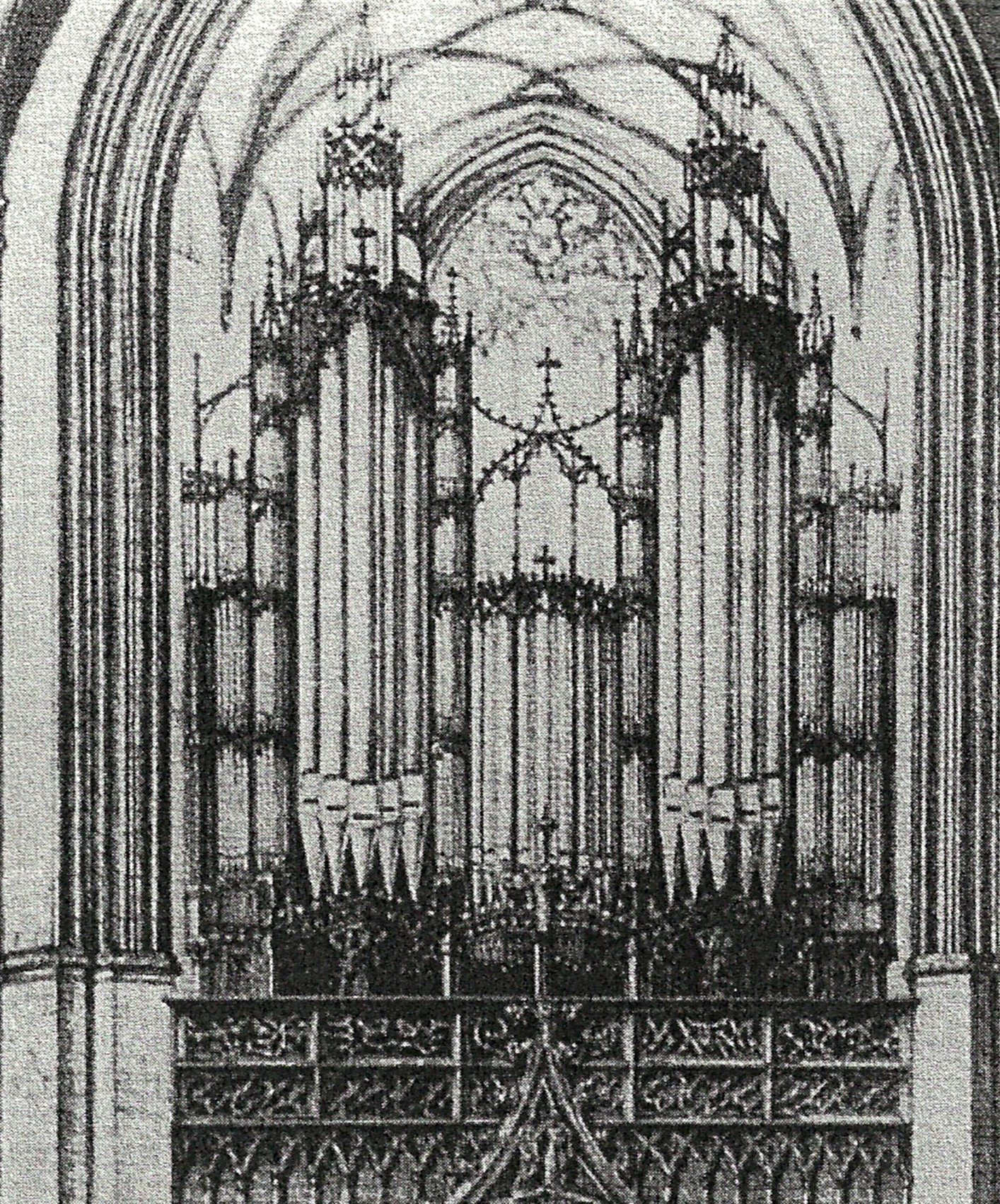
Walcker-Orgel von 1856

Es ist nicht davon auszugehen, dass auch die Liebfrauenkirche, der Vorgängerbau des Ulmer Münsters (siehe Geschichte), eine Orgel besessen hat. Der Ulmer Chronist Felix Fabri erwähnt dort keinerlei musikalische Aktivitäten. Möglich ist, dass schon im 1383 für den Gottesdienst benutzbaren Chor des Münsters Orgelmusik erklang. Hier eine chronologische Aufstellung einiger Stationen im Laufe der langen Geschichte:
- 1414 wird im Stuerbuch ein Orgelmeister erwähnt, 1416 wird er mit Namen benannt: „Höckel den Orglenmaister“. Baute er eine Orgel?
- 1423 gibt es im Baupflegbuch des Münsters handfeste Hinweise auf ein vorhandenes Werk.
- 1431–1433: Meister Ludwig aus Breslau baut eine neue Orgel.
- 1439: Bruder „Chunrad Rottenburger, der orglenmaister barfuesser ordens“ aus Nürnberg arbeitet an der Orgel. Die Eintragungen im Dokument VE URK 1439 Mai 23 (im Ulmer Stadtarchiv) lassen nicht auf einen Neubau schließen; das hat der Ulmer Chronist Elias Frick 1731 wohl falsch herausgelesen.
- 1486/1488: Orgelneubau, vielleicht von Meister Thomas. In seiner Ulmer Orgelpredigt datiert Dieterich den Neubau auf das Jahr 1488; sicher ist, dass Jacob Acker 1486 die Orgelflügel bemalt hat.
- 1531: Auch in Ulm kommt es zum sogenannten „Götzentag“, dem umfassenden Ulmer Bildersturm, dem 60 Altäre und viele bedeutende Kunstwerke zum Opfer fallen (siehe Ulmer Schule). Weil die Reformation in Ulm zunächst von der Schweiz und ihrem „reformierten Denken“ um Ulrich Zwingli her geprägt war, fällt in diesem Zuge auch die Orgel zum Opfer (vgl. Vorgänge in Zürich). Ein alter Bericht über diese Zeit erzählt: „Sie haben, als sie das Korpus mit den Pfeifen in der großen Orgel nicht füglich anheben können, Seilen und Ketten darum gebunden, an selbige nachmals Pferde gespannt und durch deren Gewalt auf einmal herunterreißen und über einen Haufen stürzen lassen.“[28]
- 1550 wird laut Elias Frick eine Notorgel auf hölzernen Säulen errichtet
- 1576–1578: Kaspar Sturm aus Schneeberg errichtet eine neue Orgel[29] (das vierte Werk) mit 34 Registern und über 3000 Pfeifen für 11.000 Gulden nach dreijähriger Bauzeit.

| Manual C,D–c3   |        |
| Principal       | 08′    |
| Cymbalum duplex |        |
| Quintadecima    | 02′    |
| Duodecima       | 02 ⁄3′ |
| Octaua          | 04′    |
| Groß Copl Baß   | 16′    |
| Mixtur V-VIII   |        |
| Tremulant       |        |

| Manualwerk C,D–c3 |    |
| Flauten           | 4′ |
| Octava            | 2′ |
| Cymbalum simplex  |    |
| Posaune           | 8′ |
| Regal             | 4′ |
| Tremulant         |    |

| Manualwerk C,D–c3 |       |
| Principal         | 4′    |
| Copl              | 8′    |
| Octaua            | 2′    |
| Duodecima         | 1 ⁄3′ |
| Mixtur V-VI       |       |
| Tremulant         |       |

| Pedalwerk C,D–b0 |     |
| Principalbaß II  | 16′ |
| Mixtur VI-VII    |     |
| Posaune          | 8′  |

- Effektregister: Vogelsang

- 1595 (oder 1599): Conrad Schott, Peter Grünwald (Nürnberg) und Andreas Sartor (d. h. Schneider, aus Reutlingen) erweitern die Orgel auf 39 (oder 40) Register. Die kunstfreundlichere Theologie Martin Luthers hatte inzwischen in der Stadt Einzug gehalten und die Wertschätzung der Musik im kirchlichen Raum und im Gottesdienst wieder möglich gemacht.
- 1630: Die Orgel wird durch Johannes Meier renoviert.
- 1688: Ein heftiger Hagelsturm in Ulm ruiniert ca. 500 Pfeifen.
- 1699: Chrysostomus Baur (* 1662 in Ulm als Sohn des Schreiners Martin Baur; † 1729 in Augsburg) repariert alles wieder.
- 1735: Georg Friedrich Schmahl stellt nach vier Jahren Arbeit insgesamt drei neue Klaviaturen, ein Brustwerk und ein Rückpositiv fertig. Jetzt hat die Orgel 45 Register auf drei Manualen und ein Pedal. Auf dieser Orgel spielte Wolfgang Amadeus Mozart bei seinem Ulmaufenthalt im Sommer 1763.
- 1843: Man nimmt mit Eberhard Friedrich Walcker Kontakt auf; Vertragsabschluss 1849.
- 1856: Walcker errichtete einen Neubau, op. 144, mit 100 Registern; Weihe am 12/13. Oktober 1856. Die Orgel hatte vier Manuale und zwei Pedale (Doppelpedal!) mit mechanischer Traktur und war damit für einige Zeit die größte Orgel der Welt. Mit dem IV. Manual konnten sämtliche Manual-Zungenstimmen gespielt werden. Das 12 m breite und 24 m hohe Gehäuse wurde nach Zeichnungen des Münsterbaumeisters angefertigt.[30][31]

| I Hauptwerk C–f3  |         |
| Untersatz (ab c1) | 32′     |
| Principal         | 16′     |
| Tibia major       | 16′     |
| Viola di Gamba    | 16′     |
| Octava            | 08′     |
| Gedeckt           | 08′     |
| Flöte             | 08′     |
| Viola di Gamba    | 08′     |
| Gemshorn          | 08′     |
| Salicional        | 08′     |
| Quint             | 05 1⁄3′ |
| Octava            | 04′     |
| Flöte             | 04′     |
| Rohrflöte         | 04′     |
| Fugara            | 04′     |
| Terz              | 03 1⁄5′ |
| Octava            | 02′     |
| Waldflöte         | 02′     |
| Super Octava      | 01′     |
| Cornett VIII      | 10 2⁄3′ |
| Sexquialtera II   | 04′     |
| Mixtur V          | 08′     |
| Mistur V          | 04′     |
| Scharff V         | 02′     |
| Contra Fagott     | 16′     |
| Second Fagott     | 16′     |
| Trompete          | 08′     |
| Posaune           | 08′     |
| Clarino           | 04′     |
| Clarinetto        | 02′     |

| II. Manualwerk C–f3 |         |
| Gedeckt             | 16′     |
| Salicional          | 16′     |
| Principal           | 08′     |
| Gedeckt             | 08′     |
| Flöte               | 08′     |
| Quintatön           | 08′     |
| Dolce               | 08′     |
| Piffaro II          | 08′     |
| Quint               | 05 1⁄3′ |
| Octav               | 04′     |
| Kl. Gedeckt         | 04′     |
| Traversflöte        | 04′     |
| Spitzflöte          | 04′     |
| Viola               | 04′     |
| Octav               | 02′     |
| Piccolo             | 02′     |
| Mixtur VIII         | 08′     |
| Cymbal III          | 01′     |
| Trompete            | 08′     |
| Posaune             | 08′     |
| Fagott              | 08′     |
| Clarinette          | 08′     |
| Corno               | 04′     |

| III. Manualwerk C–f3 |     |
| Bourdon              | 16′ |
| Principal            | 08′ |
| Gedeckt              | 08′ |
| Spitzflöte           | 08′ |
| Harmonica            | 08′ |
| Piffaro II           | 08′ |
| Octava               | 04′ |
| Gemshorn             | 04′ |
| Dolce                | 04′ |
| Nasard               | 04′ |
| Octav                | 02′ |
| Flautino             | 02′ |
| Mixtur V             | 04′ |
| Physharmonica        | 08′ |
| Vox humana           | 08′ |
| Oboe                 | 04′ |

| I. Pedalwerk C–f1 |         |
| Principalbass     | 32′     |
| Grand Bourdon     | 32′     |
| Principalbass     | 16′     |
| Octavbass         | 16′     |
| Violon            | 16′     |
| Subbass           | 16′     |
| Bourdon           | 16′     |
| Quint             | 10 2⁄3′ |
| Octava            | 08′     |
| Flöte             | 08′     |
| Viola             | 08′     |
| Violoncell        | 08′     |
| Terz              | 06 2⁄5′ |
| Quint             | 05 1⁄3′ |
| Octava            | 04′     |
| Cornett V         | 04′     |
| Bombard           | 32′     |
| Posaunenbass      | 16′     |
| Fagottbass        | 16′     |
| Trompete          | 08′     |
| Posaune           | 08′     |
| Clarine           | 04′     |
| Corno Basso       | 04′     |
| Clarinetto        | 02′     |

| II. Pedalwerk C–f1 |     |
| Violon             | 16′ |
| Gedeckt            | 16′ |
| Flöte              | 08′ |
| Flöte              | 04′ |
| Hohlflöte          | 02′ |
| Serpent            | 16′ |
| Bassethorn         | 08′ |

- 1889: Die 1882 abgebrochene Orgel wird in erweiterter Form von Walckers Söhnen wieder eingebaut.[32] Prospekt- und Emporengestaltung von Münsterbaumeister Beyer.
- 1929: Albert Schweitzer ist auf Besuch in Ulm und schlägt den Bau einer Chororgel vor; zur Realisierung dieser Idee kommt es aber erst 1960.
- 1930: Die Orgel erhält eine elektropneumatische Traktur und wurde auf 109 Register erweitert.
- 1960: Helmut Bornefeld schlägt als Orgelsachverständiger vor, aus akustischen Gründen (wegen 8 Sekunden Nachhall) im Hauptschiff eine neue Orgel zu errichten.

### Hauptorgel auf der Westempore

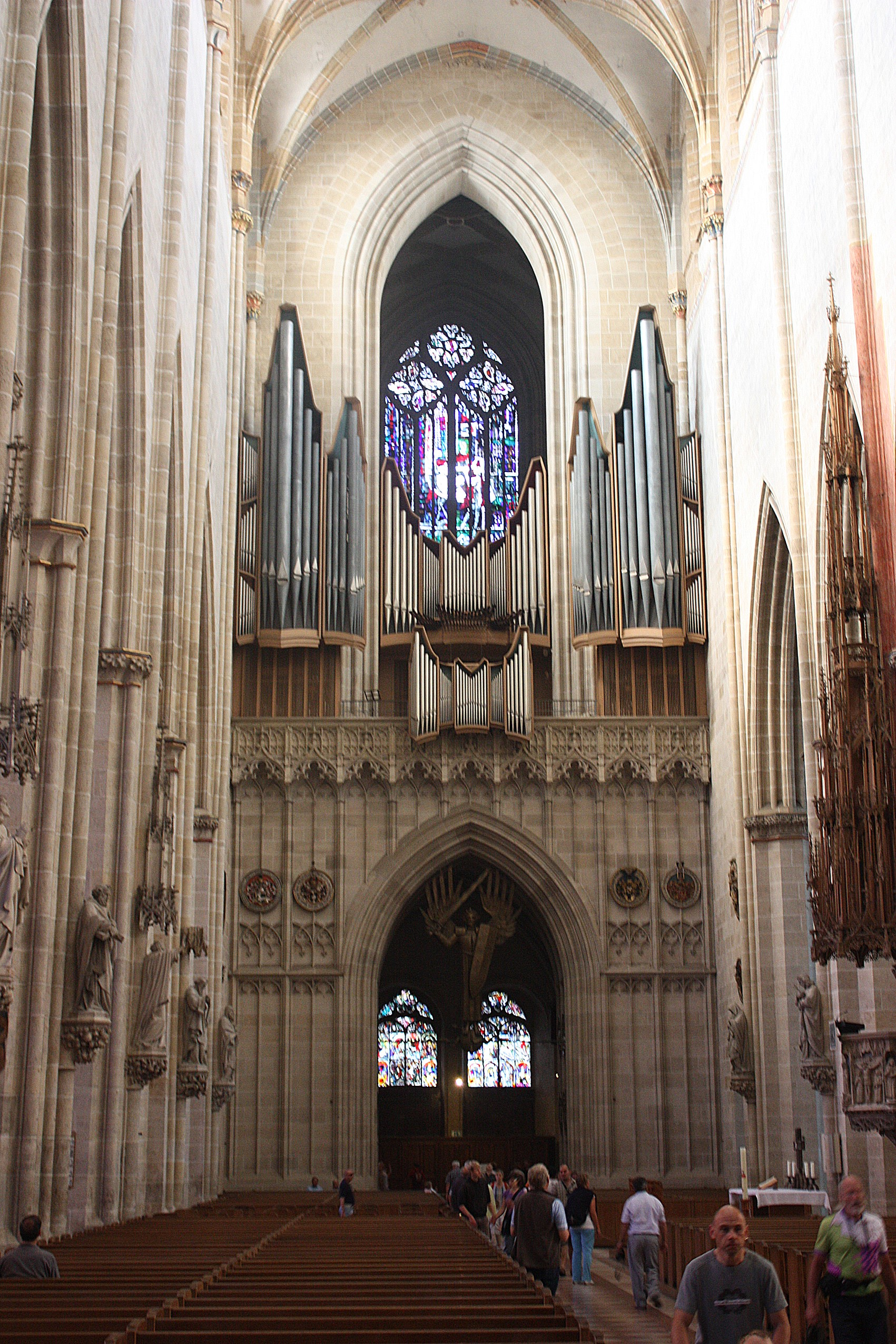
Innenansicht, Blick zur Hauptorgel, darüber das Martinsfenster

Die gegenwärtige Hauptorgel (auch „Große Orgel“ oder „Westorgel“ genannt) wurde von 1967 bis 1969 durch die Orgelbaufirma Eberhard Friedrich Walcker & Cie. (Ludwigsburg) erbaut. Sie befindet sich auf der Hauptempore unter dem Hauptturm (Zugang über ein eigenes Treppenhaus). Die Errichtung des Instrumentes wurde durch den Orgelsachverständigen Walter Supper betreut. In dem Instrument wurden Teile des vorhandenen Pfeifenmaterials der alten Walcker-Orgel verwendet. Es verfügt über 99 klingende Register zzgl. Glockenspiel und Zimbelstern auf fünf Manualen und Pedal mit insgesamt 8.900 Pfeifen. Die Orgel gilt als „opus 5000“ bei der Orgelfirma Walcker.
1995/1996 wurde die Orgel mit einer modernen elektronischen Setzeranlage ausgestattet. Sie hat heute folgende Disposition:
| I Rückpositiv C–a3 |                  |        |
| 1.                 | Prästant         | 8′     |
| 2.                 | Metallgedeckt    | 8′     |
| 3.                 | Weidenpfeife     | 8′     |
| 4.                 | Oktave           | 4′     |
| 5.                 | Flötgedeckt      | 4′     |
| 6.                 | Nasard           | 2 ⁄3′  |
| 7.                 | Superoktave      | 2′     |
| 8.                 | Waldflöte        | 2′     |
| 9.                 | Sifflöte         | 1′     |
| 10.                | Terzsept II      | 1 3⁄5′ |
| 11.                | Kornett VI       | 8'     |
| 12.                | Mixtur V–VI      | 1′     |
| 13.                | Trompete         | 8′     |
| 14.                | Vox humana       | 8′     |
| 15.                | Schalmey         | 4′     |
| 16.                | Tuba triumphalis | 8′     |
|                    | Tremulant        |        |

| II Hauptwerk C–a3 |                  |         |
| 17.               | Prästant         | 16′     |
| 18.               | Oktave           | 08′     |
| 19.               | Flöte            | 08′     |
| 20.               | Spitzgambe       | 08′     |
| 21.               | Oktave           | 04′     |
| 22.               | Hohlflöte        | 04′     |
| 23.               | Quinte           | 02 ⁄3′  |
| 24.               | Superoktave      | 02′     |
| 25.               | Blockwerk VIII   | 08′     |
| 26.               | Sesquialtera II  | 05 1⁄3′ |
| 27.               | Großmixtur V–VI  | 02′     |
| 28.               | Kleinmixtur IV–V | 01′     |
| 29.               | Trompete         | 16′     |
| 30.               | Trompete         | 08′     |
| 31.               | Trompete         | 04′     |

| III Brustwerk C–a3 |                 |        |
| 32.                | Flötenprinzipal | 08′    |
| 33.                | Rohrgedeckt     | 08′    |
| 34.                | Quintade        | 08′    |
| 35.                | Prinzipal       | 04′    |
| 36.                | Koppelflöte     | 04′    |
| 37.                | Fugara          | 04′    |
| 38.                | Oktave          | 02′    |
| 39.                | Blockflöte      | 02′    |
| 40.                | Salicet         | 02′    |
| 41.                | Nasat           | 01 ⁄3′ |
| 42.                | None            | 08⁄9′  |
| 43.                | Mixtur V–VI     | 02′    |
| 44.                | Zimbel III      | 01⁄2′  |
| 45.                | Dulcian         | 16′    |
| 46.                | Hautbois        | 08′    |
| 47.                | Cromorne        | 08′    |
| 48.                | Krummhorn       | 08′    |
|                    | Tremulant       |        |

| IV Oberwerk C–a3 |                 |         |
| 49.              | Bourdon         | 16′     |
| 50.              | Prinzipal       | 08′     |
| 51.              | Holzgedeckt     | 08′     |
| 52.              | Gambe           | 08′     |
| 53.              | Gambe celeste   | 08′     |
| 54.              | Oktave          | 04′     |
| 55.              | Rohrflöte       | 04′     |
| 56.              | Gemsquinte      | 02 ⁄3′  |
| 57.              | Feldflöte       | 02′     |
| 58.              | Terz            | 01 3⁄5′ |
| 59.              | Septime         | 01 ⁄7′  |
| 60.              | Vogelpfeife     | 01′     |
| 61.              | Mixtur VII-VIII | 02 ⁄3′  |
| 62.              | Corona III      | 01⁄6′   |
| 63.              | Basson          | 16′     |
| 64.              | Trompette       | 08′     |
| 65.              | Clairon         | 04′     |
|                  | Tremulant       |         |
|                  | Glockenspiel    |         |

| V Mittelwerk C–a3 |                  |        |
| 66.               | Quintade         | 16′    |
| 67.               | Prinzipal        | 08′    |
| 68.               | Flûte octaviante | 08′    |
| 69.               | Spillpfeife      | 08′    |
| 70.               | Rauschoktave III | 04′    |
| 71.               | Traversflöte     | 04′    |
| 72.               | Gemshorn         | 04′    |
| 73.               | Dolkan           | 02′    |
| 74.               | Cornet V (ab f0) | 08′    |
| 75.               | Mixtur VI-VII    | 02 ⁄3′ |
| 76.               | Paletta III      | 02′    |
| 77.               | Zimbel IV        | 01⁄2′  |
|                   | Horizontal       |        |
| 78.               | Tuba             | 16′    |
| 79.               | Tuba             | 08′    |
| 80.               | Tuba             | 04′    |
|                   | Tremulant        |        |

| Pedal C–f1 |               |         |
| 81.        | Großprinzipal | 32′     |
| 82.        | Prinzipal     | 16′     |
| 83.        | Subbaß        | 16′     |
| 84.        | Gedecktbaß    | 16′     |
| 85.        | Quintbaß      | 10 2⁄3′ |

| (Fortsetzung Pedal) |             |         |
| 86.                 | Oktavbaß    | 08′     |
| 87.                 | Spitzflöte  | 08′     |
| 88.                 | Terzbaß     | 06 2⁄5′ |
| 89.                 | Choralbaß   | 04′     |
| 90.                 | Rohrpommer  | 04′     |
| 91.                 | Nachthorn   | 02′     |
| 92.                 | Theorbe III | 05 1⁄3′ |
| 93.                 | Mixtur VI   | 04′     |

| (Fortsetzung Pedal) |                        |     |
| 94.                 | Bombarde               | 32′ |
| 95.                 | Posaune                | 16′ |
| 96.                 | Dulcianfagott          | 16′ |
| 97.                 | Trompete               | 08′ |
| 98.                 | Klarine                | 04′ |
| 99.                 | Kornett                | 02′ |
|                     | Tremulant (Kleinpedal) |     |

- Koppeln: III/I, IV/I, V/I; I/II, III/II, IV/II, V/II; IV/III, V/III; V/IV; I/P, II/P, III/P, IV/P, V/P
- Spielhilfen: Crescendowalze, zwei Schwelltritte, Tutti, Zungen- und Mixturenabsteller.
- Effektregister: Zimbelstern
- Anmerkungen:

1. 1 2  Schwellbares Werk.

### Chororgel
Die Chororgel befindet sich als Schwalbennestorgel an der Südwand des Chores hoch über dem Chorgestühl.
1960 errichtete die Orgelbaufirma Rieger (Vorarlberg) ein Instrument, dessen Disposition Helmut Bornefeld erstellt hatte. Es verfügte über mechanische Schleifladen, zwei Manuale, Pedal und insgesamt 20 Register (unter anderem mit dem seltenen Alphorn).

| I Rückpositiv C–c4 |                  |        |
| 1.                 | Gedackt          | 08′    |
| 2.                 | Prinzipal        | 04′    |
| 3.                 | Rohrflöte        | 04′    |
| 4.                 | Rohrnasat        | 02 ⁄3′ |
| 5.                 | Waldflöte        | 02′    |
| 6.                 | Sesquialter II 0 | 02 ⁄3′ |
| 7.                 | Zimbel IV        | 01⁄2′  |
| 8.                 | Schalmei         | 08′    |
|                    | Tremulant        |        |

| II Hauptwerk C–c4 |              |       |
| 9.                | Schwegel     | 08′   |
| 10.               | Gedackt      | 08′   |
| 11.               | Prinzipal    | 04′   |
| 12.               | Oktave       | 02′   |
| 13.               | Mixtur IV–VI | 01⁄3′ |
| 14.               | Alphorn      | 16′   |

| Pedal C–f1 |                 |         |
| 15.        | Untersatz       | 16′     |
| 16.        | Prinzipal       | 08′     |
| 17.        | Gemsflöte       | 04′     |
| 18.        | Zink III        | 05 1⁄3′ |
| 19.        | Rauschpfeife II | 02′     |
| 20.        | Trompete        | 08′     |

- Koppeln: I/II, I/P, II/P
- Anmerkungen:

1. ↑  + 3 1⁄5′ + 2 2⁄3′.
2. ↑  + 1 1⁄3′.

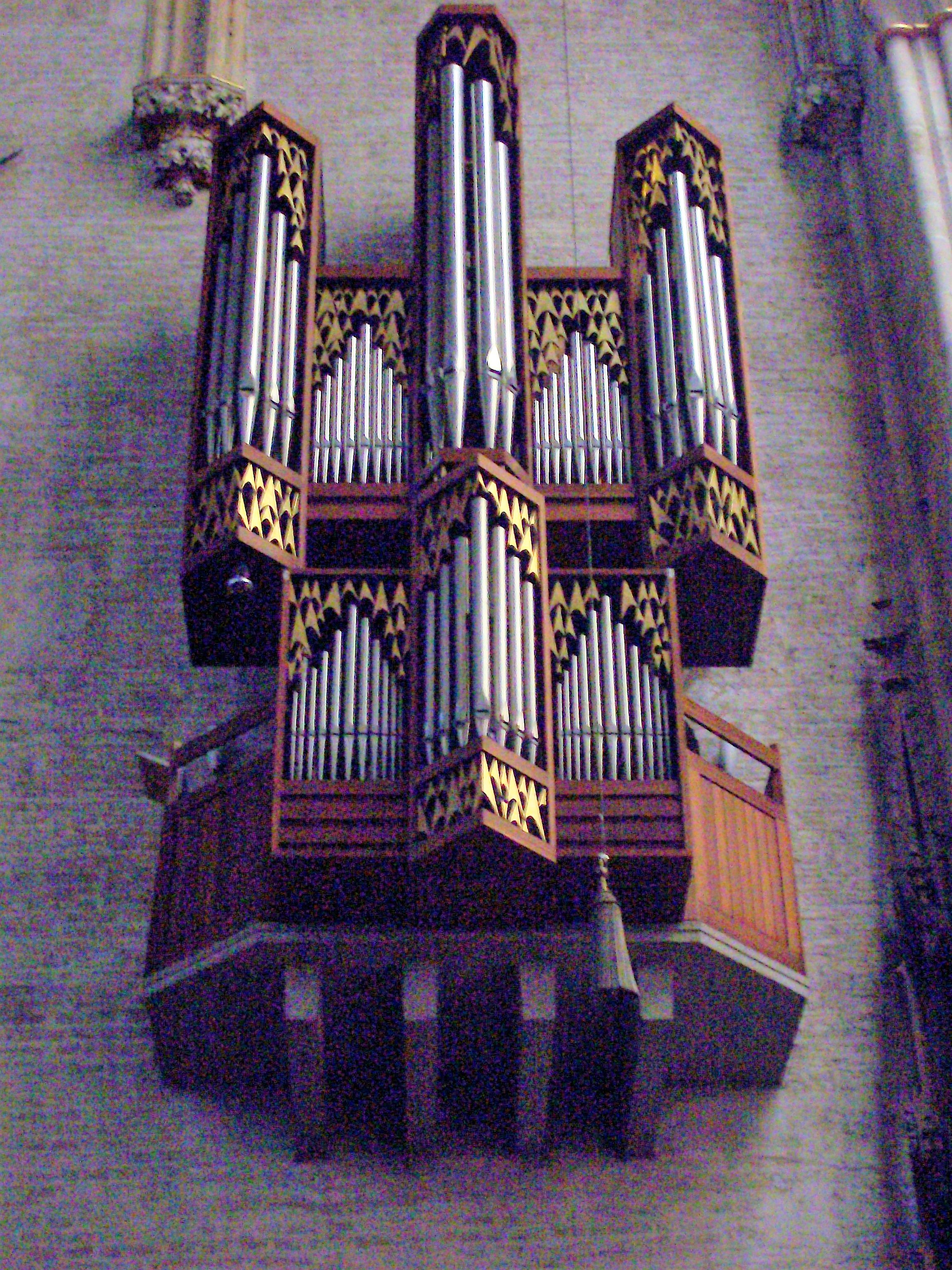
Schwalbennestorgel von Rieger (1960–2019)

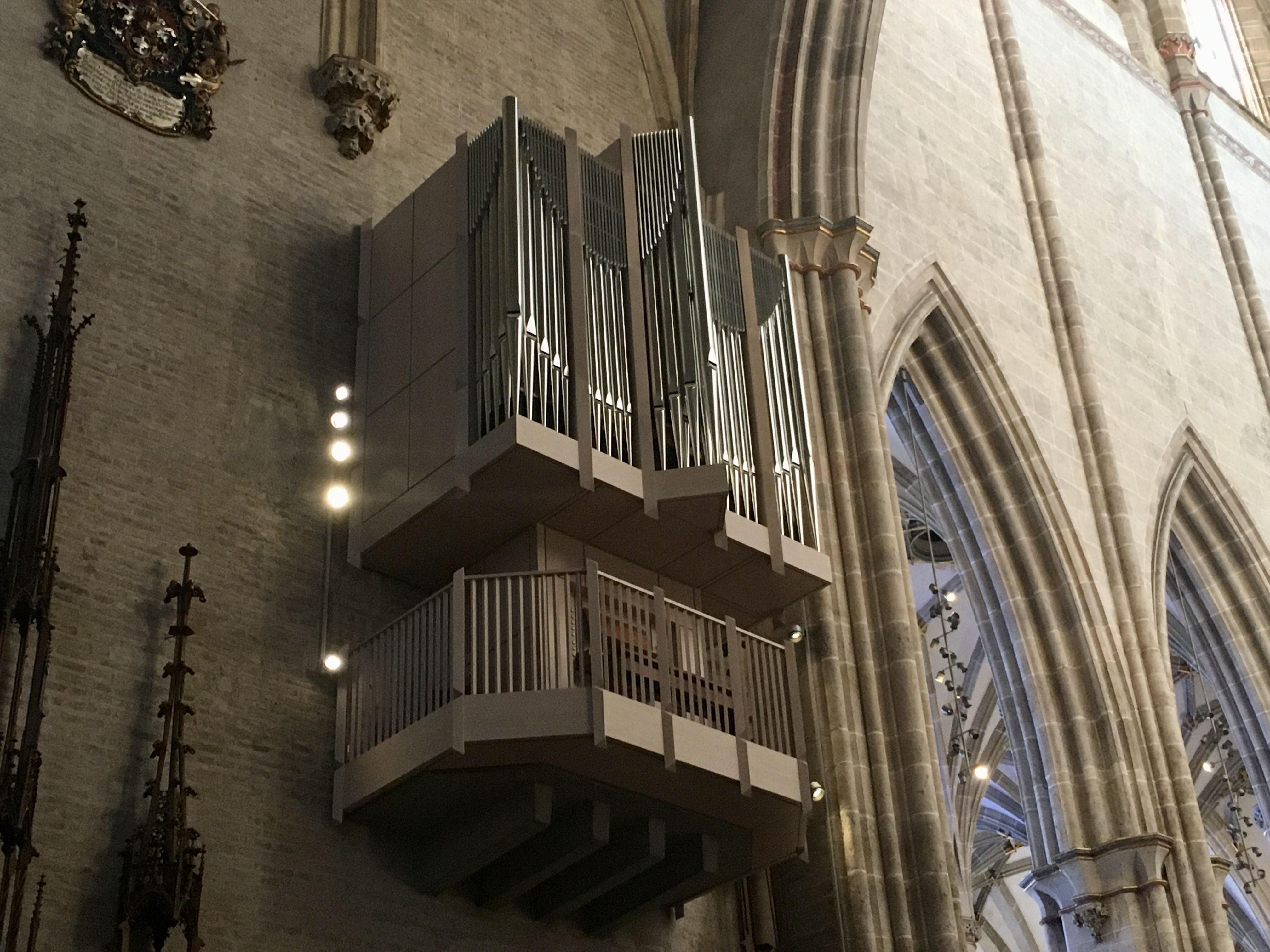
Chororgel von 2022

Im Mai 2019 wurde die sanierungsbedürftige Chororgel zum Verkauf angeboten. Zum einen ließ die Qualität des Orgelwerks Zweifel am vollständigen Gelingen einer Instandsetzung aufkommen, zum anderen wäre diese aufgrund der Schwalbennestposition, welche den Zugang zur Orgel erschwert, sehr aufwändig gewesen. Käufer war eine Kirchengemeinde in Biłgoraj (Polen). Ein neues Instrument von Orgelbau Kuhn mit 18 Registern auf zwei Manualen und Pedal wurde am 1. Advent 2021 eingeweiht. Die Disposition im Stil der französischen Romantik lautet wie folgt:
| I Grand Orgue C–c4 |                 |        |
| 1.                 | Montre          | 8′     |
| 2.                 | Flûte ouverte 0 | 8′     |
| 3.                 | Bourdon         | 8′     |
| 4.                 | Prestant        | 4′     |
| 5.                 | Quinte          | 2 ⁄3′  |
| 6.                 | Doublette       | 2′     |
| 7.                 | Tierce          | 1 3⁄5′ |
| 8.                 | Fourniture IV   | 1 ⁄3′  |
| 9.                 | Trompette       | 8′     |

| II Récit expressif C–c4 |                        |    |
| 10.                     | Cor de nuit            | 8′ |
| 11.                     | Viole de Gambe         | 8′ |
| 12.                     | Voix céleste           | 8′ |
| 13.                     | Flûte octaviante       | 4′ |
| 14.                     | Piccolo                | 2′ |
| 15.                     | Basson-Hautbois        | 8′ |
| 16.                     | Trompette harmonique 0 | 8′ |
|                         | Tremblant              |    |

| Pedal C–g1 |                               |     |
| 17.        | Soubasse                      | 16' |
| 18.        | Montre (= Nr. 1)              | 08′ |
| 19.        | Bourdon (= Nr. 3)             | 08′ |
| 20.        | Prestant (= Nr. 4)            | 04′ |
| 21.        | Trompette (ab c0 aus Nr. 9) 0 | 16′ |

- Koppeln: II/I, II/II (Suboktavkoppel, durchkoppelnd), I/P, II/P

### Weitere Orgeln
Außer der Hauptorgel auf der Hauptempore und der Chororgel sind im Ulmer Münster regelmäßig drei weitere Orgeln zu hören.
- 1962: Orgelpositiv (in der Regel steht dieses Instrument bei Konzerten in der Nähe der großen Kanzel, es ist mobil einsetzbar), Ausführung: Firma Walcker. Fünf Register (Schleiflade, mechanische Traktur). Diese Orgel wird vor allem als Teil des Basso continuo bei Konzerten mit Chor und Orchester eingesetzt. Diese Orgel wurde 2012 durch eine Truhenorgel der Firma Reinhart Tzschöckel ersetzt.
- 1977: Orgel in der Konrad-Sam-Kapelle, Disposition: Edgar Rabsch, Ausführung: Firma Reinhart Tzschöckel. Hauptwerk, Oberwerk und Pedal mit 14 Registern (Schleiflade, mechanische Traktur).
- 1991: Altarorgel, Disposition: Edgar Rabsch, Ausführung: Firma Reinhart Tzschöckel. Diese Orgel besitzt eine vollmechanische Traktur mit neun Registern auf zwei Manualen und Pedal. Das Instrument ist sowohl fahrbar als auch zerlegbar.[37]

### Orgeltraditionen
- Während der Touristensaison ist seit 1890 im Ulmer Münster täglich um die Mittagszeit Orgelspiel zu hören. An Sonntagen findet zur Mittagsstunde ein Orgelkonzert statt. Am 4. Advent schließt die Saison alljährlich mit einem „Wunschkonzert“ ab, dessen Programm aus vorher eingereichten Publikumswünschen zusammengestellt wird.

### Münsterorganisten (Auswahl)
- um 1452: Minorit Konrad Kaufmann mit 30 Gulden Jahresgehalt als Organist angestellt.
- 1468: Kaufmanns Nachfolger wird Meister Lienhart, zuvor war er von 1450 bis 1467 Organist in Stuttgart.
- 1515: Martin Grünenbach erhält vom Rat „Vertröstung zur Organisten-Stelle“
- 1578–1579: Wolf Widenmann (wegen Vertragsbruch nach einem Jahr entlassen und bis zur Nachfolgerfindung durch den Stadtpfeifer Heinrich Maier vertreten, der nach dem Tod Reintzkes 1595 erneut einsprang)
- 1579 oder 1580–1595: Christoph Reintzke
- 1595–1634: Adam Steigleder
- 1634–1653: Tobias Eberlin
- 1653–1655: Adam Hollart
- 1655–1659: Johann Conrad Merckh
- 1659–1671: Andreas Schwilge
- 1671–1712: Sebastian Anton Scherer
- 1712–1751: Conrad Michael Schneider
- 1751–1770: Johann Christoph Walther (Sohn von Johann Gottfried Walther)
- 2. Hälfte 18. Jahrhundert (ab 1770?): Johannes Martin
- J. Christoph Scheifelen
- J. Chr. Kienlen
- ab 1817: Samuel Gottlob Auberlen († 1829)
- 1830–1881: Johann Friedrich Dieffenbacher
- 1890–1918: Johannes Graf
- 1923–1955: Fritz Hayn
- 1955–1971: Hans Jakob Haller
- 1972–1990: Edgar Rabsch
- 1991–2009: Friedrich Fröschle
- ab 2010: Friedemann Johannes Wieland[38]

## Glocken

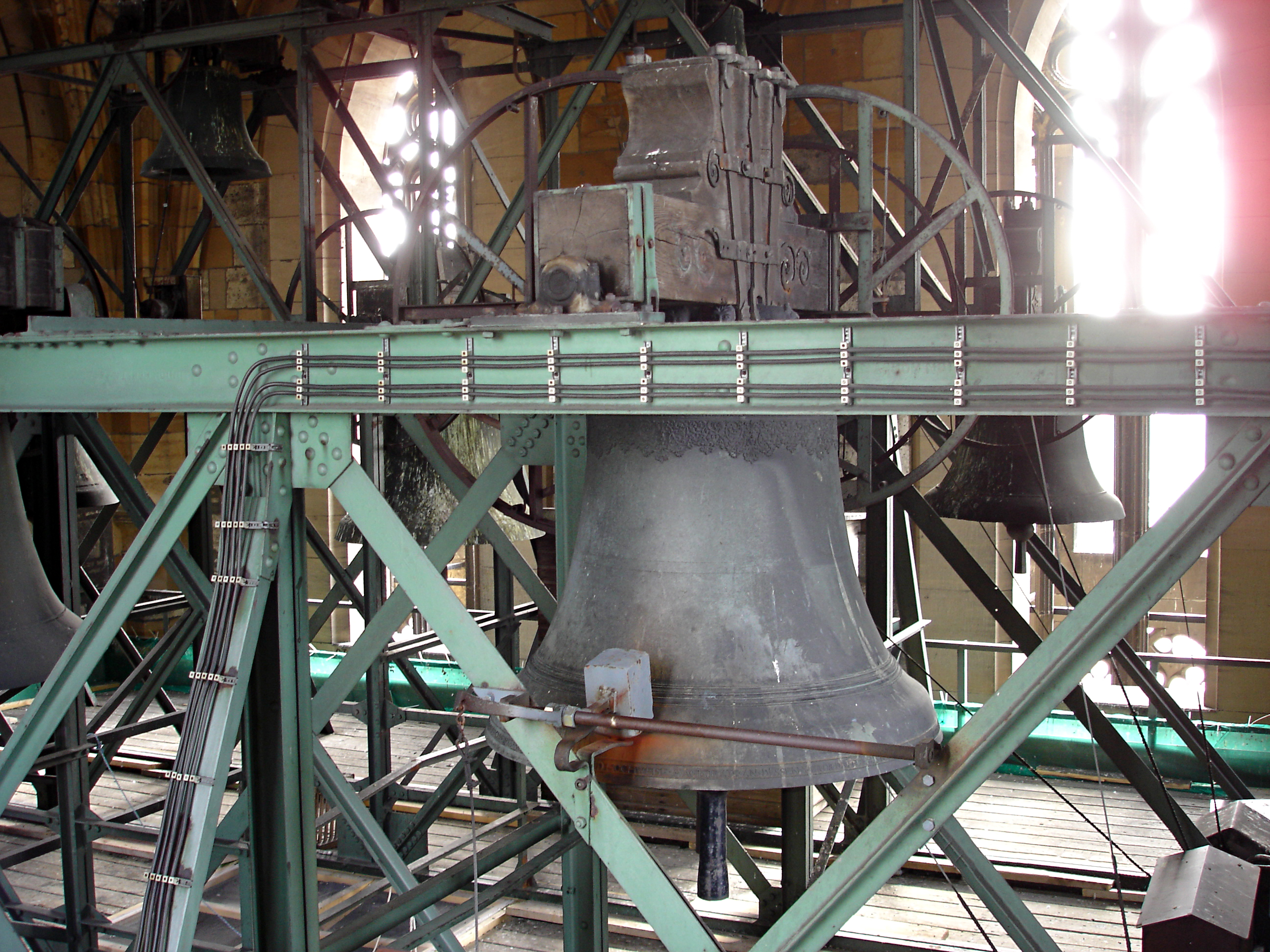
Glockenstuhl vor der Sanierung, 2005

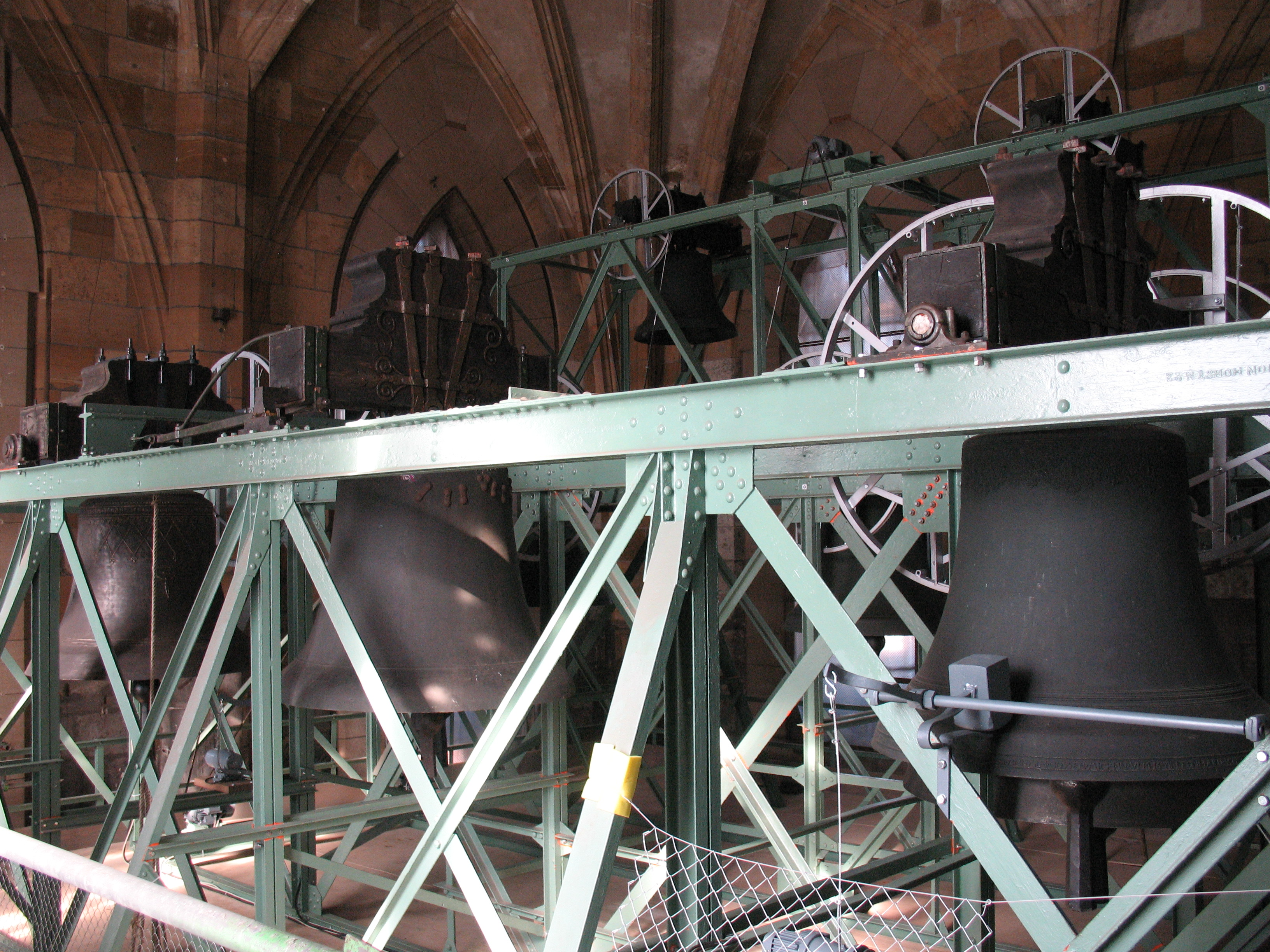
Glockenstuhl nach der Sanierung, 2009

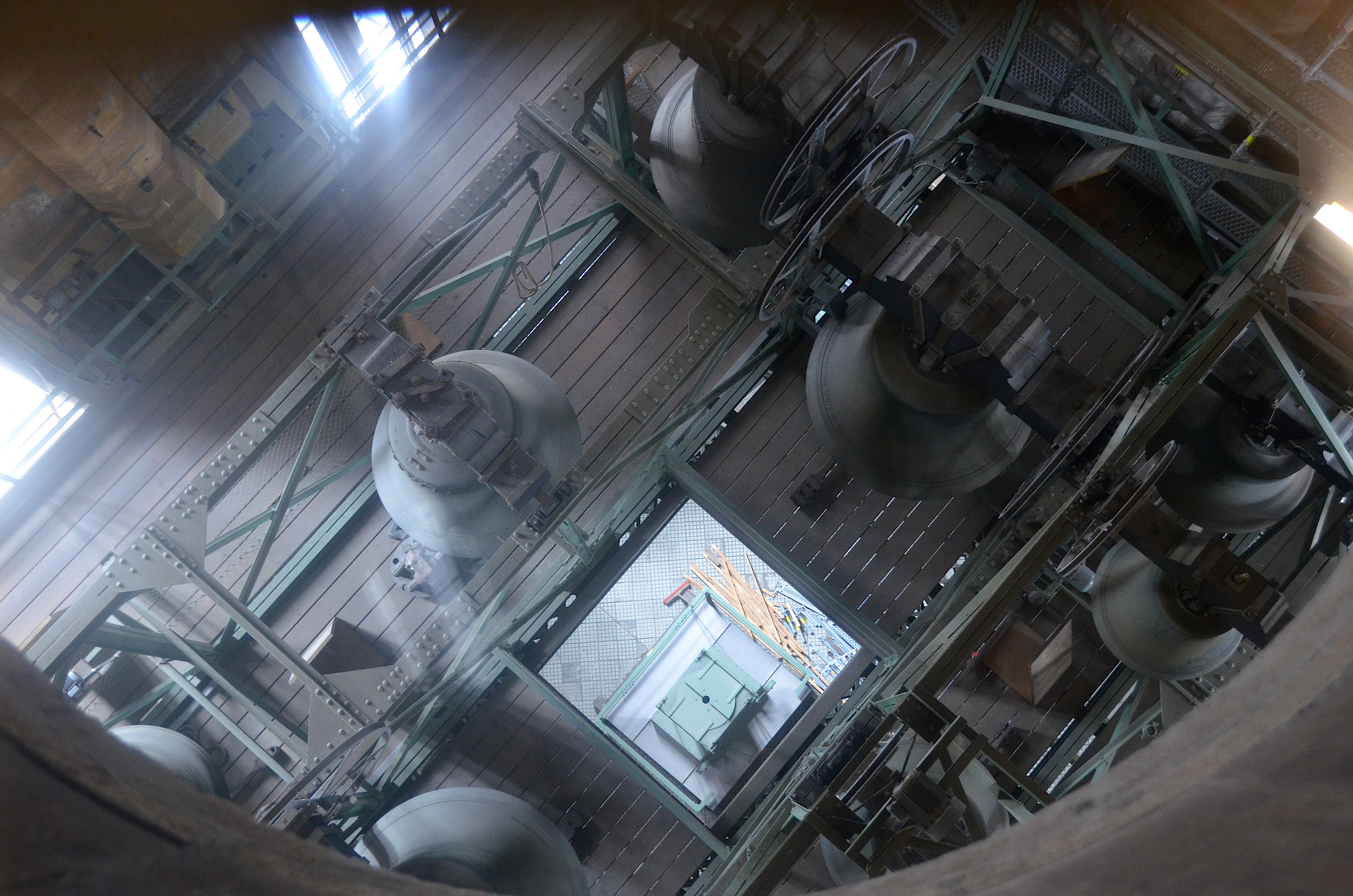
Kirchenglocken des Ulmer Münsters von oben gesehen (2019)

Im Hauptturm des Münsters hängen insgesamt dreizehn Kirchenglocken. Zehn Glocken sind läutbar, die drei weiteren hängen an den Wandseiten des Oktogons, werden aber nicht geläutet.
Älteste läutbare Glocke des Ulmer Münsters ist die sog. Schwörglocke. Sie stammt aus dem 14. Jahrhundert und erklingt nur zu besonderen Anlässen, u. a. dem Schwörmontag, während des Eides des Oberbürgermeisters auf den großen Schwörbrief von 1397. Sechs weitere Glocken wurden im 14. bzw. 17. Jahrhundert gegossen, von denen heute noch drei läutbar sind. Die übrigen Läuteglocken wurden im 20. Jahrhundert gegossen.
Alle Glocken wurden bis zur Motorisierung 1953 von Jugendlichen oder Türmern von Hand geläutet.
Am 16. September 2005 wurde das Geläut wegen massiver Schäden am stählernen Glockenstuhl außer Betrieb gesetzt. Bei der Abnahme der Glocken am 3. Oktober 2006 traten starke Schäden an der Großen Betglocke und der Landfeuerglocke zu Tage. Daraufhin bekam die Betglocke eine neue Krone samt Haube eingeschweißt, während die Landfeuerglocke am Schlagring restauriert wurde. Bis auf die Kreuzglocke, deren Klöppel bereits innerhalb der letzten Jahrzehnte einmal erneuert worden war, und die Schwörglocke bekamen alle anderen Glocken neue Klöppel. Zudem wurden Restaurierungen an verschiedenen Holzjochen erforderlich.
Nach Abschluss dieser Arbeiten und der Instandsetzung des Glockenstuhles wurden die Glocken am 12. April 2009 (Ostersonntag) erstmals wieder geläutet.
- Vorstellung des Münstergeläutes mit Einzelglocken und Vollgeläut auf youtube.com, Dauer 38:01 Minuten
- Teilgeläut mit der Dominica (b°) auf youtube, Dauer: 5:29 Minuten

### Läuteglocken
Von den zehn läutbaren Glocken bilden neun Glocken das Festtagsgeläut. Glocke Nr. 10 (Schwörglocke) „entspricht“ in Disposition und Nominal (in etwa) Glocke Nr. 3 (Große Betglocke). Sie läutet zu besonderen Anlässen.
| Nr. | Name                                              | Bild                                   | Gussjahr | Gießer, Gussort                   | Ø (cm) | Masse (kg) | Schlagton | Anmerkungen |
| --- | ------------------------------------------------- | -------------------------------------- | -------- | --------------------------------- | ------ | ---------- | --------- | --- |
| 1   | Gloriosa (Festtagsglocke)                         | Glocke 1 – Gloriosa                    | 1956     | Glockengießerei Kurtz (Stuttgart) | 199,5  | 4.912      | as0       | Lat. die Ruhmreiche. Größte, schwerste und tontiefste Glocke. Jährlich am 17. Dezember um 19:15 Uhr erinnert ihr 15-minütiges Läuten an den Luftangriff auf die Stadt im Jahr 1944. Die Glockenzier stammt von Helmuth Uhrig und zeigt den Drachenkampf des Erzengels Michael. |
| 2   | Dominica (Sonntagsglocke oder Reformationsglocke) | Glocke 2 – Dominica                    | 1931     | Glockengießerei Kurtz (Stuttgart) | 185    | 4.301      | b0        | Lat. die dem Herrn Geweihte. 1931 gegossen aus Anlass der Feierlichkeiten zum 400-jährigen Jubiläum der Reformation in der freien Stadt Ulm. Wegen ihres als besonders hochwertig beurteilten Klanges musste die Glocke 1942 nicht zu Kriegszwecken abgeliefert werden. Auf der Dominica werden die Stunden nachgeschlagen. Als tontiefste Glocke eines werktäglichen Gottesdienstes sowie eines sonntäglichen Hauptgottesdienstes erklingt sie 30 Minuten vor Gottesdienstbeginn zum Zeichenläuten. |
| 3   | Große Betglocke (Vaterunser-Glocke)               | Glocke 3 – Große Betglocke restauriert | 1454     | Gießerei Eger (Reutlingen)        | 170    | 3.800      | c1        | Im Jahr 1454 die erste Glocke, die in der Glockenstube des Münsters geläutet wurde. Sie wird zum Vaterunser im Haupt- sowie Abendgottesdienst und Montag bis Samstag um 12:00 Uhr zum Mittagsgebet geläutet. |
| 4   | Leichenglocke                                     | Glocke 4 – Leichenglocke               | 1678     | Gießerei Ernst in Lindau          | 142    | 1.750      | des1      | Erklingt solistisch, während ein Mitglied der Münster-, Paulus- oder Georgskirchgemeinde zu Grabe getragen wird. |
| 5   | Kleine Betglocke                                  | Glocke 5 – Kleine Betglocke            | 1956     | Glockengießerei Kurtz (Stuttgart) | 139    | 1.766      | es1       | Läutet täglich um 6:30 Uhr zum Morgengebet sowie um 19 Uhr (im Sommer um 20 Uhr) zum Abendgebet und versteht sich so als Einladung, Tag und Nacht unter das Geleit Gottes zu stellen. Sonntags gibt sie 30 Minuten vor Gottesdienstbeginn das Zeichenläuten zum Früh- und Abendgottesdienst. Die von Helmuth Uhrig stammende Glockenzier zeigt Oranten. |
| 6   | Kreuzglocke                                       | Glocke 6 – Kreuzglocke                 | 1956     | Glockengießerei Kurtz (Stuttgart) | 124    | 1.248      | f1        | Nach alter Läuteordnung wurde die Glocke freitäglich zur überlieferten Sterbestunde Jesu um 15 Uhr geläutet. Die neue Läuteordnung sieht stattdessen das Kreuzläuten vor. |
| 7   | Landfeuerglocke                                   | Glocke 7 – Landfeuerglocke restauriert | 14. Jh.  |                                   | 114    | 900        | as1       | Die Glocke befand sich ursprünglich in der Kirche zur lieben Frau außerhalb der Stadt. Sie läutete einst bei Gefahr wie Feuer oder herannahenden Feinden, und wurde bis Anfang des 20. Jahrhunderts genutzt, um die Schließung der Stadttore anzukündigen. Da ihr Schlagring beschädigt war, musste er im Glockenschweißwerk Lachenmeyer zu Nördlingen restauriert werden. |
| 8   | Taufglocke                                        | Glocke 8 – Taufglocke                  | 1956     | Glockengießerei Kurtz (Stuttgart) | 93     | 506        | b1        | Läutet zur Taufhandlung. |
| 9   | Schiedglocke                                      | Glocke 9 – Schiedglocke                | 1956     | Glockengießerei Kurtz (Stuttgart) | 83     | 345        | c2        | Läutet um 9 Uhr nach Bekanntwerden eines Todesfalles. |
| 10  | Schwörglocke                                      | Glocke 10 – Schwörglocke               | 14. Jh.  |                                   | 164    | 3.500      | c1        | Älteste Glocke des Ulmer Münsters, die zunächst vor den Toren Ulms in der Pfarrkirche „über dem Feld“ in der Nähe des heutigen alten Friedhofs hing. Sie hat im oberen Teil einen Riss, der – vermutlich bereits kurz nach ihrem Guss – mit Klammern repariert wurde. Die Glocke wird von Hand geläutet. Sie erklingt nur am Schwörmontag, während des Eides des Oberbürgermeisters auf den großen Schwörbrief von 1397, und beim Begräbnis des Oberbürgermeisters, anstelle der Leichenglocke.      |

| Anlass                                  | Anlass                                    | Anzahl Glocken | Nr. 1 | Nr. 2 | Nr. 3 | Nr. 4 | Nr. 5 | Nr. 6 | Nr. 7 | Nr. 8 | Nr. 9 | Bemerkungen/Reihenfolge |
| --------------------------------------- | ----------------------------------------- | -------------- | ----- | ----- | ----- | ----- | ----- | ----- | ----- | ----- | ----- | --- |
| 1. Advent                               | Frühgottesdienst                          | 6              |       |       |       | des1  | es1   | f1    | as1   | b1    | c2    | |
| 1. Advent                               | Hauptgottesdienst                         | 4              | as0   |       |       | des1  | es1   | f1    |       |       |       | |
| 1. Advent                               | Abendgottesdienst                         | 6              |       | b0    | c1    | des1  | es1   | f1    | as1   |       |       | |
| Heiligabend Weihnachten                 | Christmette Haupt- und Abendgottesdienste | 9              | as0   | b0    | c1    | des1  | es1   | f1    | as1   | b1    | c2    | |
| Jahreswechsel                           | Neujahr um 24 Uhr                         | 9              | as0   | b0    | c1    | des1  | es1   | f1    | as1   | b1    | c2    | |
| Invocāvit (1. Sonntag der Passionszeit) | Frühgottesdienst                          | 4              |       |       | c1    | des1  | es1   | f1    |       |       |       | |
| Invocāvit (1. Sonntag der Passionszeit) | Hauptgottesdienst                         | 5              | as0   | b0    |       | des1  | es1   |       | as1   |       |       | |
| Invocāvit (1. Sonntag der Passionszeit) | Abendgottesdienst                         | 4              |       | b0    | c1    | des1  | es1   |       |       |       |       | |
| Fastenzeit                              | Frühgottesdienst                          | 5              |       |       | c1    |       |       | f1    | as1   | b1    | c2    | (f-Moll-Akkord) |
| Fastenzeit                              | Hauptgottesdienst                         | 6              |       | b0    | c1    | des1  | es1   | f1    |       | b1    |       | (b-Moll-Akkord) |
| Fastenzeit                              | Abendgottesdienst                         | 5              |       | b0    |       | des1  | es1   | f1    |       | b1    |       | (b-Moll-Akkord) |
| Karfreitag                              | Hauptgottesdienst                         | 4              | as0   | b0    |       |       | es1   |       | as1   |       |       | aufsteigend |
| Karfreitag                              | Sterbestunde Jesu (15 Uhr)                | 1              | as0   |       |       |       |       |       |       |       |       | Im Anschluss an das Läuten schweigt das gesamte Geläut bis zur Osternacht.                                                   |
| Osternacht/Ostersonntag                 | Gloria in excelsis                        | 9              | as0   | b0    | c1    | des1  | es1   | f1    | as1   | b1    | c2    | |
| Pfingstsonntag                          | Haupt- und Abendgottesdienst              | 9              | as0   | b0    | c1    | des1  | es1   | f1    | as1   | b1    | c2    | |
| Taufe                                   | Taufgottesdienst                          | 4              |       |       |       |       | es1   |       | as1   | b1    | c2    | |
| Taufe                                   | Taufhandlung                              | 1              |       |       |       |       |       |       |       | b1    |       | |
| Trauung                                 |                                           | 4              |       |       |       |       | es1   | f1    | as1   |       | c2    | |
| Beerdigung                              | Beerdigungsgottesdienst                   | 4              |       |       | c1    |       |       | f1    | as1   |       | c2    | (f-Moll-Akkord), aufsteigend                                                                                                 |
| Beerdigung                              | Gang zum Grabe                            | 1              |       |       |       | des1  |       |       |       |       |       | (Leichenglocke) |
| Schülergottesdienst                     |                                           | 4              |       |       |       |       |       | f1    | as1   | b1    | c2    | |
| Kreuzläuten                             | Freitags, zur Sterbestunde Jesu           | 4              |       | b0    |       | des1  |       | f1    |       | b1    |       | (b-Moll-Akkord mit der Kreuzglocke)                                                                                          |
| Nachtgebet                              | Täglich, 22 Uhr                           | 1              |       |       |       |       |       |       | as1   |       |       | Das Nachtläuten findet nicht mehr statt, seitdem das angebotene Nachtgebet im Münster mangels Beteiligung eingestellt wurde. |

### Glocken im Oktogon
Im Münsterturm befinden sich an Wandkonsolen im Oktogon – oberhalb der Türmerstube – drei weitere Glocken. Bis zur Elektrifizierung wurden (auch) diese drei Glocken im Viereckumgang durch den Turmwächter bedient. Die Torglocke und das Arbeitsglöcklein werden heute nicht mehr geläutet und auch nicht mehr angeschlagen.
| Nr. | Name                                   | Bild             | Gussjahr | Gießer, Gussort                | Ø (cm) | Masse (kg) | Nominal | Anmerkungen |
| --- | -------------------------------------- | ---------------- | -------- | ------------------------------ | ------ | ---------- | ------- | --- |
| 11  | Torglocke Frühglocke                   | Torglocke        | 1644     | Glockengießer Allgeyer (Ulm)   | 80     | 375        |         | Die Glocke hing bis 1931 im Glockenstuhl, war aber »bereits 1907 nicht mehr in Gebrauch – außer wenn ein Delinquent frühmorgens hingerichtet wurde«. Da man ihren Klang als unrein empfand, wurde sie 1931 gegen eine neue c2-Glocke ausgetauscht. Historischen Quellen zufolge wurde diese Glocke bis zum Beginn des 19. Jahrhunderts geschlagen, um den Torwächtern an der Stadtbefestigung zu signalisieren, dass die großen Stadttore geöffnet werden durften. Andere Quellen berichten, dass zu diesem Zweck nachweisbar die Landfeuerglocke genutzt worden sei. |
| 12  | Arbeitsglöcklein (auch: Henkersglocke) | Arbeitsglöcklein | 1606     | Glockengießer Allgeyer (Ulm)   | 46     |            |         | Einer älteren Überlieferung nach sei sie geläutet worden, wenn der Henker seiner Arbeit auf dem Ulmer Galgenberg nachging. Diese Angabe sei jedoch eine Verwechslung mit der Torglocke |
| 13  | Schlagglocke                           | Schlagglocke     | 1414     | Glockengießer Seitz (Nürnberg) | 121    | 1.500      | g1      | Einer älteren Überlieferung nach wetteiferte diese Münsterglocke mit der Rathausglocke darum, wer zuerst erklang, um eine volle Stunde anzuzeigen. Beide Glocken hatten die gleiche Funktion. Die Schlagglocke wird mit einem Hammer angeschlagen. |

### Ulmer Glockenimitate
Anlässlich des 41. württembergischen Landesposaunentags 2006, bei dem das Läuten der Glocken wegen Sanierungsarbeiten am Glockenstuhl sowie an einigen Glocken nicht möglich war, komponierte Hans-Peter Braun das Musikstück Ulmer Festgeläut für Blechbläser für vier achtstimmige Posaunenchöre, in dem das Glockenläuten durch den Klang von Blechblasinstrumenten nachgeahmt wird. Bei Hochzeiten während der glockenlosen Zeit spielte der Mesner das Glockengeläut vom Band für die Gemeinde ein, sodass sie auf den Glockeneinzug nicht verzichten musste.

## Diskographie
- Ulmer Münster – Glocken und Orgeln. Friedrich Fröschle spielt an drei Orgeln. CD AGK 12219, 2000. (Neun Glocken des Münsters läuten einzeln, in Gruppen und im vollen Geläut, dazu sind drei Orgeln des Münsters zu hören.)
- Orgel-Wunsch-Konzert im Ulmer Münster. Friedrich Fröschle an der Großen Orgel. CD AGK 12223, 2003. (Die Hauptorgel ist mit 16 Klassikern der Orgelliteratur zu hören.)
- Confidentia – Bläser musizieren beim 40. Landesposaunentag. CD SACD 9155, 2004. (4000 Bläser musizieren im, 8500 vor dem Ulmer Münster unter Leitung von Hans-Ulrich Nonnenmann Musik von Georg Friedrich Händel, Johann Sebastian Bach und Joseph Haydn, zuletzt läuten zu diesem Spiel die Münsterglocken.)

## Verwendung des Münsters für Firmenzeichen, Firmennamen und Wappen

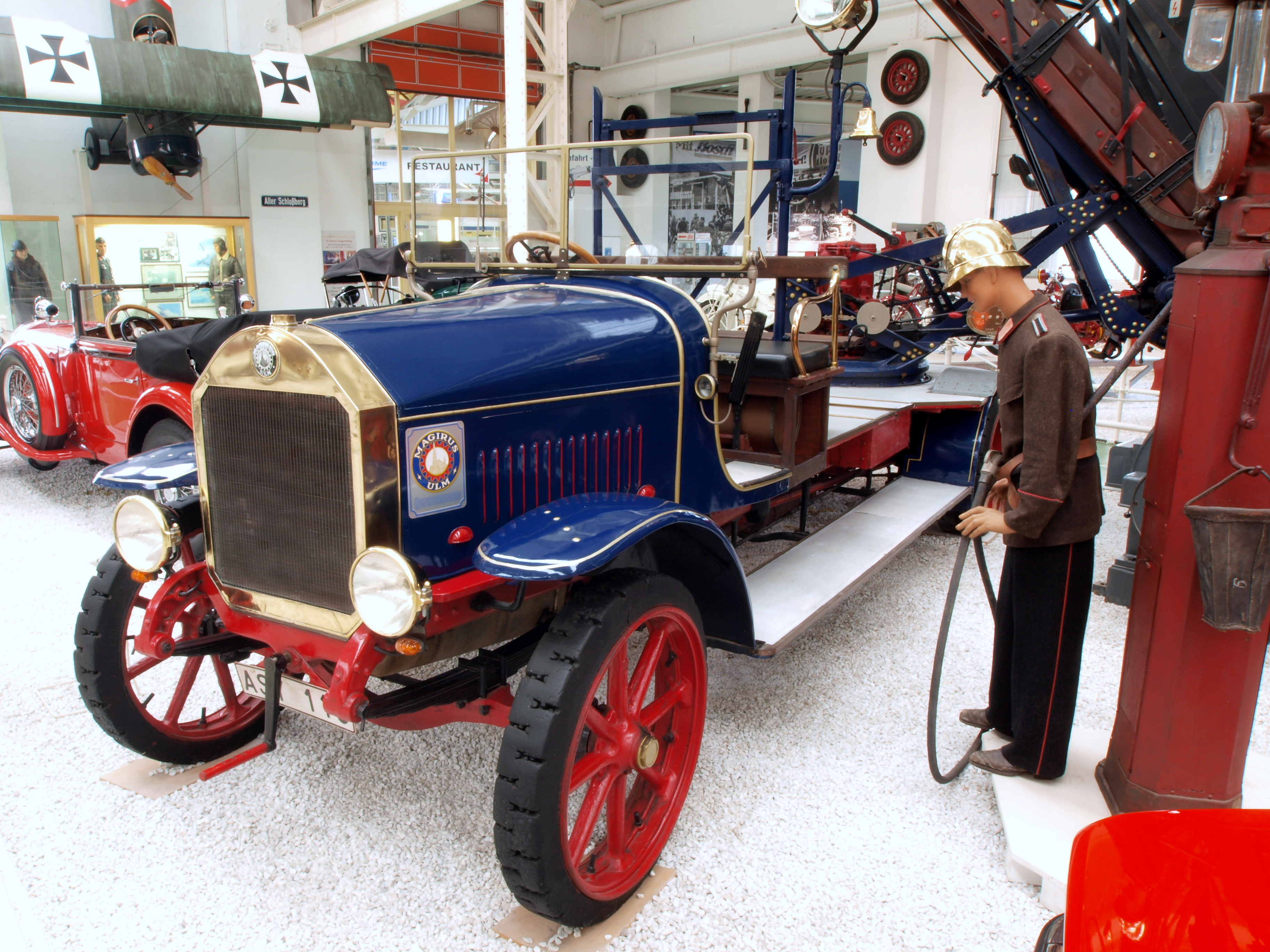
Fahrzeug mit dem alten Magirus-Logo von 1917 (noch mit dem ganzen Ulmer Münster)
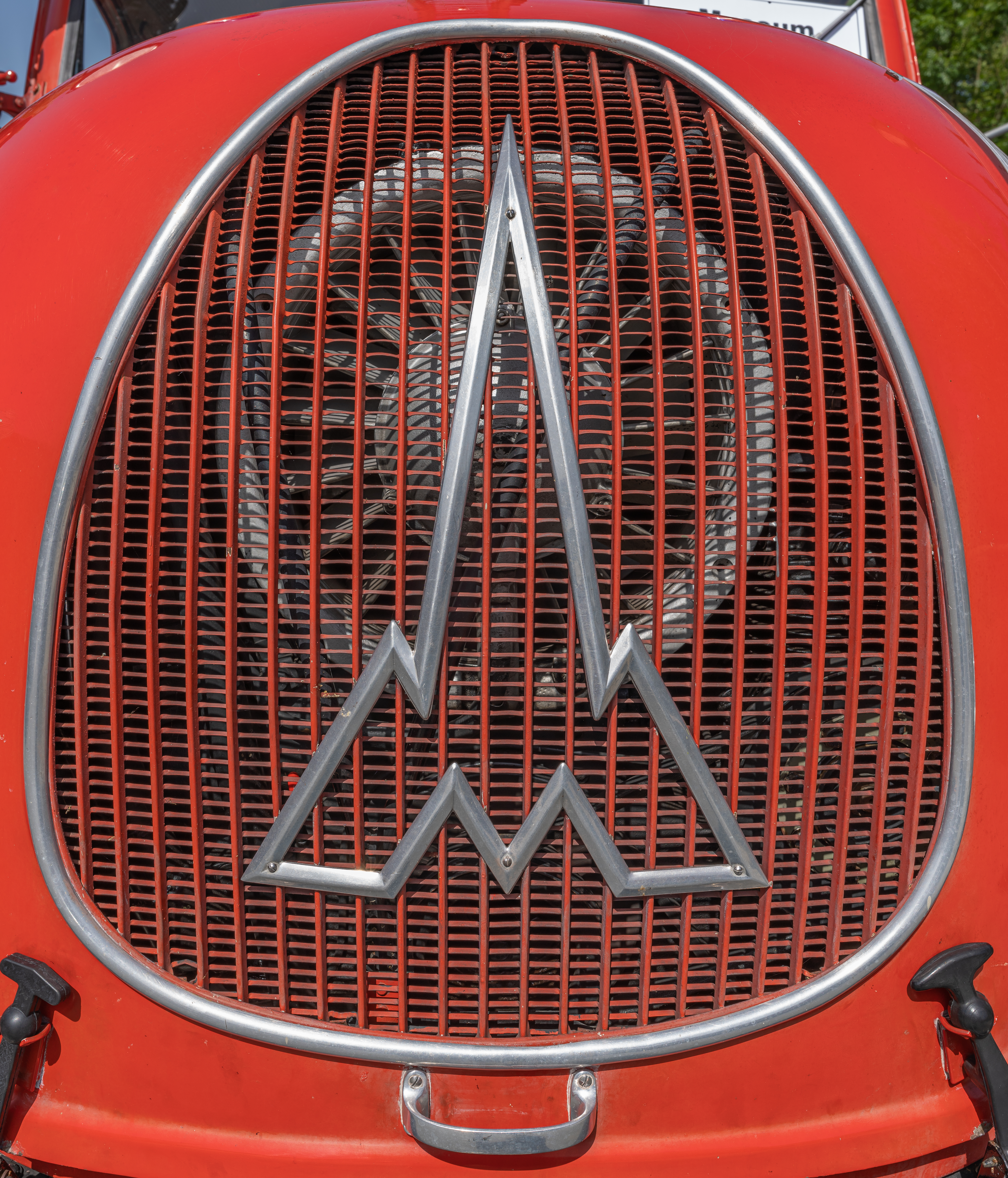
Stilisierte Silhouette des Ulmer Münsters im Markenzeichen von Magirus-Deutz (gestreckte Form)
Stilisierte Silhouette des Ulmer Münsters im Markenzeichen der Deutz AG (gestauchte Form)
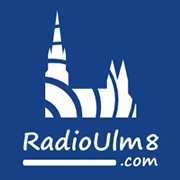
Logo aus Ulmer Münster und Radiowellen des Senders RadioUlm8
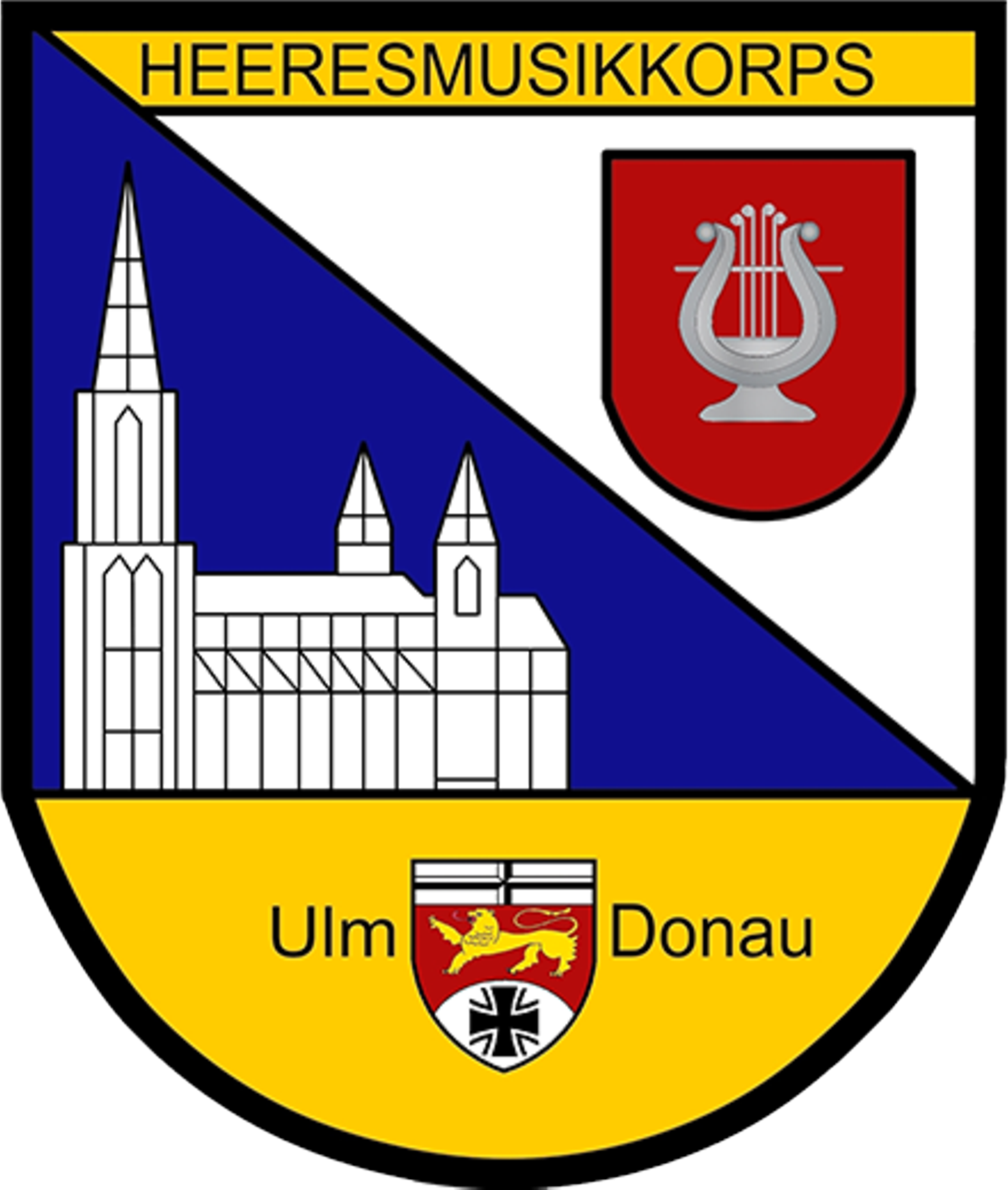
Wappen des Heeresmusikkorps Ulm

Der in Ulm ansässige Feuerwehrausrüster und Fahrzeugbauer Magirus machte das Ulmer Münster 1917 zum zentralen Bestandteil seines Markenzeichens. Nachdem dieses anno 1925 neu gestaltet wurde, zeigte es noch die stilisierte Silhouette des Münsters in Kombination mit einem „M“ für Magirus. Nach der Übernahme von Magirus durch den Humboldt-Deutz-Konzern schmückte die neue Fassung die Lastwagen, Busse und Feuerwehrfahrzeuge der Marke Magirus-Deutz, die das Markenzeichen mit der stilisierten Silhouette des Ulmer Münsters in über 100 Länder der Welt verbreiteten. 1964 machte die neue Konzernmutter, die inzwischen Klöckner-Humboldt-Deutz (KHD) hieß, das von Magirus stammende Logo zu ihrem eigenen Firmenzeichen und verwandte es in der Folgezeit auch für andere, nicht in Ulm hergestellte Produkte (beispielsweise für Deutz-Traktoren). So wurde es mit der Zeit mehr mit Deutz als mit Magirus identifiziert. Nach der Eingliederung von Magirus-Deutz in IVECO verschwand das Logo mit der stilisierten Silhouette des Ulmer Münsters ab 1980 von den Lkw, Bussen und Feuerwehrfahrzeugen. Von der heutigen Deutz AG, die inzwischen aus KHD hervorging, wird es in leicht gestauchter Form bis heute als Firmenzeichen beibehalten. Die alte Fassung des Magirus-Firmenzeichens von 1917, die noch das ganze Ulmer Münster zeigt, lebt heute im Signet des Oldtimerclub Magirus IVECO e. V. fort, der sich um den Erhalt historischer Nutzfahrzeuge von Magirus, Magirus-Deutz und IVECO kümmert.
Das Ulmer Münster ist für das nicht kommerzielle, regionale Webradio der maßgebliche Hauptbestandteil des Logos, mit seinen Radiowellen stellt es einen thematischen Bezug zum Rundfunk dar, obgleich ein Webradio ausschließlich über das Internet gehört werden kann.
Namensgebend war das Ulmer Münster für die „Ulmer Münster Brauerei“, die von 1908 bis 2002 in 2 Kilometer Entfernung von dem Gotteshaus „Ulmer Münster Bier“ herstellte.
Der in Ulm gegründete und heute in Langenenslingen ansässige Werkzeughersteller Ulmia trägt ebenfalls das Münster im Logo.
Das Münster ist außerdem Bestandteil des Wappens des seit 1958 in der Stadt beheimateten Heeresmusikkorps Ulm.
Das Ulmer Münster war um 1809 Ausgangspunkt der optischen Telegraphie Linie Ulmer Münster bis Paris Notre Dame. Um 1809 war der Münster Turm ca. 70 m hoch.
Die 1982 von Reimer Kordes eingeführte blutrote Strauchrose 'KORtello' wurde zu Ehren des Münsters nach ihm benannt.

## Das Münster als Knotenpunkt verschiedener Pilgerwege
Zu Beginn des 21. Jahrhunderts wurde das Münster mehr und mehr ein Knotenpunkt für verschiedene Pilgerwege. An der Pforte des Münsters ist ein Pilgerstempel für den Pilgerpass erhältlich.

### Jakobspilgerwege
Bis Ulm führen zwei ausgeschilderte Jakobspilger-Routen von Norden heran, die sich am Ulmer Münster vereinigen:
- die östlichere Route, der Fränkische Jakobsweg, von Nürnberg
- die westlichere Route von Würzburg bzw. von Rothenburg ob der Tauber über Lonsee nach Ulm wird als Fränkisch-Schwäbischer Jakobsweg bezeichnet.[47][48]
- vom Münster führt dann, seit 1997 markiert, der Oberschwäbische Jakobsweg weiter nach Süden.

← Vorhergehender Ort: Fränkisch-Schwäbischer Jakobsweg, Fränkischer Jakobsweg | Ulmer Münster | Nächster Ort: Ulm →

Ulmer Münster |
Ulm |
Grimmelfingen |
Einsingen |
Erbach |
Donaurieden |
Oberdischingen |
Ersingen |
Rißtissen |
Untersulmetingen |
Obersulmetingen |
Schemmerberg |
Äpfingen |
Laupertshausen |
Mettenberg |
Biberach an der Riß |
Reute |
Grodt |
Muttensweiler |
Steinhausen |
Wallfahrtskirche Steinhausen |
Winterstettenstadt |
Bad Waldsee |
Bergatreute |
Weingarten |
Ravensburg |
Brochenzell
Östliche Route:
Meckenbeuren |
Tettnang |
Gießenbrücke |
Heiligenhof |
Atlashofen |
Hüttmannsberg |
Gattnau |
Arensweiler |
Selmnau |
Hattnau |
Nonnenhorn
Westliche Route:
Rammetshofen |
Unterteuringen |
Hepbach |
Leimbach |
Möggenweiler |
Markdorf |
Meersburg |
Bodensee |
Staad |
Konstanz |
Konstanzer Münster

### Sonstige Pilgerwege
Seit 2008 beginnt ein Teil des Oberschwäbischen Pilgerweges am Münster und führt zu spirituellen Orten Oberschwabens weiter.

## Einige Pfarrer des Münsters
Die Münstergemeinde hat drei Pfarrämter: Süd (der jeweilige Stelleninhaber ist zugleich Dekan des Kirchenbezirks Ulm), West (geschäftsführendes Pfarramt der Münstergemeinde) und Ost. Einige Amtsträger im 21. Jahrhundert sind in der Folge genannt:
- Stephan Krauter (2009–2019, Pfarramt West)[49]
- Tabea Frey (2002–2016)[50]
- Peter Schaal-Ahlers (ab 2016, Pfarramt Ost)[51][52]
- Ernst-Wilhelm Gohl (2006–2022, Dekan und Pfarramt Süd)
- Stephanie Ginsbach (2020–2024, Pfarramt West)[53]
- Dr. Torsten Krannich (ab 2023, Dekan und Pfarramt Süd)[54]